# Chiến tranh Pháp – Phổ
Chiến tranh Pháp – Phổ (19 tháng 7 năm 1870 – 28 tháng 1 năm 1871), thời hậu chiến còn gọi là chiến tranh Pháp – Đức (do sự kiện thống nhất nước Đức ở thời điểm ấy và Phổ là thành viên Liên bang Bắc Đức), thường được biết đến ở Pháp là chiến tranh 1870. Nó là một cuộc chiến tranh vũ trang giữa hai nước là Pháp với Liên bang Bắc Đức do Phổ lãnh đạo. Cuộc chiến kết thúc với chiến thắng của nước Phổ đại diện cho Đức, trở thành cuộc chiến tranh đế quốc đầu tiên do Phổ phát động. Cuộc chiến đã dẫn tới sự thành lập của một nhà nước thống nhất cho dân tộc Đức là Đế quốc Đức khi hầu hết các bang miền Nam gia nhập Bắc Đức ngoại trừ Áo vì Áo bị Phổ loại trừ trong kế hoạch thống nhất của mình và Áo lúc đấy đã thực hiện chế độ quân chủ kép với Hungary. Đây là cuộc chiến tranh có tầm vóc đồ sộ, trọng đại nhất kể từ những cuộc chiến tranh của Napoléon đến Chiến tranh thế giới thứ nhất, có vai trò hết sức to lớn trong lịch sử châu Âu, đặc biệt là nó đã gây ra mối thù nước Đức trong lòng người Pháp về việc mất lãnh thổ và điều này góp phần dẫn đến Thế chiến I.
Nước Phổ được hỗ trợ bởi Liên bang Bắc Đức và các bang miền nam Đức như Baden, Württemberg và Bayern. Ngay từ những sự kiện dẫn tới chiến tranh, thiên tài ngoại giao của vị Thủ tướng nước Phổ là Otto von Bismarck đã được biểu lộ. Chiến thắng của quân Phổ và Đức là một bước ngoặt to lớn trong lịch sử châu Âu, đã đem lại sự thống nhất và khởi lập của nền Đế quốc Đức dưới sự cai trị của Hoàng đế Wilhelm I – Quốc vương Phổ. Với thắng lợi hiển hách này - là chiến tích chiến lược huy hoàng của ông, tên tuổi của vị Tổng tham mưu trưởng Quân đội nước Đức là Đại tướng - Bá tước Helmut von Moltke đạt tới đỉnh cao vinh quang, với đầu óc sáng tạo mang tầm ảnh hưởng to lớn đến nền quân sự toàn cõi châu Âu. Tuy nhiên, bên cạnh thiên tài của ông nói riêng thì cả Bộ Tổng Tham mưu Đức nói chung đã có đóng góp lớn nhất cho chiến thắng vinh hiển của đất nước. Thất bại thảm hại của Pháp cũng đánh dấu sự sụp đổ của Napoléon III và dấu chấm hết cho nền Đệ Nhị đế chế Pháp, sau đó được thay thế bởi Đệ Tam cộng hòa. Do đó, thất bại này đã hoàn toàn chấm dứt chế độ quân chủ Pháp, trở thành một trong những thảm bại nặng nề nhất trên đất Pháp. Đức từ chối sự đề nghị của Pháp về việc Pháp trao Nam Kỳ cho Đức vì Đức nhất quyết vẫn muốn lấy bằng được vùng Alsace-Lorraine, vùng này sau đấy bị người Đức chiếm đóng và hợp thành một phần của nước Đức thống nhất như một điều khoản của hiệp ước hòa bình Frankfurt giữa hai nước cho đến sau khi Chiến tranh thế giới thứ nhất kết thúc. Kể từ sau thất bại trong cuộc chiến, người Pháp luôn bị ám ảnh bởi sự mất mát này. Trong khi đó, chiến thắng quyết định của người Phổ - Đức đã tiếp lửa cho tinh thần đoàn kết, cao trào dân tộc chủ nghĩa Đức trỗi dậy mạnh mẽ và làm cho nước Pháp thất trận bị lăng nhục nặng nề, mở đầu cho sự thù địch cay đắng giữa nước Đức và Pháp, đặt nền tảng cho một cuộc chiến tranh Pháp – Đức đẫm máu hơn nhiều. Với sự thống nhất của Đế quốc Đức vào tháng 1 năm 1871, về chính trị người Đức đã toàn thắng trước cả khi Paris thất thủ. Là một đòn giáng sấm sét vào đội quân hùng mạnh của Napoléon III, chiến thắng của nước Đức cũng mở đầu cho quá trình suy yếu nghiêm trọng của nước Pháp, đánh một đòn đau đớn tới nước Pháp nói chung kể từ sau năm 1815.

## Tóm lược
Cuộc chiến nối tiếp chiến thắng của nước Phổ hùng mạnh trong cuộc Chiến tranh Áo-Phổ, và là kết quả của sự căng thẳng kéo dài nhiều năm giữa hai cường quốc, mà ngòi nổ là mâu thuẫn về việc một hoàng thân của Vương tộc Hohenzollern ứng cử ngai vàng của Tây Ban Nha đã bị bỏ trống sau khi Nữ vương Isabel II bị phế truất năm 1868. Việc bản tuyên cáo Ems bị để lộ ra cho báo chí, trong đó cường điệu sự lăng mạ giữa Quốc vương nước Phổ và đại sứ Pháp, đã như châm thêm dầu vào lửa ở cả hai phía. Bất chấp thất bại vừa qua tại México, nước Pháp tổng động viên quân đội và đến ngày 19 tháng 7 thì tuyên chiến với Phổ. Quân Pháp gặp hỗn loạn và vấn đề hậu cần. Thủ tướng Bismarck cho rằng chiến tranh chống Pháp là rất cần thiết cho quá trình nhất thống nước Đức. Đúng như tầm nhìn xa trông rộng của Bismarck, các tiểu quốc Đức nhanh chóng đứng về phía Phổ và tham chiến chống Pháp. Với quân số đông đảo, bình sĩ tinh nhuệ, nước Phổ tổng động viên quân đội nhanh chóng hơn hẳn Pháp, trong khi Pháp còn bị rối loạn trầm trọng. Theo lệnh của nhà chiến lược thiên tài Moltke, ba đạo quân Phổ (trong đó Binh đoàn số 3 gồm có cả các đội quân Nam Đức) - đều được trang bị hoàn hảo và có khoảng 472 nghìn chiến sĩ với những tiểu đoàn hùng hậu tiến đánh nước Pháp, nhằm tiêu diệt quân Pháp và đánh chiếm Paris.
Sức mạnh vượt trội của nước Phổ và Đức hiển hiện nhanh chóng, một phần bằng việc sử dụng hiệu quả vận chuyển bằng đường sắt (hệ thống đường sắt Phổ lớn thứ tư trên thế giới trong khi hệ thống đường sắt Pháp thì lớn thứ năm) và Pháo binh tân tiến hiệu Krupp. Sức mạnh khủng khiếp của lực lượng Pháo binh Đức, cùng với sự bày binh bố trận rất chuẩn mực của Tổng Tham trưởng Moltke đã hoàn toàn áp đảo thế mạnh của Pháp về súng trường Chassepot. Quân đội Đức-Phổ chọc thủng lỗ hổng Lorraine, giành thẳng thế chủ động từ tay quân Pháp, nhanh chóng giành được một loạt thắng lợi tại miền đông nước Pháp (ví dụ như Trận Spicheren nơi quân Đức của Thống chế Karl Friedrich von Steinmetz dùng đại pháo hiệu Krupp hủy diệt địch và đánh tạt sườn địch, Trận Wörth nơi Hoàng thái tử Friedrich đại phá quân của Thống chế Patrice de Mac-Mahon, Trận Gravelotte cực kỳ khốc liệt nơi các chiến sĩ Đức anh dũng trở nên rạng danh uy chấn nhờ đánh bại tan tác đạo quân Pháp có thế mạnh hơn và đuổi quân Pháp về Metz), những chiến thắng lẫy lừng này là bước ngoặt ban đầu phá vỡ tinh thần tấn công của Pháp. Đội Kỵ binh Phổ của Thiếu tướng Friedrich Wilhelm Adalbert von Bredow đã lập nên chiến công ngàn thu mang lại thắng lợi lớn cho quân Phổ trong Trận Mars-la-Tour. Loạt thắng lợi chứng tỏ sự tinh nhuệ, nề nếp của quân Phổ hơn hẳn sự kém hiệu quả, bất lực của quân Pháp - chỉ trong vòng sáu tuần mà đoàn binh tinh nhuệ Phổ đã tiến công nhanh gọn và hạ nhục Pháp. Đỉnh điểm là Trận Sedan, khi mà quân Pháp thất thế, Đại tướng Moltke đại thắng Thống chế Mac-Mahon, đồng thời Napoléon III và toàn bộ đạo quân dưới quyền bị bắt vào ngày 2 tháng 9 - thất bại thảm hại của Pháp chỉ 6 tuần sau khi chiến sự nổ ra. Với tính chất hủy diệt rất cao, đại thắng mang tính bước ngoặt ở Sedan là một thắng lợi "thiêng liêng", huyền thoại, lớn lao hàng đầu trong suốt chiều dài lịch sử quân sự Phổ - Đức, khắc họa kế hoạch vây bọc của Moltke và đỉnh cao vinh quang của Bismarck. Không những Đệ Nhị Đế chế Pháp sụp đổ mà do đạo quân đồn trú Pháp tại Roma phải sang giao chiến với Đức nên quân đội Ý thừa cơ đoạt lấy thành La Mã. Chiến thắng huy hoàng trong trận Sedan với ý nghĩa quyết định đã tạo điều kiện cho Liên minh Đức sớm chấm dứt chiến sự với thắng lợi thuộc về mình. Ngoài ra, Quân đội Phổ sau khi nhử được mồi còn xiết chặt quân Pháp và chiếm đoạt được pháo đài Metz. Nước Pháp thất trận hoàn toàn náo loạn. Tuy nhiên, cuộc chiến chưa chấm dứt: Đệ Tam cộng hòa được tuyên bố thành lập ngày 4 tháng 9 tại Paris, và người Pháp tiếp tục kháng cự dưới sự chỉ huy của Chính phủ Vệ Quốc (Le Gouvernement de la Défense Nationale) và sau đó là Adolphe Thiers. Trong vòng 5 tháng, quân đội Đức-Phổ đánh bại những đạo quân mới được tuyển mộ của Pháp trong một loạt trận chiến dọc miền Bắc nước Pháp, tiếp tục sự chiếm đóng của người Đức trên đất Pháp. Nỗ lực của Chính phủ Vệ quốc hoàn toàn bị binh lính Đức đập tan.
Sau khi đại bại, Napoléon III chạy sang Anh Quốc. Tuy thất bại thảm hại nhưng cuộc chiến đấu tiếp diễn của Pháp trong thời gian này đã biểu hiện vai trò, sức mạnh của nhân dân trong thời kỳ ấy. Quân đội Đức–Phổ cùng công hãm thủ đô Paris của Pháp và cắt nguồn tiếp tế, đánh lui các đợt chống trả của Pháp. Những đoàn quân hùng mạnh của von Moltke trên đà thắng lợi, và rồi với thất bại hết sức thê thảm trong trận Le Mans, quân Pháp đã suy sụp nhuệ khí nghiêm trọng và chẳng thể nào cứu vãn Paris. Quân Đức thắng thế cũng đánh cho tan nát Binh đoàn Lê dương Pháp vừa đổ bộ lên nghênh chiến. Quân Lê dương Pháp bị giải ngũ trong ô nhục, trong khi dân chúng Paris đói khổ. Sau cùng, Paris thất thủ vào ngày 28 tháng 1 năm 1871 sau một cuộc vây hãm kéo dài. Quân Đức lấy được Paris buộc chính quyền Pháp phải cầu hoà, đầu hàng Đế quốc Đức. Mười ngày trước đó, tại cung điện Versailles, các tiểu quốc Đức đã tuyên bố hợp nhất dưới sự trị vì của vua Phổ, thống nhất nước Đức thành Đế quốc Đức do Phổ làm minh chủ. Đây là thắng lợi quyết định của Thủ tướng Otto von Bismarck, đánh dấu chiến thắng toàn diện về mặt chính trị của ông. Ông được Hoàng đề Đức phong làm Vương công. Chiến thắng lừng lẫy của nước Đức trong cuộc Chiến tranh Pháp–Đức này cũng thể hiện hiệu quả lớn lao của sự kết hợp giữa sự lãnh đạo dân sự mạnh mẽ của Bismarck và tài năng tổ chức quân sự xuất sắc của Moltke. Với những điều khoản khắt khe mà nước Đức áp đặt cho kẻ thù bại trận, Hiệp ước Frankfurt được ký kết giữa nước Đức trỗi dậy với nước Pháp thất trận vào ngày 10 tháng 5 năm 1871 chấm dứt chiến tranh, trong giai đoạn máu lửa của phong trào Công xã Paris năm 1871. Nước Đức đã hoàn thành cuộc chinh phạt và áp đảo Pháp, buộc Pháp phải đóng một khoản chiến phí khổng lồ, dù điều này không hệ trọng bằng việc Pháp nhượng hai tỉnh Alsace - Lorraine. Chiến thắng lớn lao trong cuộc chiến tranh này đưa Đế quốc Đức trở nên vô cùng hùng mạnh, phá vỡ hoàn toàn cán cân quyền lực ở châu Âu. Nhiệt huyết của người Đức trở nên sục sôi dâng trào với chiến thắng quyết định này, họ quên đi tất cả những chia rẽ xưa kia. Đồng thời, chiến thắng này cũng thể hiện những điểm ưu việt của lực lượng Quân đội Phổ như các chiến sĩ được trang bị tốt và có Bộ Tổng Tham mưu tổ chức chiến sự, và còn là một thắng lợi của nền giáo dục quân sự Đức lúc ấy. Như một chiến quả rực rỡ của thắng lợi trong cuộc chiến tranh Pháp-Phổ nói riêng và hàng loạt của chinh chiến của vị Thủ tướng đại tài Bismarck nói chung, nền Đế quốc Đức ra đời, là một dân tộc hùng mạnh có chủ quyền, phát triển vô song về mọi mặt và mở ra một thời đại mới mẻ trong lịch sử châu Âu, đóng vai trò vô cùng to lớn và quan trọng đối với cả tình hình chính trị quốc tế thế kỷ XX. Dưới ảnh hưởng từ chiến thắng vang lừng , nền quân sự Đức vẫn tiếp tục phát triển rực rỡ, phát huy đại pháo hiệu Krupp sau thắng lợi hiển hách, trong khi Pháp sau thất bại ô nhục đã tiến hành cải cách – mà đến khi Chiến tranh thế giới thứ nhất bùng nổ thì vẫn thất bại. Trong quá trình cải tổ ấy, nước Pháp thất trận thậm chí còn áp dụng theo khuôn mẫu của nước Đức chiến thắng. Sau đại thắng trong cuộc Chiến tranh Pháp–Phổ, nước Đức dưới sự lãnh đạo sáng suốt của Bismarck không những rộng hơn mà còn nhanh chóng công nghiệp hóa. Trong khi ấy, nếu như nền Đệ Tam Cộng hòa Pháp có cái xuất thân tệ hại là ra đời với chiến bại ô nhục trong cuộc Chiến tranh Pháp – Đức lần thứ nhất này, nó sẽ bị sụp đổ với một thất bại khác, trong cuộc Chiến tranh Pháp – Đức lần thứ ba (1940).

## Nguyên nhân
Nguyên nhân chiến tranh Pháp–Phổ có gốc rễ từ sự phân chia quyền lực giữa các liệt cường kể từ sau cuộc Chiến tranh Napoleon. Người Đức và Pháp vốn đã có mối thù từ lâu, kể từ năm 843 khi Đế quốc Frank bị chia cắt theo Hiệp ước Verdun. Dưới triều nhà Bourbon, Tể tướng Pháp là Hồng y Richelieu đã bắt đầu thực hiện chính sách gây bất lợi cho Đức để mà khiến nước Pháp trở nên cường thịnh hơn. Tuy nhiên, những cội nguồn gần đây nhất của mối thù này là cuộc Chiến tranh Cách mạng Pháp và Chiến tranh Napoléon. Trong những cuộc chiến ấy, hai liệt cường của người Đức là Áo và Phổ đã tấn công Paris trong các năm 1792 - 1793, trong khi Pháp xâm lược Áo và Phổ trong các năm 1805 - 1813 và liên quân Áo – Phổ lại tiến đánh Paris vào các năm 1813 – 1814. Nước Pháp thất trận, Hoàng đế Napoleon I bị đày ở đảo Elba. Song trong thế kỷ thứ XIX, vùng đất Đức hãy còn bị chia rẽ, với nhiều quốc gia khác nhau (trong đó có Vương quốc Phổ). Với việc Napoleon III lên ngai vàng sau cuộc đảo chính ở Pháp, và việc Otto von Bismarck trở thành Thủ tướng vương quốc Phổ, căng thẳng giữa hai nước ngày càng lên cao kể từ cuộc Chiến tranh Áo-Phổ năm 1866. Nước Phổ giờ đây trở thành một liệt cường mới nổi trên lục địa châu Âu.

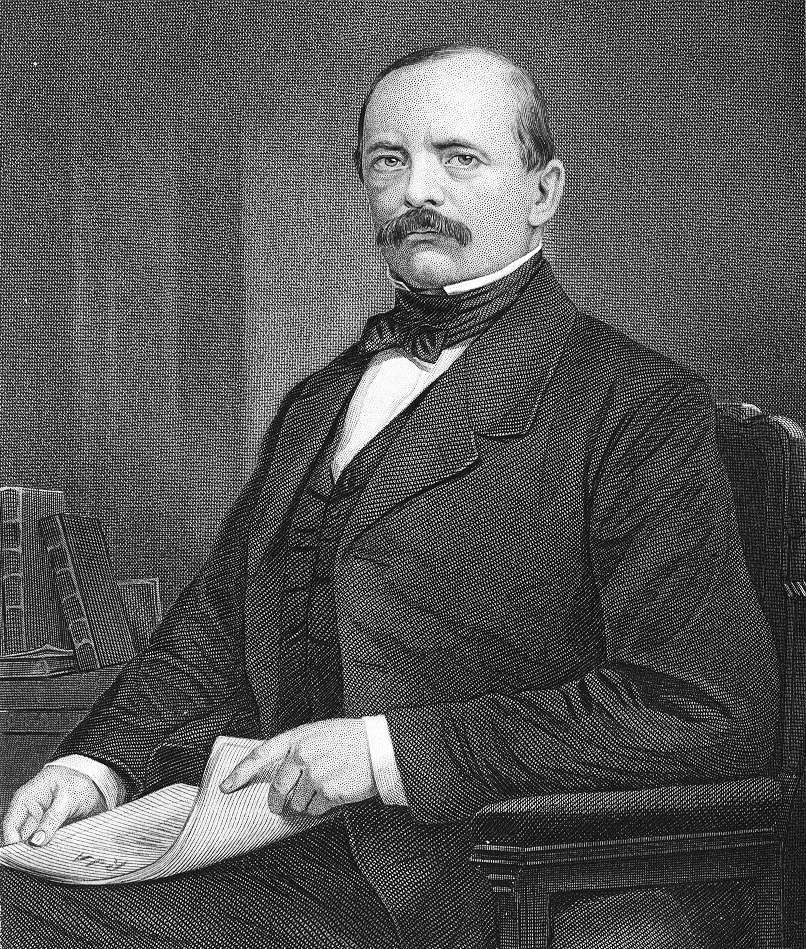
Otto von Bismarck, Thủ tướng Phổ

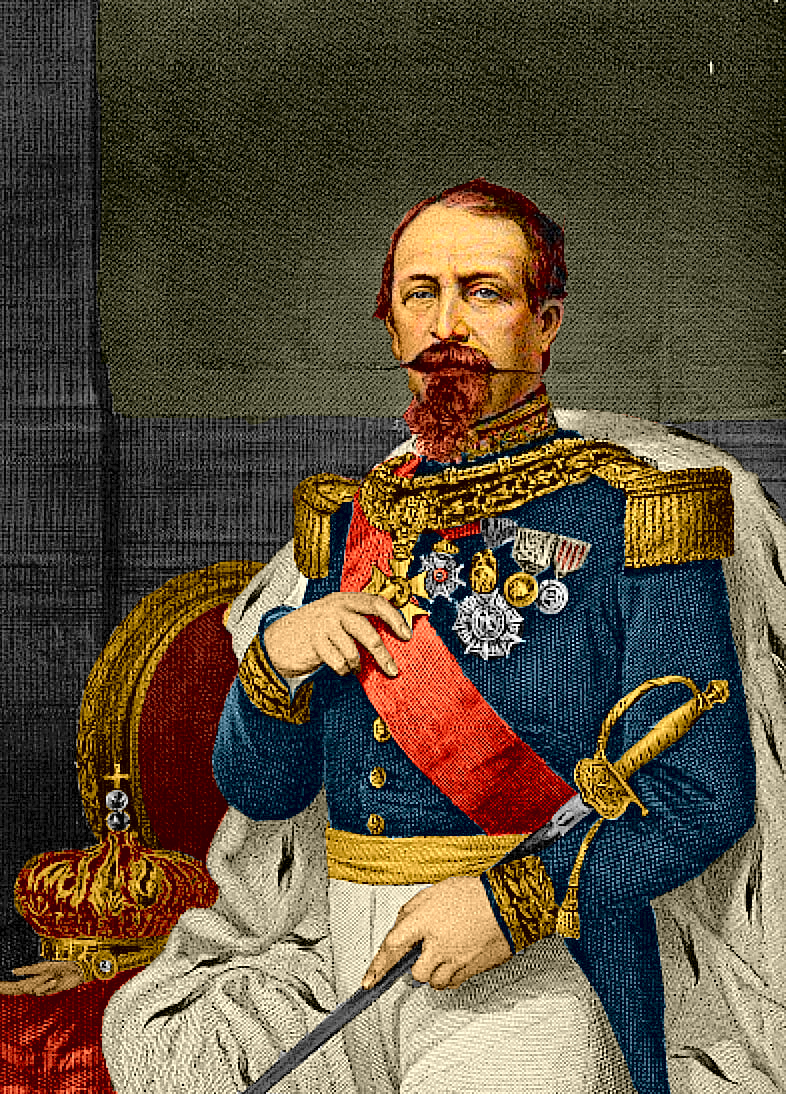
Napoleon III, Hoàng đế Pháp

Sau khi thắng trận Königgrätz, đàm phán hòa bình giữa Áo và Phổ diễn ra. Một phần do Pháp đứng trung lập, không can thiệp vào cuộc chiến cũng như quá trình đàm phán, nên Hoàng đế Áo là Franz Joseph I chấp nhận những đòi hỏi mà Bismarck đưa ra, theo đó Bismarck tuyên bố Liên minh các quốc gia Đức thành lập từ năm 1815 không còn giá trị, thay thế vào đó là một tập hợp các tiểu quốc Đức dưới quyền lãnh đạo của Phổ. Các tiểu quốc như Frankfurt-am-Main, Vương quốc Hannover, Hessen-Kassel (còn gọi là Hesse-Cassel), Công quốc Holstein, Công quốc Nassau, và Công quốc Schleswig bị sáp nhập vào Phổ, trong khi Đại công quốc Hessen-Darmstadt, Công quốc Mecklenburg, Vương quốc Sachsen, và công quốc Thüringen, cũng như các thành phố Bremen, Hamburg, và Lubeck phải hợp nhất vào Liên minh Bắc Đức. Liên minh này tuy chưa hẳn là một quốc gia dân tộc nhưng có tiền tệ, phong tục riêng và trên lý thuyết thì có nền quân sự riêng. Quốc vương Wilhelm I trở thành Chủ tịch của Liên minh trong khi Bismarck là Thủ tướng, với quyền hành đáng kể. Như vậy, Liên minh Bắc Đức là một liên minh quân sự theo đó vị Quốc vương nước Phổ thống suất toàn bộ quân đội các quốc gia ở Đức.
Đại sứ Pháp tại Phổ là Vincent Benedetti ngay sau đó xin được hội kiến với Bismarck. Benedetti mang theo đề nghị bí mật của Napoleon III, theo đó Pháp sẽ chấp thuận để Bismarck thâu tóm các tiểu quốc miền bắc Đức và quyền điều khiển các tiểu quốc miền nam Đức, để đổi lại việc Pháp sáp nhập Bỉ và Luxembourg, dù trước đó Pháp đã cam kết bảo vệ nền độc lập của Bỉ trong Hiệp ước Luân Đôn năm 1839. Bismarck hết sức kinh ngạc, vì Đức đã vươn lên hàng cường quốc châu Âu sau khi ký kết bản hòa ước, và gọi đề xuất của Napoleon là sự vòi vĩnh hoa hồng của một anh hầu bàn. Ông yêu cầu Benedetti viết đề xuất này ra giấy trắng mực đen, và tài liệu này sau trở thành một con bài quan trọng trong tay Bismarck.
Vị thế của Pháp trên chính trường châu Âu vốn đã trở nên lung lay vì việc nước Phổ trỗi dậy, nay càng yếu thế trước những thắng lợi mà Bismarck gặt hái được. Rõ ràng, chiến thắng quyết định của Vương quốc Phổ trước Đế quốc Áo đã thể hiện thất bại của chính quyền Napoléon III trong chính sách kìm hãm sự nhất thống của nước Đức. Thêm vào đó, tình hình chính trị ở nước Pháp cũng rất không thuận lợi cho hoàng đế Napoleon III, với việc những người cộng hòa gia tăng sức ép đòi hỏi cải cách dân chủ, cùng với những tin đồn về khả năng cách mạng bùng nổ. Hơn nữa, cuộc can thiệp vào México thất bại, với việc Hoàng đế Mexico là Maximiliano I - nguyên là một đại vương công Áo - bị bắt và bị xử tử năm 1867.. Tình thế khiến chính quyền Pháp phải tìm kiếm thắng lợi từ bên ngoài, để xoa dịu quần chúng. Nếu như Pháp có thể đánh bại Phổ và giành được các lãnh thổ trên sông Rhine, và sau đó là Luxembourg và Bỉ, thì đó sẽ là cơ hội tốt nhất tập hợp sự ủng hộ của dân chúng cho Vương triều Bonaparte. Không những lo sợ nước Phổ dẫn đầu cả đất Đức, Napoléon III còn muốn tìm lại vinh quang cho mình.
Nước Phổ cũng phải đối mặt với những khó khăn của họ. Một mặt, khả năng xảy ra cách mạng ở Phổ là không đáng kể, nhưng kể từ sau chiến thắng Áo năm 1866, Phổ giành thêm được hàng triệu thần dân mới. Các tiểu quốc Đức khác có thái độ hẹp hòi, cục bộ, hờ hững với Phổ và mong muốn thống nhất nước Đức dưới ngọn cờ của Phổ. Các công vương Đức khăng khăng đòi duy trì sự độc lập của mình, phản đối bất kỳ nỗ lực nào nhằm xây dựng một liên bang Đức với thủ phủ đặt tại kinh kỳ Berlin của nước Phổ. Họ càng tỏ ra lo ngại với chiến thắng chớp nhoáng của Phổ và việc Phổ tiến hành sáp nhập một số tiểu quốc Đức sau đó Trước khi chiến tranh Pháp - Phổ nổ ra, chỉ có một vài tiểu quốc Đức tỏ ra mong muốn thống nhất nước Đức.
Otto von Bismarck vốn có quan điểm riêng, ông chỉ quan tâm vào việc thống nhất nước Đức nếu nó giúp củng cố vị thế của nước Phổ Bismarck trước chiến tranh đã đề cập đến việc cắt cho Pháp các lãnh thổ dọc sông Rhine, và Napoleon III, bị thúc giục bởi các cố vấn của mình, trên cơ sở đó đòi thêm các lãnh thổ mà Phổ giành được sau chiến tranh với Áo. Các cuộc đàm phán đó bị Bismarck để lộ ra ngoài, khiến cho các tiểu quốc Đức vốn thù nghịch với Phổ nhanh chóng đổi thái độ, cam kết với Phổ đặt quân đội của họ dưới quyền chỉ huy của Phổ trong trường hợp chiến tranh với Pháp nổ ra

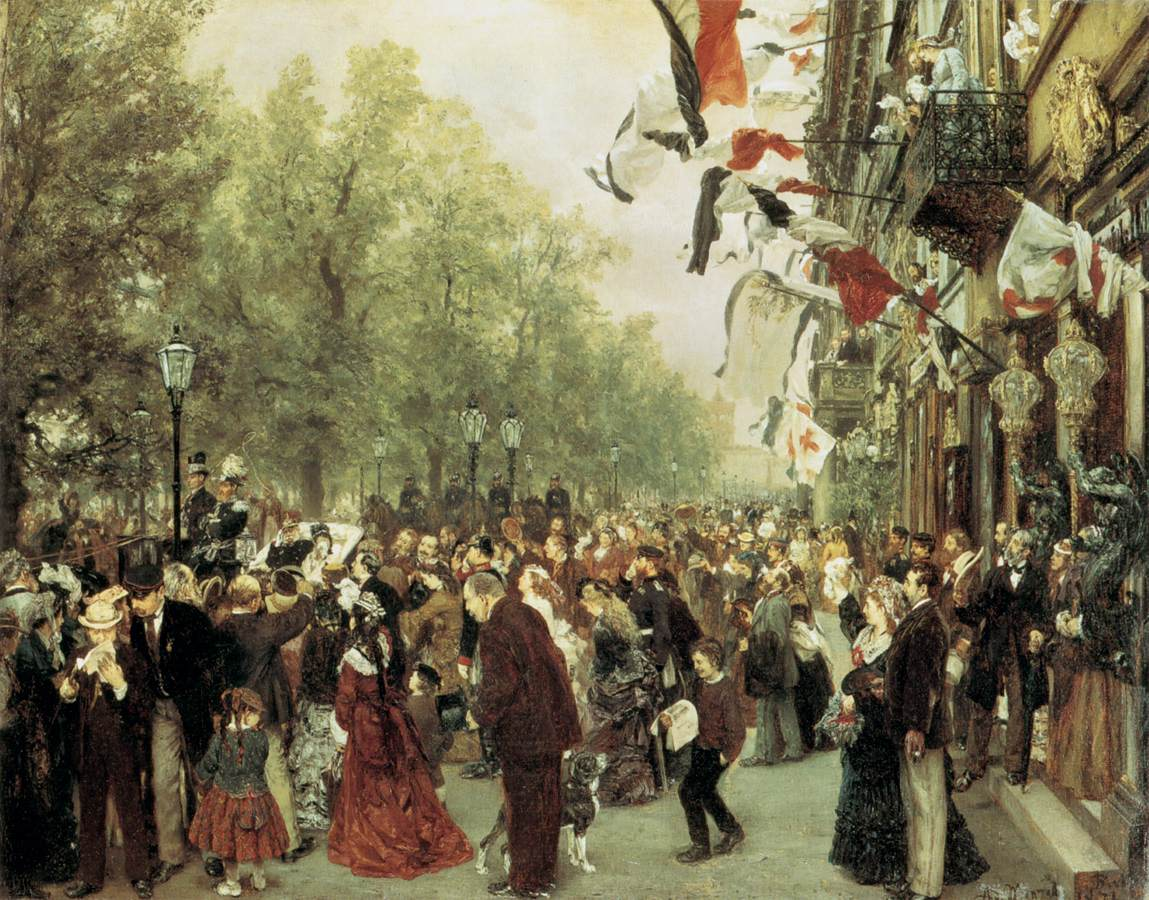
Quốc vương Wilhelm I ra trận mạc (ngày 31 tháng 8 năm 1870), qua nét vẽ của nhà danh họa Adolph von Menzel.

Tình hình châu Âu cũng tỏ ra thuận lợi cho Phổ. Các tiểu quốc Đức vốn thù nghịch với Phổ và thân thiện với Pháp nay e ngại tham vọng lãnh thổ của Pháp dọc sông Rhine và tìm kiếm sự bảo vệ quân sự từ Phổ. Đan Mạch từng thua Phổ trong hai cuộc chiến tranh trước đó, và chưa sẵn sàng tham chiến. Áo muốn báo thù trận thua vừa rồi, nhưng ra điều kiện chỉ tham chiến nếu Ý cũng tham gia liên minh. Tuy nhiên dư luận Ý đang hết sức không thân thiện với Pháp, do việc Hoàng đế Pháp gửi quân bảo vệ Giáo hoàng tại La Mã, cản trở việc sáp nhập thành La Mã vào quá trình thống nhất nước Ý. Nước Nga ủng hộ Phổ, cam kết gửi quân đội chống lại Áo trong trường hợp Áo tiến hành các hoạt động quân sự chống Phổ. Như vậy nước Phổ có thể yên tâm dốc lực lượng về mặt trận Pháp. Anh không hài lòng với tham vọng lãnh thổ của Pháp ở Bỉ và Luxembourg, nên sẽ không làm gì để giúp Pháp hết.
Nguyên nhân trực tiếp xảy ra chiến tranh là vấn đề ngai vàng Tây Ban Nha. Cuộc Cách mạng Vinh quang bùng nổ đã dẫn đến sự sụp đổ của Vương triều Bourbon năm 1869. Sau khi Nữ vương Isabel II của Tây Ban Nha phải chạy trốn sang Pháp, người Tây Ban Nha muốn chọn vương công Đức Leopold von Hohenzollern kế vị ngai vàng, nhưng Pháp không chấp thuận để một hoàng thân Đức họ hàng với vua Phổ lên làm vua Tây Ban Nha, vì lo ngại Pháp sẽ bị kẹp giữa hai gọng kìm (họ vốn lo sợ Vương triều Hohenzollern sẽ vây bọc họ giống như Vương triều Habsburg dưới triều Hoàng đế Karl V của Đế quốc La Mã Thần thánh dân tộc Đức hồi thế kỷ thứ XVI và thế kỷ thứ XVII). Vào tháng 2 năm 1870, Thủ tướng Tây Ban Nha là Marshal Prim đã thỉnh tấu vua Phổ cử Leopold làm người kế thừa ngai vàng Tây Ban Nha. Lời qua tiếng lại trên bàn ngoại giao làm căng thẳng gia tăng ở cả hai phía. Bị thúc giục bởi cả ngoại trưởng Pháp và Phổ, Wilhelm I chấp thuận thuyết phục hoàng thân Leopold từ chối đề nghị ngai vàng Tây Ban Nha. Tuy nhiên phía Pháp tỏ ra thất vọng Phổ bỏ cuộc quá dễ dàng, nên tiếp tục lớn tiếng đe dọa chiến tranh nếu việc một hoàng thân của nhà Hohenzollern trên ngai vàng Tây Ban Nha được đặt lên bàn thương lượng trở lại. Wilhelm I gửi điện trả lời, với lời lẽ nhã nhặn, nhưng cương quyết, bác bỏ tối hậu thư của Pháp, nhưng tối hôm ấy, khi Otto von Bismarck mời Tổng Tham mưu trưởng của Phổ là Đại tướng Helmuth Karl Bernhard von Moltke cùng Bộ trưởng Bộ Chiến tranh là Đại tướng Albrecht von Roon đến ăn tối nhằm thảo luận để xoa dịu tình hình, ông chợt đọc được bức điện báo này, và khôn khéo sửa chữa lời lẽ của bức điện, khiến nó trở nên khó mà chấp nhận được với chính phủ Pháp. Ông rút ngắn bức điện, nhưng không thay đổi các sự thật, và biểu hiện rõ rằng chính Bá tước Benedetti đã lăng mạ vua Phổ và vua Phổ đã thẳng tay trừng trị Benedetti. Từ ban đầu, Bismarck là người kịch liệt ủng hộ sự lên ngôi của hoàng thân Leopold. Bức điện nhanh chóng được để lộ cho báo chí, với kết quả là người Pháp cho rằng vua Phổ đã lăng mạ Đại sứ Pháp-Bá tước Benedetti, trong khi người Phổ thì lại cho rằng chính Bá tước Benedetti là người đã làm nhục vua Phổ. Chính phủ Pháp nhanh chóng nhóm họp và tuyên bố "tiến hành ngay tức khắc các biện pháp để bảo vệ quyền lợi, an ninh và danh dự của nước Pháp.". Dân chúng Pháp trở nên xôn xao về việc Ngoại trưởng bị "sỉ nhục". Lập tức, quần chúng tụ tập ở kinh thành Paris và biểu hiện thái độ căm phẫn. Không những thế, Ngoại trưởng Pháp là Công tước Gramont cũng có lời tuyên bố trước Quốc hội Pháp vào ngày 6 tháng 7 năm 1870: "một thế lực ngoại bang, đã đưa một Hoàng thân của mình lên ngai vàng của Karl V, để phá vỡ thế cân bằng quyền lực của châu Âu, khiến chúng ta bất bình, do đó gây tai họa cho quyền lợi của nước Pháp". Ông ta quyết tâm không để cho Đế quốc của Karl V được hồi phục. Nước Pháp tổng động viên quân đội vào ngày 14 tháng 7 năm 1870, một ngày trước khi nước Phổ ban lệnh này, tuy nhiên quân Pháp không những tổng động viên chậm hơn Phổ mà còn rối loạn. Đã hỗn loạn rồi, người Pháp còn gặp phải vấn đề về hậu cần. Tại kinh thành Berlin, khi tin này truyền đến, Tổng Tham mưu trưởng von Moltke liền bắt tay vào việc soạn thảo kế hoạch chiến tranh. Pháp chính thức tuyên chiến với Phổ ngày 19 tháng 7 năm 1870, chỉ vài giờ sau khi lời tuyên bố được đưa ra. Người Pháp cả tin rằng nước Phổ nhất thiết sẽ phải thất trận. Ngay bốn ngày trước khi Hoàng đế nước Pháp phát lệnh tuyên chiến, Thủ tướng Pháp là Emile Olivier đã tuyên bố rằng ông ta cảm thấy nguy cơ chiến tranh với nước Phổ sắp tới, mà không chút băn khoăn lo sợ. Thể theo các hiệp ước bí mật được ký với nước Phổ và theo đòi hỏi của dân chúng, các vương quốc Đức như Bayern, Baden, và Württemberg tổng động viên quân đội để tham chiến chống Pháp. Như vậy, tầm nhìn xa trông rộng của Thủ tướng Bismarck đã mang lại lợi ích cho nước Phổ. Chỉ không lâu sau lời tuyên chiến với mỗi nước Phổ, nước Pháp trong tình trạng chiến tranh với toàn thể dân tộc Đức.
Việc Napoléon III tuyên chiến với nước Phổ bị xem là một sai lầm ngu ngốc. Nhìn chung, những sự kiện 1867 – 1870 toàn liên quan tới đàm phán giữa Thủ tướng Bismarck và triều đình Napoléon III, mà cuối cùng là dẫn đến cuộc Chiến tranh Pháp – Phổ.

## Lực lượng hai phía
| “                                                           | Đây là một câu chuyện đáng buồn về sự vớ vẩn, vụng về và vô dụng của người Pháp trước trí tinh khôn, sự hiệu quả và lòng quyết đoán của Phổ. | ” |
| — Tác giả Marshal Dill trong cuốn Germany: a modern history | |   |

### Quân đội Pháp
Sau chiến thắng chớp nhoáng của quân Phổ trong cuộc chiến tranh với Đế quốc Áo năm 1866, Thống chế Adolphe Niel, Bộ trưởng Bộ Chiến tranh của Pháp, quyết định tiến hành một chương trình tái cơ cấu để tăng cường sức mạnh binh lính. Ông hủy bỏ tất cả những ưu đãi dành cho các cựu binh tái nhập ngũ, với kết quả tai hại - một số lớn cựu binh rời bỏ quân đội, cùng với một số đáng kể (lên tới một phần tư) quân dự bị tìm cách hối lộ để trốn quân dịch. Luật Quân sự năm 1868, được soạn bởi Thống chế Niel theo mẫu của Phổ, tăng thời gian tại ngũ từ 7 lên 9 năm. Tuy nhiên, Quốc hội Pháp chỉ cấp một số kinh phí rất nhỏ để hỗ trợ cho chương trình Vệ binh Cơ động, và ban hành một số quy định làm giới hạn nghiêm trọng chương trình huấn luyện của các đơn vị này. Họ bị cấm không được đi khỏi địa phương của mình, và không bị buộc phải ở lại doanh trại trong thời gian huấn luyện.
Quân Pháp tới tháng 7 năm 1870 bao gồm 492.585 quân chính quy, một số là những binh lính dày dặn kinh nghiệm chiến trận từ các cuộc chiến trước đó như Chiến tranh Krym, Chiến tranh xâm lược xứ Algérie (Bắc Phi), Chiến tranh giành độc lập Ý, và cuộc can thiệp của Pháp vào México (Bắc Mỹ). Trong số đó, có 300.000 quân sẵn sàng tham chiến trong vòng 3 tuần, theo như tân Bộ trưởng Bộ Chiến tranh, Thống chế Edmond Le Bœuf (Thống chế Niel mất vào năm trước đó). Số này sẽ tăng lên đến 662.000 quân trong trường hợp tổng động viên quân dự bị, cộng thêm chừng 417.366 quân trong các đội Vệ binh Cơ động - Garde Mobile, với tổ chức lỏng lẻo và cần thêm thời gian để huấn luyện.

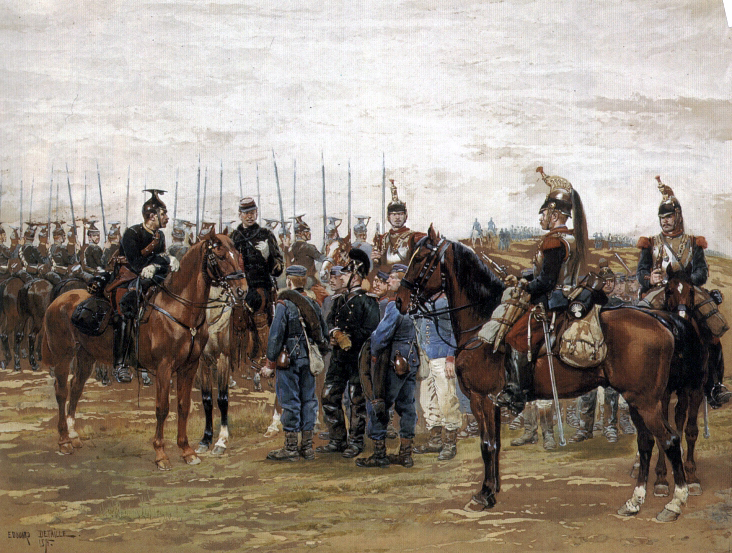
Quân Kỵ binh Pháp theo dõi tù binh Bayern, qua nét vẽ của nhà họa sĩ Édouard Detaille.

Sau khi nhận được báo cáo về sự hiệu quả của loại súng trường nạp hậu mà Phổ sử dụng trong cuộc chiến tranh 1866, người Pháp vội trang bị cho bộ binh của mình súng trường hiệu Chassepot, một trong số những vũ khí hiện đại nhất thế giới đương thời được sản xuất hàng loạt. Loại súng trường này sử dụng vòng đệm cao su, với đạn có kích thước nhỏ hơn, tầm bắn 1600 thước (hay 1463 mét), tốc độ bắn nhanh hơn. Thêm vào đó, quân Pháp còn được trang bị phiên bản tiền thân của súng máy – súng mitrailleuse. Loại súng này được sản xuất một cách bí mật từ năm 1866, với 25 nòng súng, vận hành bởi một vòng tay quay, có khả năng bắn ra 150 viên/phút với tầm bắn 2.000 thước (1.829 mét). Mặc dù mẫu thiết kế này mang tính đột phá và có khả năng tiềm tàng to lớn, nó vẫn không phát huy được hiệu quả do binh lính không được huấn luyện sử dụng đầy đủ, được bố trí trong đội hình quá chật hẹp, và bắn ra ở khoảng cách quá xa nên độ chính xác rất thấp, và không được phát huy hiệu quả bởi các chỉ huy.
Pháo binh Pháp không hề tiến hành tái trang bị vì Nghị viện không bỏ phiếu cấp tiền, và kết quả là bao gồm ba loại cỡ nòng cơ bản: bốn bảng, 12 bảng và súng mitrailleuse. Loại pháo nòng bốn bảng có tầm bắn 1.300 thước (1.189 mét) ở tầm ngắn, và khoảng 2.500 thước (2.286 mét) ở tầm xa, trong khi loại cỡ nòng 12 bảng (đều là đạn nạp tiền) được dùng cho các cuộc bắn phá tầm xa hơn. Dân chúng Pháp đến dự Triển lãm thế giới 1867 tại Paris xem loại đại bác khổng lồ Krupp của Đức, nhưng đa phần đều tỏ ra bàng quan, vì cho rằng loại đại bác này quá cồng kềnh và tốn kém, nên không thực tiễn, hoặc cho rằng chiến tranh là chuyện không liên quan gì đến tiến bộ khoa học công nghệ. Và năm 1868, các chuyên gia vũ khí Pháp chứng kiến sự ưu việt của pháo nạp hậu Krupp trong cuộc trình diễn tại Bỉ. Mặc dù nhận được sự hậu thuẫn tích cực của họ, nhưng Thống chế Le Bœuf vẫn viết "Rien à faire" (Không có gì để làm) trong đơn đặt hàng với Krupp và việc này bị xếp lại. Mãi đến sau chiến tranh, người ta mới phát hiện ra là ông ta và phe cánh tìm cách bảo hộ hãng Schneider của Pháp khỏi sự cạnh tranh.
Trên danh nghĩa, quân đội do Hoàng đế Napoléon III chỉ huy. Thống chế Bazaine, MacMahon và Canrobert ban đầu được chọn để chỉ huy các quân đoàn. Họ cũng như các sĩ quan tùy tùng vốn giành được nhiều vinh quang do sự anh dũng và tài chỉ huy trong các cuộc chiến tranh Crimea, chiến tranh Pháp-Áo và nhiều cuộc chiến tranh thuộc địa khác.
Trên thực tế, quân đội Pháp dù đã tiến hành các cải cách khẩn cấp vì kết quả cuộc Chiến tranh Áo – Phổ, vẫn bị tê liệt bởi sự điều hành yếu kém và việc lên kế hoạch thiếu rõ ràng. Dù Bộ trưởng Le Bœuf tuyên bố Quân đội Pháp đã sẵn sàng "tới chiếc đinh giày cuối cùng", khi chiến sự nổ ra, nhiều đơn vị vẫn còn thiếu quân vì quân dự bị còn vất vưởng tại các khu tuyển quân và nhà ga vì họ vẫn còn phải loay hoay tìm trung đoàn của họ. Trong số rất nhiều trang bị và quân nhu bị thiếu, phải kể đến phần lớn thuốc men tiếp tế vẫn còn nằm lại tại Điện Invalides ở Paris, chờ được vận chuyển. Trong suốt cuộc chiến, sự hành quân của các đơn vị quân Pháp được tiến hành rất tệ, chậm chạp và đầy hỗn loạn, vô quy củ, ngược hẳn với quân đội Phổ với sự kỉ luật thường thấy.

### Quân đội Phổ

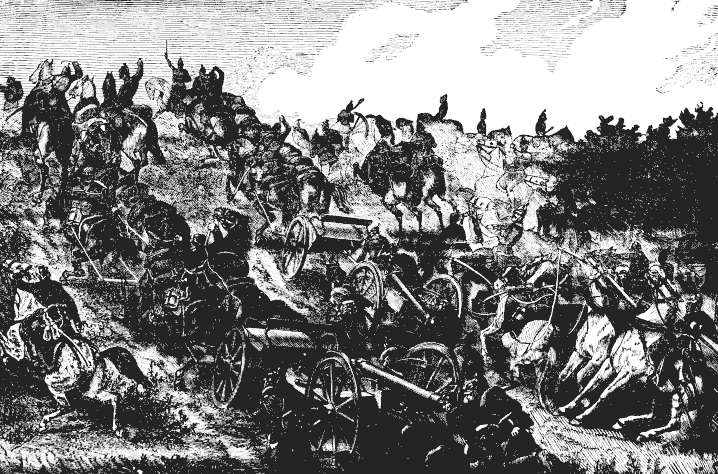
Pháo binh Phổ sản xuất bởi hãng Krupp, 1870

Tổ chức quân đội Phổ được hoàn toàn biến đổi nhờ công sức của Đại tướng Albrecht von Roon và Quốc vương Wilhelm I của Phổ trong khoảng năm 1858 và về sau. Wilhelm I, vốn đã được thưởng Thập tự Sắt nhờ công lao trong cuộc chiến đấu chống Napoléon I hồi năm 1814, xem việc thống lĩnh ba quân là trách nhiệm của mình. Đại tướng Roon xem lực lượng quân đội Phổ và những giá trị to lớn của nó là trung tâm trong việc thúc đẩy tinh thần dân tộc, nên đã khẩn trương xây dựng lực lượng quân đội hùng hậu trong đó lực lượng Dân binh Landwehr nắm dưới quân quyền. Sau khi cải cách được tiến hành, Quân đội Phổ bao gồm toàn lính quân dịch và quân dự bị. Nghĩa vụ quân sự trở thành bắt buộc cho tất cả đàn ông trong độ tuổi quân dịch, và do đó Phổ và đồng minh miền Nam và Bắc Đức có thể huy động đến 1,2 triệu quân nếu chiến tranh nổ ra, trong vòng chỉ vài ngày. Quân Phổ có ưu thế tuyệt đối về sự cơ động người cũng như vật tư chiến tranh, và không vấp phải cơn ác mộng về tiếp liệu làm vướng chân quân Pháp. Đôi khi người ta miêu tả các chiến sĩ Phổ hùng mạnh như "một đoàn quân có quốc gia". Chính sách quân sự của Đại tướng Roon đã tạo tiền đề cho sách lược chính trị của Bismarck đánh bại các đối thủ theo chủ nghĩa tự do của ông vào năm 1863.
Quân đội vẫn trang bị loại súng trường nạp hậu Dreyse nổi tiếng sau trận Königgrätz, nhưng tới lúc này không còn hữu hiệu so với súng trường Chassepot của Pháp. Tầm bắn súng Dreyse ngắn hơn tầm bắn của súng Chassepot, nghĩa là bộ binh Phổ phải vượt qua lưới lửa của quân Pháp trước khi có thể nổ súng vào quân Pháp. Tổng tham mưu trưởng Quân đội Phổ, là Đại tướng – Bá tước Helmuth von Moltke, có lẽ không duy trì việc cập nhật công nghệ vũ khí với loại súng này vì sự thành công vang dội của nó trong cuộc chiến tranh chống Áo 1866. Khiếm khuyết này của súng trường Kreyse được bù lại bởi loại pháo của hãng Krupp cỡ nòng sáu bảng (3 kg) nạp hậu mà pháo binh Đức sử dụng. Pháo Krupp có tầm bắn xa hơn, tốc độ bắn nhanh hơn, và cũng chính xác hơn loại pháo nạp tiền của Pháp rất nhiều.
Tổng chỉ huy quân Phổ là Quốc vương Wilhelm I, với nội các gồm Bismarck - được xem là nhà chính trị vĩ đại và quyết đoán nhất của châu Âu thời buổi ấy cùng với Roon và các chuyên gia quân sự khác. Các hoàng thân và sĩ quan thuộc giới quý tộc khác như Thái tử Friedrich Wilhelm chỉ huy các đạo quân lớn. Trên thực tế, tất cả các chiến dịch đều được chỉ đạo bởi vị Đại tướng Tổng Tham mưu trưởng Von Moltke – một nhà chiến lược thiên tài. Tiếng tăm của ông đã bắt đầu trở nên lẫy lừng từ khi ông đại thắng Đế quốc Áo trong cuộc Chiến tranh Áo – Phổ chỉ kéo dài có bảy tuần (1866). Quân Phổ là lực lượng quân đội duy nhất ở châu Âu có Bộ Tổng Tham mưu mà hoạt động duy nhất là chỉ đạo hướng hành binh, tổ chức tiếp tế, liên lạc và triển khai chiến thuật. Các sĩ quan thuộc Bộ Tổng Tham mưu phải trải qua một quá trình tuyển chọn và huấn luyện khắt khe, thực hiện chức năng tương tự tại tất cả các bộ tham mưu chính yếu. Một Tổng Tham mưu trưởng trong Quân đội Phổ phải là một nhân vật quan trọng, vì ông ta là người duy trì sự liên kết tin cậy giữa chỉ huy và thuộc cấp. Với một lực lượng Quân đội tinh nhuệ như vậy, Bismarck sẽ còn có thể tự tin hơn cả hồi năm 1866, rằng nước Phổ và các đồng minh nhất thiết sẽ chiến thắng cuộc chiến tranh này.

### Hoạt động của hải quân Pháp - Phổ

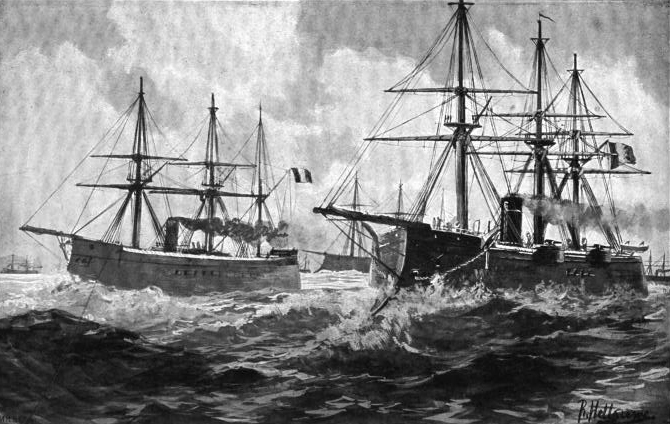
Hạm đội Pháp năm 1870

Khi chiến tranh bùng nổ, chính phủ Pháp hạ lệnh phong tỏa bờ biển miền bắc Đức, mà hạm đội Bắc Hải của Đức nhỏ yếu không thể kháng cự lại được. Dù vậy, cuộc phong tỏa không hoàn toàn thành công vì sự sơ suất của những nhà hoạch định kế hoạch tại Paris. Nhiều lính hải quân đáng lí ra phải sẵn sàng tham chiến khi chiến tranh nổ ra thì lại có mặt tại các ngư trường ở Newfoundland hay ở Scotland, nên nhân lực phía Pháp bị sút giảm. Vì lẽ đó mà chỉ một phần hạm đội Pháp gồm có 470 tàu, chỉ huy bởi Đô đốc Bouet-Villaumez xuất phát ngày 22 tháng 7 năm 1870. Chưa được bao lâu thì hạm đội Pháp bị thiếu than đốt trầm trọng, khiến Đô đốc Bouet-Villaumez hết sức lo lắng. Hải quân Pháp phong tỏa Wilhelmshaven nhưng không thành công, cộng với những mệnh lệnh rối rắm chỉ thị tiến về biển Baltic rồi lại hạ lệnh quay trở về Pháp khiến cho hoạt động của hải quân Pháp mất hiệu quả.
Để giảm sức ép của quân Đức mà người Pháp dự kiến sẽ đánh vào vùng Alsace-Lorraine, Napoléon III và bộ Tổng chỉ huy Pháp vạch kế hoạch mở cuộc đổ bộ đường biển đánh vào miền bắc Đức khi chiến tranh nổ ra. Họ hy vọng rằng cuộc đổ bộ sẽ không chỉ khiến người Đức phải rút bớt quân từ mặt trận về, mà còn sẽ kích thích quân Đan Mạch đông tới 50.000 người cộng với hạm đội đáng kể của họ tham chiến. Tuy nhiên người ta phát hiện ra là Phổ đã cho thiết lập một hệ thống phòng ngự bờ biển đáng gờm dọc theo các cảng biển chính miền Bắc Đức với các trận địa đại pháo Krupp có khả năng nã đạn vào chiến thuyền Pháp từ khoảng cách 4 000 thước (~3658m). Hải quân Pháp không có loại trọng pháo hạng nặng có thể đương đầu với hệ thống pháo phòng thủ bờ biển của Phổ, trong khi địa hình bờ biển Phổ khiến việc đổ bộ là bất khả thi.
Hải quân Pháp và lực lượng thủy quân lục chiến vốn được giao nhiệm vụ đổ bộ đánh vào miền bắc Đức, nay được thuyên chuyển tăng cường cho Quân đoàn Châlons, để rồi bị bắt sống trong trận Sedan cùng với Hoàng đế Napoléon III. Pháp thiếu nghiêm trọng sĩ quan, do phần lớn quân đội chính quy của Pháp bị bắt sống trong cuộc vây hãm pháo đài Metz và trận Sedan, nên buộc phải thuyên chuyển những sĩ quan hải quân từ chiến thuyền sang chỉ huy các đội quân gardes mobiles - vệ binh cơ động, hay các đơn vị quân dự bị.
Khi các trận bão mùa thu ở Biển Bắc làm hư hại các thuyền tuần tiễu còn lại của Pháp, cuộc phong tỏa trở nên ngày càng kém hiệu quả. Tới tháng 9 năm 1870, người ta phải bãi bỏ cuộc phong tỏa khi mùa đông tới, hạm đội Pháp rời về các cảng dọc theo eo biển Manche và ở lại đó cho tới khi kết thúc cuộc chiến.
Ngoài ra một số cuộc chạm trán lẻ tẻ giữa chiến thuyền Pháp và Đức cũng xảy tại các chiến trường khác, như cuộc phong tỏa bởi tàu Dupleix của Pháp với tàu của Hertha của Đức tại Nagasaki, Nhật Bản, và cuộc đấu pháo giữa tàu Meteor của Đức với tàu Bouvet của Pháp bên ngoài cảng La Habana, Cuba vào tháng 10 năm 1870.

## Quân Pháp bất ngờ tiến công

### Chuẩn bị tấn công

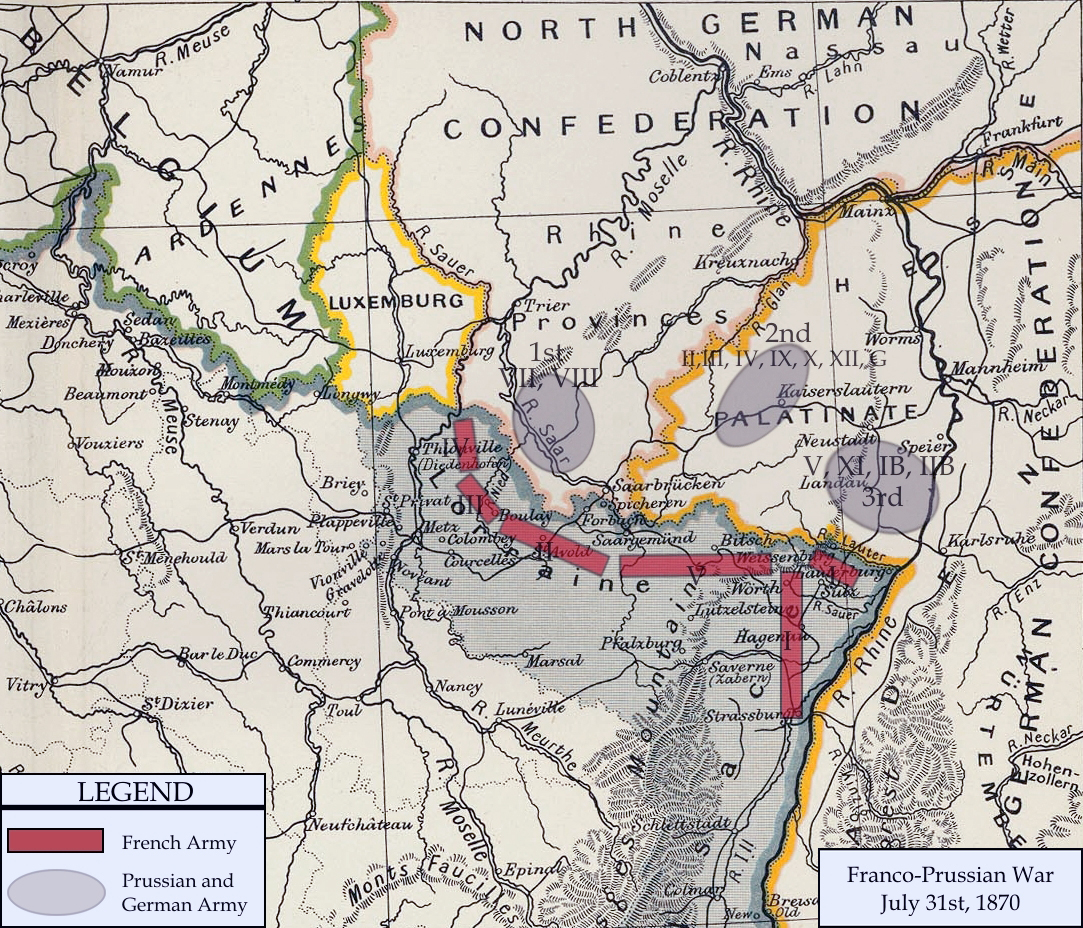
Bố trí quân Đức và Pháp gần biên giới ngày 31 tháng 7 năm 1870

Ngày 28 tháng 7 năm 1870, Napoléon III rời Paris đi Metz và nắm quyền chỉ huy đạo quân mới được đặt tên là Binh đoàn sông Rhin (tiếng Pháp: Armée du Rhin), với 202.448 quân và dự tính còn tăng thêm nữa khi cuộc động viên tiếp tục. Thống chế MacMahon nắm quyền chỉ huy Quân đoàn 1 (gồm 4 sư đoàn bộ binh) gần Wissembourg, Thống chế François Canrobert mang Quân đoàn 6 (4 sư đoàn bộ binh) tới Châlons-sur-Marne ở miền bắc Pháp làm lực lượng dự bị và đề phòng một cuộc tấn công của Phổ qua hướng Bỉ.
Theo kế hoạch trước khi chiến tranh nổ ra của Thống chế Adolphe Niel, quân Pháp sẽ tấn công từ Thionville tới Trier và tiến vào vùng Rhineland của Phổ. Kế hoạch này bị bãi bỏ, thay bằng kế hoạch phòng ngự của tướng Charles Frossard và tướng Bartélemy Lebrun, theo đó Binh đoàn sông Rhin sẽ phòng ngự gần biên giới với Đức và đẩy lùi các cuộc tấn công của Phổ. Vì họ tính rằng Áo, cùng với Bayern, Württemberg và Baden sẽ tham chiến để trả thù Phổ, Quân đoàn 1 sẽ tiến chiếm vùng Pfalz thuộc Bayern rồi từ đó sẽ phối hợp với quân Áo-Hung "giải phóng" các tiểu quốc Nam Đức. Quân đoàn 6 sẽ tăng viện một trong hai cánh quân này nếu cần thiết. Ngoài ra, tuy chưa có trinh sát gì về tình hình nước Phổ, quân Pháp dự định sẽ tiến chiếm kinh thành Berlin.
Không may cho kế hoạch của tướng Frossard mà ông ta chưa lường đến, quân Phổ động viên lực lượng quá nhanh. Quân Áo – Hung, vốn từng bị thua đau trong chiến tranh với Phổ, thận trọng theo dõi tình hình trước khi cam kết với Pháp là họ sẽ chỉ tham chiến nếu các tiểu quốc nam Đức ủng hộ Pháp. Khả năng này không xảy ra vì các tiểu quốc nam Đức đều ủng hộ Phổ và động viên quân đội tham chiến chống lại Pháp. Do đó, kế hoạch nêu trên của quân Pháp bị phá sản.

### Chiếm đóng Saarbrücken
Napoléon III do sức ép từ trong nước phải chọn tấn công trước khi tướng Moltke có thể tổng động viên và triển khai lực lượng. Trinh sát của tướng Frossard phát hiện chỉ có duy nhất sư đoàn bộ binh số 16 Phổ trấn giữ thị trấn biên giới Saarbrücken, đối diện với toàn bộ Binh đoàn sông Rhin. Tiếp đó, ngày 31 tháng 7, quân Pháp tiến về phía sông Saar để chiếm Saarbrücken.
Quân đoàn 2 của tướng Frossard và Quân đoàn 3 của Thống chế Bazaine vượt biên giới Đức ngày 2 tháng 8, bắt đầu đẩy lui lực lượng thuộc trung đoàn 40 của sư đoàn 16 bộ binh khỏi thị trấn Saarbrücken sau một loạt cuộc giáp chiến. Súng trường Chassepot của Pháp tỏ rõ tính ưu việt so với súng trường Dreyse của quân Phổ, khi tầm bắn quân Pháp thường vượt quá tầm bắn quân Phổ trong các cuộc chạm trán quanh Saarbrücken. Tuy nhiên, quân Phổ chống cự ngoan cường, và quân Pháp phải chịu 86 thương vong so với 83 thương vong về phía quân Phổ. Saarbrücken cũng là một trở ngại về mặt hậu cần, vì chỉ có một tuyến đường sắt duy nhất nối liền thị trấn với vùng nội địa Đức, đồng thời hệ thống sông ngòi ở vùng này lại chạy song song với biên giới, thay vì hướng về phía nội địa. Trong khi quân Pháp hoan nghênh chiến thắng này như là bước đầu của sự chinh phục vùng Rhineland và tiếp theo là kinh đô Berlin, thì tướng Le Bœuf và Napoléon III lại nhận được những báo cáo nguy cấp từ báo chí nước ngoài về việc quân Phổ và Bayern đã hội quân ở phía đông nam, cùng với các lực lượng ở hướng bắc và đông bắc.
Moltke trên thực tế đã hội 3 cánh quân;
- Binh đoàn 1 (1. Armee) với 50.000 quân, chỉ huy bởi tướng Karl von Steinmetz – một danh tướng 74 tuổi vốn bắt đầu sự nghiệp với cuộc chiến đấu chống lại Napoléon I[76] - đối diện Saarlouis
- Binh đoàn 2 (2. Armee) với 134.000 quân chỉ huy bởi Hoàng thân Phổ Friedrich Karl (được mệnh danh là "Hồng Thân vương" vì thường vận quân phục màu đỏ của Khinh Kỵ binh[76]) đối diện với tuyến Forbach-Spicheren
- Binh đoàn 3 (3. Armee) với 120.000 quân chỉ huy bởi Thái tử Friedrich Wilhelm, sẵn sàng vượt biên giới tại Wissembourg[97]. Kế hoạch này của Moltke đã tái hiện lại kế sách tương tự của ông trong cuộc chiến chống Áo vào năm 1866.[21]

## Quân Phổ tiến công
Quyết định của quân Đức là tấn công nước Pháp từ hướng Đông và tiến chiếm Paris theo con đường thẳng lối nhất đã khiến chiến sự không bị lan tới Bỉ, do đó nước Anh vẫn giữ trung lập. Số là do người Đức đã tuân thủ Hiệp định Luân Đôn vào năm 1839 thừa nhận sự trung lập của Vương quốc Bỉ. Đế quốc Nga – do được Bismarck hỗ trợ trong cuộc đàn áp khởi nghĩa Tháng Giêng tại Ba Lan hồi năm 1863, đã giữ hoàn toàn trung lập. Và chưa kể là vaò tháng 10 năm 1870 sau khi đại phá quân Pháp trong trận chiến Sedan thì Bismarck sẽ còn giúp nước Nga lấy lại chủ quyền vùng Hắc Hải – vốn bị mất kể từ sau khi bị liên quân Anh - Pháp - Thổ Nhĩ Kỳ đánh bại trong cuộc Chiến tranh Krym. Tình thế cho thấy là trong cuộc chiến quân Đức đã sớm giành lại thế chủ động từ tay quân địch, và cuộc tiến công thẳng vào nước Pháp của Quân đội Đức đã làm cho cả châu Âu phải bất ngờ.

### Trận Wissembourg
Khi biết được Binh đoàn số 2 Phổ chỉ còn cách Saarbrücken 30 dặm (48 km), gần thị trấn Wissembourg, tướng Le Bœuf và Napoleon III quyết định rút lui về những vị trí dễ phòng thủ hơn. Tướng Frossard, dù chưa nhận được mệnh lệnh, đã vội vã rút các đơn vị của Binh đoàn sông Rhin từ Saarbrücken về Spicheren và Forbach.
Thống chế MacMahon, cho tới lúc này ở gần Wissembourg nhất, dàn bốn sư đoàn của mình trên một diện rộng 20 dặm để đề phòng một cuộc tấn công của quân Phổ. Việc bố trí binh lực này xuất phát từ việc hậu cần cho quân đội không được bảo đảm, khiến cho các sư đoàn phải tự lo kiếm lấy lương thực cho mình. Tình hình đã xấu còn bị làm cho trở nên tồi tệ hơn bởi tướng Auguste-Alexandre Ducrot, chỉ huy sư đoàn 1 của Thống chế MacMahon. Ông ta thông báo với tướng Abel Douay, chỉ huy sư đoàn 2 ngày 1 tháng 8 rằng "Thông tin mà tôi nhận được cho thấy không có những lực lượng đáng kể địch quân ở các vị trí tiền phương, và quân địch không có ý định chuyển sang tấn công". Hai ngày sau, ông ta cho MacMahon biết là ông ta không phát hiện ra "dù chỉ 1 vị trí địch quân[...], theo tôi thì mối đe dọa từ quân Bayern chỉ là trò bịp bợm". Dù tướng Ducrot coi nhẹ khả năng quân Đức tấn công, nhưng Thống chế MacMahon vẫn tìm cách cảnh báo các sư đoàn dưới quyền, nhưng không có kết quả. Cùng ngày hôm đó, tại kinh thành Paris, một trong những người con của Napoléon III làm lễ nổ súng đại bác, báo hiếu cuộc chiến tranh bùng nổ, với những tiếng hô vang lên "Về phía Berlin" (À Berlin).
Trận giao chiến đầu tiên của cuộc Chiến tranh Pháp - Phổ nổ ra ngày 4 tháng 8 năm 1870. Cuộc giao tranh tuy nhỏ nhưng đẫm máu, với sư đoàn đơn lẻ của tướng Douay - thuộc Quân đoàn 1 - cùng với các toán quân kỵ binh phối thuộc, với nhiệm vụ chính là canh gác biên giới, bị Binh đoàn số 3 của Đức tấn công ào ạt, dù các đơn vị Đức phối hợp kém. Trời về chiều, các đơn vị của 1 quân đoàn Bayern và 2 quân đoàn Phổ cũng bị cuốn vào cuộc giao tranh, được pháo binh Phổ hỗ trợ khoét những chỗ hở vào hàng phòng ngự của thị trấn. Douay thoạt đầu phòng ngự khá chắc chắn, vì có lợi thế súng trường Chassepot với tầm bắn xa và rất chính xác, nhưng lực lượng của ông ta quá mỏng và dàn trải rộng, nên khó phòng ngự được các vị trí của mình, bản thân tướng Douay cũng bị giết khi một xe đạn phát nổ. Dù ai lên nắm quyền chỉ huy thay ông ta đi chăng nữa, thì việc thị trấn bị quân Đức vây kín cũng đã đặt toàn bộ sư đoàn vào một tình thế hiểm nghèo.
Cuộc giao tranh bên trong thị trấn trở nên hết sức dữ dội, giao tranh diễn ra trên từng căn nhà, từng góc phố. Dù bộ binh Phổ liên tục tấn công, binh lính sư đoàn 2 vẫn ngoan cường phòng ngự các vị trí của mình. Tuy nhiên dân chúng Wissembourg tỏ ra tuyệt vọng, đầu hàng quân Đức vì cho rằng tiếp tục kháng cự là vô ích, từ chối hỗ trợ cho binh lính Pháp tiếp tục kháng cự. Những binh lính Pháp không chịu đầu hàng rút lui về phía tây, bỏ lại chừng 1000 người bị bắt làm tù binh, cùng tất cả số đạn dược. Quân Phổ đã sẵn sàng thừa thắng xông lên, trong khi người Pháp vẫn tiếp tục tỏ ra hết sức mù quáng dù sức mạnh cỗ máy chiến tranh Phổ đã dần hiện ra.

### Trận Spicheren

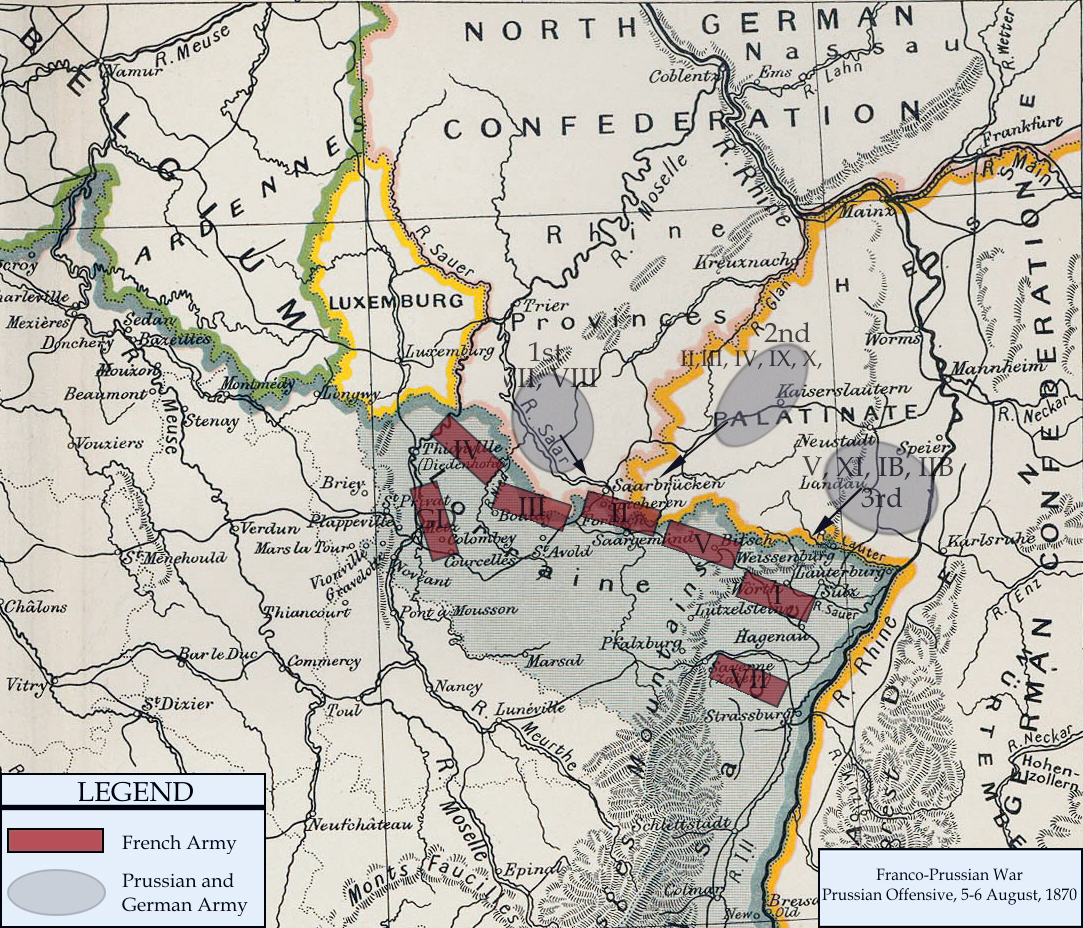
Bản đồ hướng tấn công của quân Đức và Phổ ngày 5 và 6 tháng 8 năm 1870

Trận Spicheren, diễn ra ngày 5 tháng 8, là trận thua thứ hai trong ba trận đại bại của quân Pháp. Tướng Helmut von Moltke ban đầu định cầm chân đạo quân của Thống chế Bazaine bên bờ sông Saar cho tới khi ông ta có thể tấn công với Binh đoàn số 2 đánh đằng trước và Binh đoàn số 1 đánh tạt sườn trái, trong khi Binh đoàn số 3 đánh vòng tập hậu. Viên tướng già nua Karl von Steinmetz vì ganh tỵ nên cứ cho tiến quân không theo kế hoạch, dẫn Binh đoàn số 1 về hướng nam từ vị trí đóng quân bên bờ sông Moselle. Ông ta tiến thẳng về hướng thị trấn Spicheren, và trong quá trình hành quân khiến cho Vương tử Friedrich Karl bị cắt rời khỏi các đạo kỵ binh tiền phương của ông.
Về phía quân Pháp, việc lên kế hoạch sau trận thảm bại tại Wissembourg trở thành vấn đề sinh tử. Tướng Le Bœuf, giận dữ điên người, dự định mở cuộc tấn công theo hướng Saar để bù đắp lại thua thiệt. Tuy nhiên, việc lên kế hoạch cho trận giao tranh kế tiếp lại dựa chủ yếu vào tình hình thực tế đang diễn ra, hơn là vào cảm xúc bảo vệ danh dự bị thương tổn, như tướng Wolff nhắc nhở ông và bộ chỉ huy của mình là việc tiếp tế xa hơn vùng Saar là bất khả thi. Do đó, các cánh quân Pháp phải tiến hành chiếm lĩnh các vị trí phòng thủ đề phòng ngự mọi hướng tấn công có thể của địch, nhưng đồng thời việc này cũng làm cho quân Pháp không thể hỗ trợ cho nhau được.
Trong khi đạo quân Pháp dưới quyền tướng MacMahon nghênh chiến với Binh đoàn số 3 Đức trong trận Worth, Binh đoàn số 1 Đức dưới quyền tướng Steinmetz hoàn tất cuộc hành quân về hướng tây từ Saarbrücken. Quân tuần tiễu của Binh đoàn số 2 Đức dưới quyền chỉ huy của Hoàng thân Phổ Friedrich Karl phát hiện các đám cháy nghi binh lân cận và đạo quân của tướng Frossard ở đằng xa, trên một bình nguyên phía nam thị trấn Spicheren, nên coi đó là dấu hiệu đạo quân của Frossard đang rút chạy. Lờ đi kế hoạch của tướng Moltke, cả hai đạo quân Đức tiến công Quân đoàn 2 của Pháp phòng ngự ở khoảng giữa Spicheren và Forbach.
Quân Pháp không biết rằng mình chiếm ưu thế về binh số khi trận đánh nổ ra, vì Binh đoàn số 2 Đức không đồng loạt tấn công. Tướng Frossard cho là cuộc tấn công của quân Đức chỉ là những cuộc đụng độ lẻ tẻ, nên không gọi viện binh từ các đạo quân khác. Cho tới khi ông nhận biết được các lực lượng đối địch thì đã quá muộn. Liên lạc giữa tướng Frossard và các sĩ quan chỉ huy quân dự bị dưới quyền Thống chế Bazaine chậm chạp đến mức tới khi các lực lượng dự bị nhận được lệnh tiến về Spicheren thì binh lính Đức thuộc Binh đoàn số 1 và số số 2 đã tấn công lên đến các cao điểm. Vì quân dự bị chưa đến nơi, nên tướng Frossard nhầm lẫn một cách tai hại là quân mình đang đứng trước nguy cơ bị đánh tạt sườn, vì quân Đức của tướng von Glume xuất hiện ở Forbach. Thay vì tiếp tục phòng ngự cao điểm, khi trận đánh dịu đi lúc trời xẩm tối, ông ta cho quân rút về hướng nam. Quân Đức bị nhiều tổn thất vì súng trường chassepot hiện đại của Pháp, nên họ hết sức ngỡ ngàng sáng hôm sau khi phát hiện ra nỗ lực của họ không phải là vô ích - tướng Frossard đã rút chạy khỏi các vị trí phòng ngự trên bình nguyên. Tuy cả hai đoàn quân đếu chiến đấu ác liệt, quân Đức đã đại thắng trận chiến này.
Trong trận thắng vẻ vang của quân Đức tại Spicheren, các chiến sĩ Pháo binh Đức đã lập công lớn: họ bắn phá xuyên suốt hơn 1km (~1200 thước) qua dãy chiến hào của Pháp - một kỳ tích rực rỡ trên địa hình dốc. Đạn pháo với uy lực kinh hoàng của Đức đã hủy diệt hoàn toàn dãy chiến hào Pháp. Một lần nữa, chiến thắng lớn này thể hiện sự hiểu quả của những khẩu pháo hiệu Krupp. Một Đại tá Pháp thuộc Trung đoàn số 63 có than phiền về chiến bại này: "Chúng ta nã súng trường suốt cả ngày mà vẫn không làm thiệt hại gì quân địch, chúng liên tục gia tăng quân số và đánh tạt sườn quân ta". Do đó, trận thắng tại Spicheren khắc họa nên nghệ thuật chiến dịch của Vương quốc Phổ: quyết đoán, có lợi thế về quân số và biết chọn địa điểm chính xác, để đánh tạt vô sườn và bao bọc quân thù. Quân Pháp đều hỗn loạn và các binh sĩ Pháp của Frossard cuối cùng đều "đói khát, và thấm mệt" nên không thể nào chiến đấu được nữa. Thống chế Bazaine - người cũng có trách nhiệm với chiến bại vì chậm trễ, gọi trận thua này là một "trận đánh quá tồi, vô dụng".

### Trận Wœrth

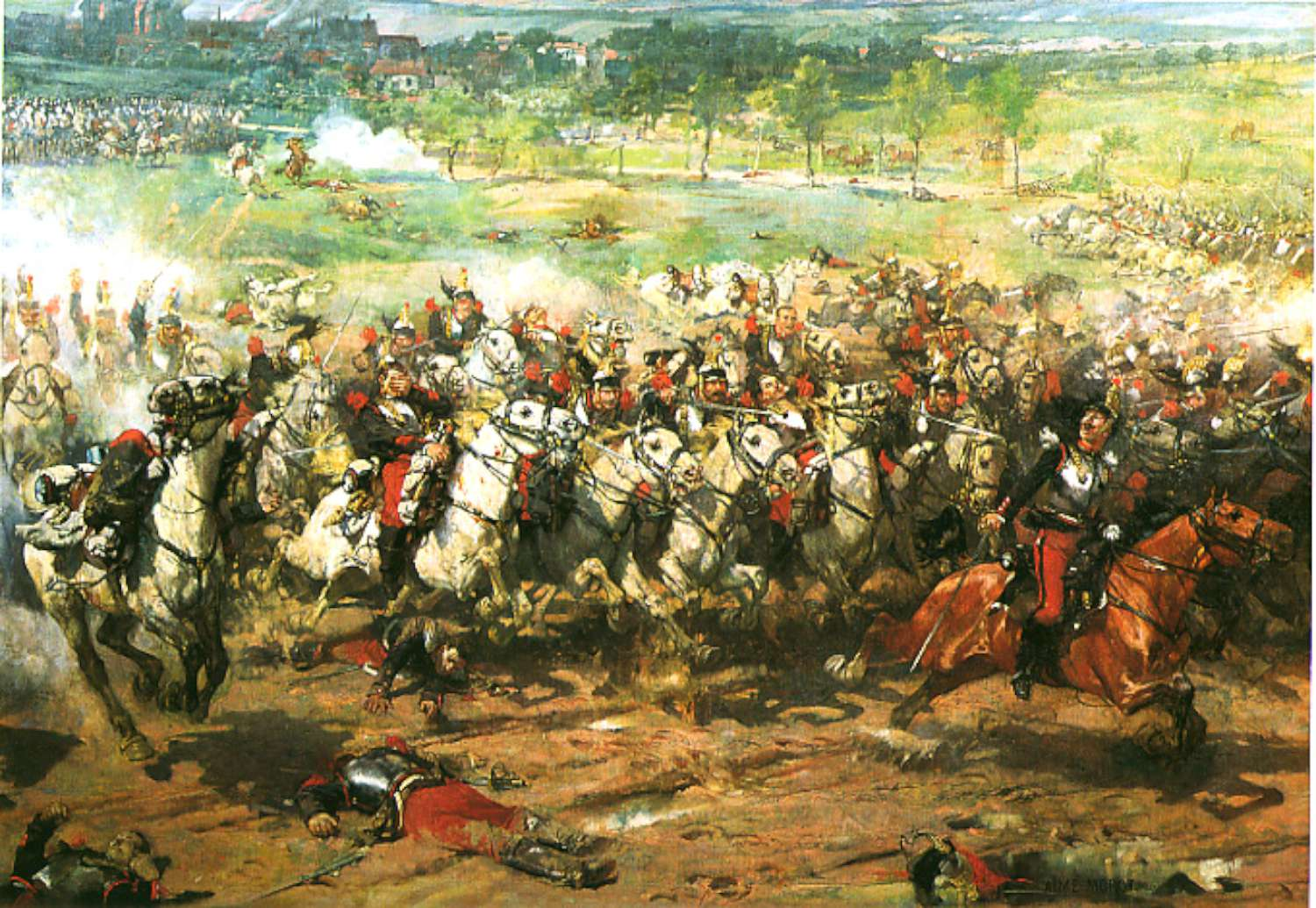
Aimé Morot, La bataille de Reichshoffen, 1887

Chỉ hai ngày sau (6 tháng 8 năm 1870), gần Wœrth tại thị trấn Frœschwiller, chưa đầy 16 km từ Wissembourg, hai đạo quân lại giao chiến một lần nữa. Quân Đức của Binh đoàn số 3 được tăng thêm quân dự bị, tổng số lên đến 140.000 quân. Quân Pháp cũng nhận được viện binh, nhưng viện binh của họ đến rất chậm, nên tổng số quân Pháp chỉ có 35.000 quân. Mặc dù phải chống lại đối phương đông gấp bội, quân Pháp vẫn cầm cự ở ngay ngoại vi Frœschwiller. Tới trưa, cả hai phe tham chiến đều phải chịu 10.000 thương vong, quân Pháp do bị tổn thất quá lớn nên không thể tiếp tục kháng cự. Nguy hơn nữa là quân Đức đã chiếm được thị trấn Frœschwiller tọa trên đỉnh đồi nằm ngay ở trung tâm phòng tuyến quân Pháp. Không còn hy vọng giành chiến thắng và đứng trước nguy cơ bị tàn sát bởi quân Đức, quân Pháp rút lui khỏi chiến trường về phía tây, hy vọng liên hợp được với các cánh quân Pháp khác ở phía bên kia dãy núi Vosges. Binh đoàn số 3 Đức không truy kích quân Pháp mà dừng lại ở Alsace rồi chậm rãi di chuyển về phía nam, tấn công và tiêu diệt các đơn vị trú phòng Pháp ở các khu vực lân cận.
Trận Wœrth là trận chiến quan trọng đầu tiên của cuộc chiến tranh Pháp-Phổ, với hơn 100.000 quân tham chiến. Đó cũng là trận giao tranh đầu tiên mà binh lính từ khắp các tiểu quốc Đức (Phổ, Baden, Bayern, Sachsen...) hợp đồng tác chiến. Vì việc này mà một số sử gia gọi chiến trường Wœrth là "cái nôi của nước Đức". Cái giá của chiến thắng không phải là nhỏ, quân Phổ mất 10.500 binh lính hoặc bị thương. Tình hình quân Pháp của tướng MacMahon còn bi đát hơn, họ thiệt hại tới 19.200 người (chết, bị thương hay bị bắt làm tù binh). Hoàng thái tử Friedrich Wilhelm - người anh hùng của trận thắng này, có ghi nhận:
| “                                 | Hôm nay Ta đã toàn thắng tên Thống chế MacMahon, khiến đám tàn quân của hắn phải tháo chạy hoàn toàn và hỗn loạn. Tới một mức độ mà có thể hiểu rõ được, cả Binh đoàn của hắn đều tham chiến, được tăng viện bởi Failly và Canrobet cùng với những lực lượng được mang đến từ Grenoble, một đội quân xấp xỉ khoảng 8 vạn tên đã chạm trán với Ta, Ta đã đưa 10 vạn chiến sĩ và trận tuyến. Trận giao chiến, mà, lại một lần nữa (!), làm chúng ta mất một số lượng lớn các Sĩ quan và chiến binh, phải được gọi là một trận đánh đích thực, nơi phần lớn đội quân của Ta giao đấu... Tổn thất của giặc Pháp nhất thiết thật là to lớn; bọn tử sĩ thây chất thành đống và cái vải đỏ của quân phục của chúng thể hiện mắt chúng nhắm lại ở nơi nào. Có 6 nghìn tên tù binh không bị thương được báo cáo cho Ta, trong đó gồm thâu những chỉ huy Tiểu đoàn và Trung đoàn, cùng với 100 tên Sĩ quan. khác... | ” |
| — Hoàng thái tử Friedrich Wilhelm | |   |

### Trận Mars-la-Tour

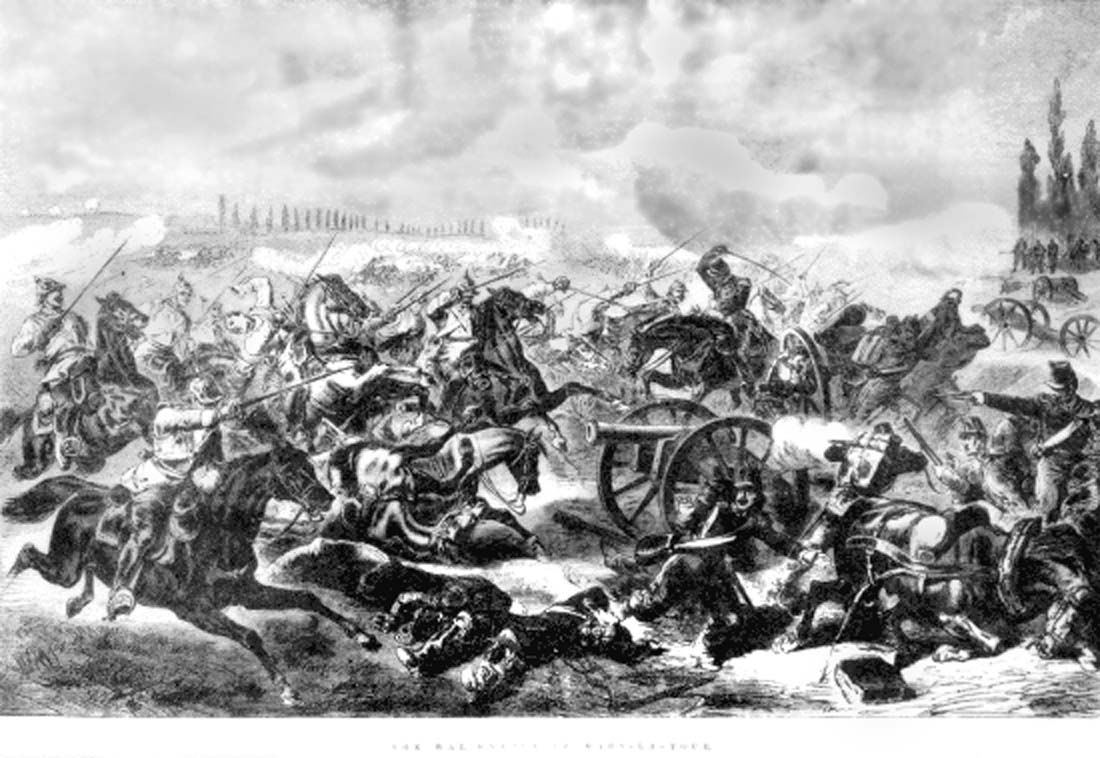
Kỵ binh thiết giáp thuộc trung đoàn 7 Phổ xung phong vào trận địa pháo của Pháp trong trận Mars-La-Tour, ngày 16 tháng 8 năm 1870.

Với thế tiến công càu mình, quân Phổ như chẻ tre, 130.000 quân Pháp bị mắc kẹt lại tại pháo đài Metz sau khi bị thua trong vài trận chiến. Họ định rời Metz để bắt liên lạc với các lực lượng Pháp tại Châlons, nhưng bị kỵ binh trinh sát của đại tá Oskar von Blumenthal phát hiện. Bốn ngày sau khi quân Pháp bắt đầu rút lui, ngày 16 tháng 8, lực lượng Phổ có mặt tại vùng này, chỉ khoảng 30 ngàn quân của Quân đoàn 3 (Binh đoàn số 2), dưới quyền tướng Konstantin von Alvensleben phát hiện ra quân Pháp gần Vionville, ở về hướng đông Mars-la-Tour.
Dù ít quân hơn quân Pháp đến 4 lần, quân đoàn 3 vẫn mở cuộc tấn công. Quân Pháp bị đánh tan, quân Phổ chiếm được Vionville, chặn đường rút về hướng tây của quân Pháp. Không còn đường rút, quân Pháp không còn cách nào khác ngoài việc tấn công, dẫn đến cuộc giao tranh lớn bằng kỵ binh cuối cùng ở Tây Âu. Giao tranh bùng nổ, quân đoàn 3 bị tổn thất nặng nề bởi hết đợt xung phong kỵ binh này đến đợt xung phong khác, mất hơn nửa quân số. Quân Pháp cũng mất bằng ngần ấy, khoảng 16 ngàn người, nhưng vẫn chiếm ưu thế tuyệt đối về binh số so với quân Phổ.
Ngày 16 tháng 8, quân Pháp có cơ hội chiếm lĩnh một vị trí trọng yếu trong hệ thống phòng ngự của Phổ để rút lui. Hai quân đoàn Phổ tấn công cánh quân tiền phương của Pháp vì tưởng rằng đó là cánh quân đoạn hậu của Binh đoàn sông Meuse (tiếng Pháp: Armée de Meuse). Dù bị nhầm lẫn, nhưng hai quân đoàn Phổ vẫn cầm chân được toàn bộ quân Pháp trong suốt ngày hôm đó. Chống lại đối phương đông gấp 5 lần, nhưng với tinh thần hăng hái tuyệt vời, cộng với sự do dự tai hại từ phía quân Pháp, quân Phổ vẫn chiến thắng. Như vậy lực lượng Quân đội Phổ lại có thêm chiến thắng vinh quang, do đó dù có tổn thất đi chăng nữa thì sĩ khí, quân thanh sục sôi dâng trào, trước những chiến thắng liên tiếp của mình.
Chiến thắng này ghi dấu cuộc tiến công chí tử của Lữ đoàn Kỵ binh số 12 của Phổ do Thiếu tướng Friedrich Wilhelm Adalbert von Bredow, được xem là cuộc tấn công bằng Kỵ binh thắng lợi cuối cùng trong lịch sử châu Âu. Trong trận đánh này có sự tham chiến của hai người con của Thủ tướng Bismarck là Herbert von Bismarck và Wilhelm von Bismarck. Trong đêm sau trận đánh Mars-la-Tour, khi đang dùng bữa tối với Quốc vương Wilhelm I và Tổng tham mưu trưởng Moltke, Bismarck hay tin rằng Herbert đã hy sinh và Wilhelm thì bị thương chí mạng. Ông lập tức đi tìm các con của mình. Khi vào một trang trại tại một ngôi làng nơi chứa thương binh, ông thấy hai con của mình. Herbert không chết nhưng bị thương, còn Wilhelm thì đã bị ngã ngựa. Từ lúc đó, ông không bao giờ cho các con mình ra trận nữa.

### Trận Gravelotte

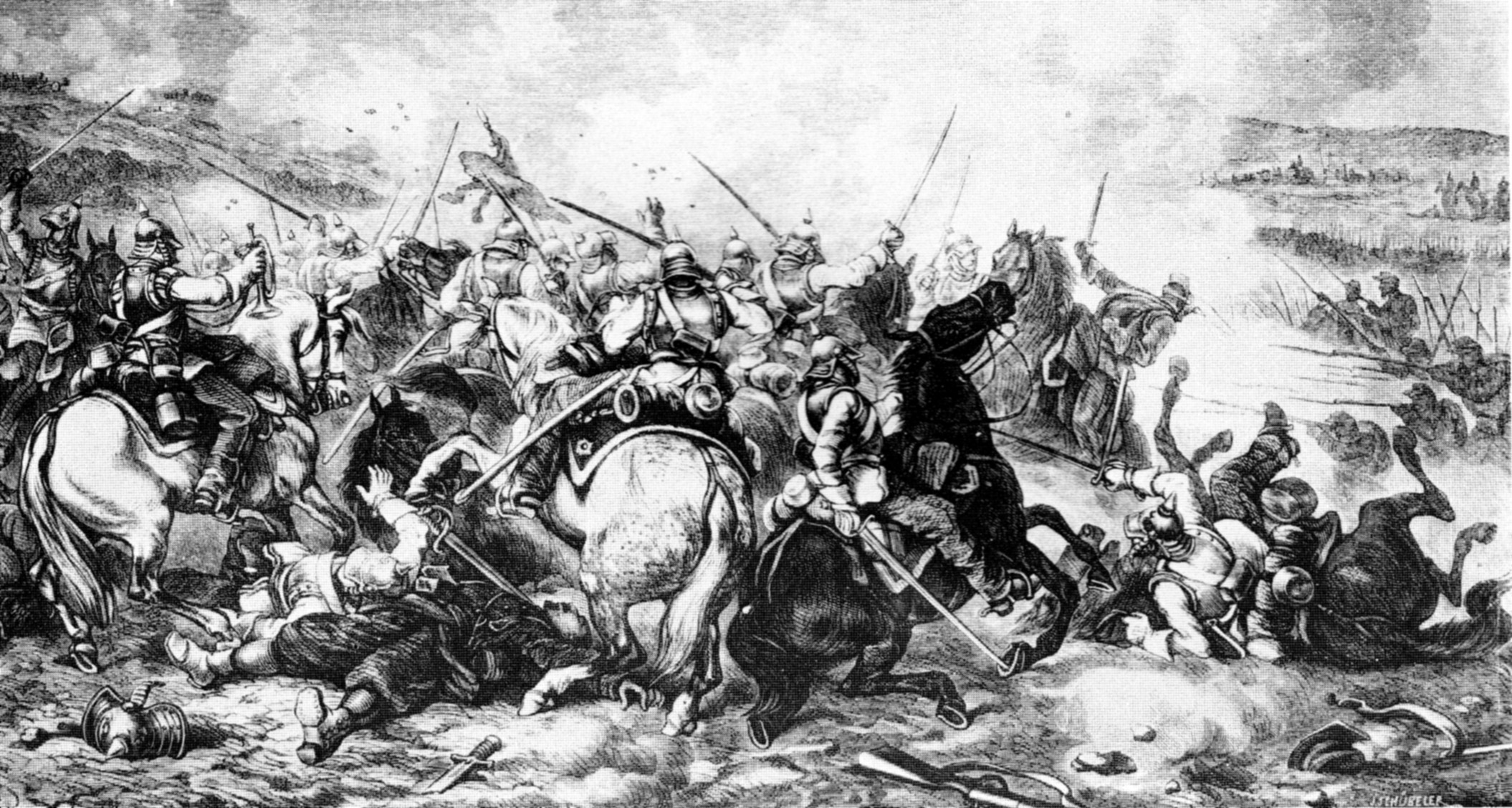
Juliusz Kossak, Battle of Gravelotte, quân Phổ trong trận Gravelotte, 1871

Trận Gravelotte, hay còn gọi là trận Saint-Privat, là trận chiến lớn nhất trong cuộc chiến tranh Pháp-Phổ. Trận chiến diễn ra về phía tây Metz khoảng 10 km, thuộc tỉnh Lorraine, Pháp, nơi mà một ngày trước đó, sau khi chặn đường rút lui của quân Pháp theo hướng tây sau trận Mars-La-Tour, quân Phổ hội quân lại nhằm tiêu diệt hoàn toàn các lực lượng Pháp. Sự giáp phải hỏa lực quân Pháp của quân Phổ khi chủ động tấn công trong trận đánh ác liệt này đã khiến họ được so sánh với lực lượng tiến công trong trận Gettysburg vào năm 1863 thời Nội chiến Hoa Kỳ.
Lực lượng liên hợp Đức, dưới sự chỉ huy của Đại tướng, Bá tước Helmuth von Moltke, gồm Binh đoàn số 1 và Binh đoàn số 2, bao gồm 210 tiểu đoàn bộ binh, 133 liên đội kỵ binh và 732 cỗ trọng pháo, tổng cộng 188.332 sĩ quan và binh lính. Binh đoàn sông Rhin của Pháp, chỉ huy bởi Thống chế François-Achille Bazaine, gồm 183 tiểu đoàn bộ binh, 104 liên đội kỵ binh, hỗ trợ bởi 520 cỗ trọng pháo, tổng cộng 112.800 sĩ quan và binh lính, đào chiến lũy dọc theo một triền đất cao, với sườn trái là thị trấn Rozerieulles, và sườn phải là Saint-Privat. Trước đó, Bazaine đã tiến quân đến Verdun nhưng do bị quân Phổ chặn đứng nên ông ta quyết định lập chiến tuyến giữa Rozerieulles và Saint - Privat.
Khi lập phòng tuyến mới, quân Pháp đã quá mỏi mệt nên liền ngủ thiếp đi. Đại tướng Moltke lúc bấy giờ đang điều động binh mã Bắc tiến nhằm truy tìm quân Pháp, mà họ không hề hay biết rằng họ đang hành binh qua trực diện quân Pháp. Tuy nhiên, Bazaine không hề đánh tạt sườn quân Đức. Nhưng cuối cùng, lực lượng Kỵ binh Phổ phát hiện ra cứ điểm của địch. Ngày 18 tháng 8, trận chiến bắt đầu từ lúc 8 giờ khi Moltke hạ lệnh cho Binh đoàn số 1 và Binh đoàn số 2 tiến công các vị trí quân Pháp. Tới 12 giờ, tướng Manstein cho pháo binh của sư đoàn 25 bộ binh Đức bắn vào quân Pháp ở làng Amanvillers. Tuy nhiên quân Pháp trong suốt đêm và rạng sáng ngày hôm đó đã đào chiến hào và hố cá nhân, đồng thời bố trí che chắn pháo binh và súng máy mitrailleuse. Khi biết hướng tấn công của quân Phổ, quân Pháp bắn ra như mưa vào các hàng dày đặc quân Phổ đang tấn công. Ban đầu, trận chiến nghiêng về phía quân Pháp vì súng trường Chassepot họ sử dụng lợi hại hơn súng trường của quân Phổ. Tuy nhiên, pháo binh Phổ với pháo đạn nạp hậu hiệu Krupp bằng thép của Phổ lại vượt trội hơn pháo của Pháp.
Tới 14 giờ 30, tướng Steinmetz, chỉ huy Binh đoàn số 1 Phổ, đơn độc tung quân đoàn 8 của mình vượt qua khe hẻm Mance Ravine, nhưng quân Phổ ngay tức khắc bị cầm chân vì hỏa lực dữ dội từ các vị trí quân Pháp. Tới 15 giờ, các quân đoàn 7 và 8 tập hợp trọng pháo lại rồi nổ súng yểm trợ cho quân Phổ tấn công. Nhưng tới 16 giờ, cuộc tấn công dứng trước nguy cơ bị chặn đứng, tướng Steinmetz hạ lệnh cho quân đoàn 7 tiến công, theo sau bởi sư đoàn kỵ binh số một.
Tới 16 giờ 50, cuộc tấn công của quân Phổ ở hướng nam đứng trước nguy cơ đỗ vỡ, Lữ đoàn 3 bộ binh Cận vệ Phổ thuộc Binh đoàn số 2 mở cuộc tấn công vào các vị trí quân Pháp tại Saint-Privat, do tướng Canrobert chỉ huy. Tới 17 giờ 15, Lữ đoàn 4 bộ binh Cận vệ Phổ cũng xung trận, theo sau là Lữ đoàn bộ binh Cận vệ số 1 lúc 17 giờ 45. Tất cả các cuộc công kích của quân Cận vệ Phổ đều bị hỏa lực khủng khiếp của quân Pháp từ chiến hào và công sự bắn lên cầm chân. Tới 18 giờ 15, Lữ đoàn bộ binh Cận vệ số 2 Phổ, đơn vị cuối cùng của Sư đoàn bộ binh số 1 Đức cũng được ném vào Saint-Privat, trong khi tướng Steinmetz huy động những lực lượng dự bị cuối cùng của Binh đoàn số 1 vượt qua hẻm Mance Ravine. Tới 18 giờ 30, một bộ phận đáng kể Quân đoàn 7 và 8 rời trận địa và rút lui về các vị trí đóng quân Phổ tại Rezonville.
Các cuộc tấn công của Binh đoàn số 1 bị đánh bại, vị Hoàng tử nước Phổ là Friedrich Karl hạ lệnh dồn pháo bắn vào các vị trí quân Pháp của tướng Canrobert tại Saint-Privat để hỗ trợ cho cuộc tấn công của lính Cận vệ Phổ. Tới 19 giờ, sư đoàn 3 Phổ thuộc Quân đoàn 2, Binh đoàn số 2 của tướng Fransecky vượt qua được hẻm núi, trong khi Quân đoàn 12 quét sạch quân Pháp khỏi thị trấn Roncourt lân cận, rồi cùng những binh lính sống sót của Sư đoàn 1 bộ binh Cận vệ mở cuộc tấn công mới vào những đống đổ nát ở Saint-Privat. 20 giờ, Sư đoàn 4 bộ binh Phổ thuộc Quân đoàn 2 tiến vào trận địa, đồng thời quân Phổ cũng thiết lập được cánh trái tại hẻm núi Mance Ravine, mặt trận trở nên cân bằng. Cho tới lúc đó, quân Phổ thuộc Sư đoàn bộ binh số 1 cùng Quân đoàn 12 và 2 chiếm được Saint-Privat, buộc các lực lượng Pháp bị hao tổn nặng nề phải rút lui. Với việc quân Phổ kiệt sức sau cuộc giao chiến, thời cơ đến cho quân Pháp mở cuộc phản công, tuy nhiên tướng Bourbaki không chịu tung các lực lượng dự bị Cựu Cận vệ Pháp xung trận, vì ông ta đánh giá tình hình là thất trận. Như vậy, cuối cùng quân Đức cũng đánh tạt sườn phải của địch và quân Pháp đại bại thảm hại. Trong đêm trường những đạo quân Đức khác cùng với Quân đội Phổ hát vang lên bài Thánh ca "Nun danket alle Gott" để ca ngợi chiến thắng của họ, tuy nhiên phải khá lâu sau đó thì Quốc vương Wilhelm I mới thừa nhận trận huyết chiến tại Gravelotte là chiến thắng của quân Đức.
Từ 22 giờ, tiếng súng yên dần trên toàn trận địa cho tới hết đêm. Sáng hôm sau, Binh đoàn sông Rhin của Pháp, thay vì tiếp tục trận đánh và mở cuộc phản kích vào các cánh quân Phổ kiệt sức sau trận giao chiến, lại rút lui về Metz và bị bao vây, cho tới khi họ buộc phải hạ vũ khí đầu hàng hai tháng sau. Do đó, cuộc lui quân về Metz của Bazaine được coi là thời khắc quyết định của cuộc chiến tranh đế quốc, và thể hiện tầm vóc quan trọng của trận đại thắng ở Gravelotte đối với người Phổ - Đức. Một khi Bazaine bị xiết chặt tại Metz, không khó gì cho các chiến sĩ Đức tập trung vào đánh đội quân Pháp của Thống chế MacMahon (sẽ bị quân Đức tiêu diệt trong trận chiến Sedan).
Trận đánh Gravelotte là một trong những trận chiến khốc liệt nhất của thế kỷ XIX. Tổn thất sau trận đánh hết sức khủng khiếp, đặc biệt là với các đội quân Phổ tham gia tấn công. Tổng cộng 20.163 chiến sĩ Đức hy sinh, bị thương hoặc mất tích trong riêng trận chiến diễn ra ngày 18 tháng 8. Quân Pháp mất 7.855 người bị giết, bị thương cùng 4.420 quân bị bắt làm tù binh – trong số đó một nửa bị thương - tổng cộng là 12.275 người. Trong khi phần lớn thương vong của quân Phổ gây ra bởi súng trường Chassepot của quân Pháp, phần lớn thương vong của quân Pháp là do đạn pháo Krupp. Chi tiết thiệt hại có thể kể đến: Quân đoàn 2 của tướng Frossard thuộc Binh đoàn sông Rhin bị thương vong 621 người, nhưng giáng vào quân Phổ thuộc quyền tướng Steinmetz của Binh đoàn số 1 4.300 thương vong tại Pointe du Jour. Các sư đoàn bộ binh Cận vệ Phổ còn tổn thất nặng hơn nữa, mất 8.000 người trong tổng số 18.000 binh lính. Lực lượng Cận vệ đặc biệt Jäger mất 19 sĩ quan, một bác sĩ quân y và 431 binh lính trong tổng số 700 người. Lữ đoàn 2 bộ binh Cận vệ mất 39 sĩ quan và 1.076 binh lính. Lữ đoàn 3 bộ binh Cận vệ mất 36 sĩ quan và 1.060 binh lính. Về phía quân Pháp, các đơn vị phòng ngự Saint-Privat mất hơn nửa quân số. Dầu sao đây nữa, đại thắng tại Gravelotte của quân Phổ - Đức cũng là một chiến thắng rất ấn tượng. Cho dầu quân Pháp có thế mạnh hơn hẳn trong trận huyết chiến này, lòng trung dũng đã mang lại chiến thắng cho các chiến sĩ Đức.

### Trận vây hãm pháo đài Metz
Sau khi Binh đoàn sông Rhin của Thống chế Bazaine bị đánh bại tại Gravelotte, quân Pháp phải rút về Metz và bị hơn 150.000 quân Phổ thuộc Quân đoàn một và Quân đoàn hai vây hãm. Metz là một pháo đài kiên cố bậc nhất của Pháp lúc bấy giờ, được bảo vệ bởi 7 pháo lũy bao quanh, cách trung tâm thành phố khoảng 2, 3 km để giúp cho thành phố khỏi bị pháo uy hiếp. Trong thành phố có dự trữ một lượng khả dĩ lương thực có thể dùng trong nhiều tháng. Quân Pháp vài lần định tổ chức phá vây, nhưng đều bị quân Phổ đánh lui. Thống chế Bazaine dù trước đó có tiếng là thống chế trẻ tuổi và tài ba bậc nhất nước Pháp lúc bấy giờ cũng bị vướng chân bởi nạn quan liêu trong bộ máy hành chính, nên quân Pháp hoạt động rất chậm chạp và thiếu hiệu quả, thêm vào đó, bộ tham mưu và những phụ tá của ông lại mâu thuẫn với nhau.
Thống chế Bazaine dự định cố thủ tại Metz, chờ quân Đức tấn công vào các vị trí kiên cố, được bố phòng cẩn thận của mình, để cầm chân gần 200.000 quân Đức. Tuy nhiên sức ép Hoàng hậu và công luận tại Paris buộc Napoléon III không thể lui lại, mà phải đưa các lực lượng dự bị cuối cùng của Pháp là Binh đoàn Châlons đánh giải vây cho Metz. Kết quả hết sức tai hại, Binh đoàn Châlons bị đánh bại và phải hạ vũ khí đầu hàng tại Sedan, tình hình Metz trở nên tuyệt vọng vì Pháp không còn lực lượng dự bị nào để ứng cứu cho Metz. Tệ hơn là do sự quan liêu của quan chức Pháp mà hậu cần cho quân Pháp hóa ra hết sức bất cập. Lương thực tuy đủ dùng nhưng không hợp với binh lính Pháp, nên đến cuối cuộc vây hãm, rất nhiều binh lính Pháp bị ốm, bị bệnh. Pháo đài Metz tuy kiên cố nhưng vốn được thiết kế cho một lực lượng đồn trú nhỏ, nay phải căng ra để chứa một đạo quân rất lớn, cộng với 60.000 dân bản địa và một số dân chúng quanh vùng chạy nạn, nên những vật tư thiết yếu bị thiếu nghiêm trọng. Quân Phổ do nắm được tình hình quân Pháp nên không tổ chức tấn công vào pháo đài để tránh thiệt hại, mà vây hãm quân Pháp cho tới khi quân Pháp hoàn toàn kiệt quệ. Tuy Moltke viết rằng: "cuộc vây hãm Metz không làm nên một phần nào trong kế hoạch nguyên thủy của chiến dịch", quân Pháp đã đại bại nên không còn sự lựa chọn. Tới ngày 27 tháng 10, 180 ngàn quân Pháp buộc phải hạ vũ khí đầu hàng.
Với Metz thất thủ, các lực lượng còn sót lại duy nhất của Pháp đầu hàng, Pháp không còn quân đội chính quy, đồng thời các lực lượng Phổ bao vây Metz cũng được giải phóng để tham gia các mặt trận khác, kết cục chiến tranh đã được định đoạt. Thống chế Bazaine bị xử án vắng mặt và bị buộc tội phản quốc, kết án tử hình, nhưng về sau Thống chế Mac-Mahon, lúc bấy giờ là Tổng thống Pháp giảm án thành đi đày biệt xứ 20 năm. Sau này có ý kiến cho rằng Thống chế Bazaine cũng chỉ là một nạn nhân, vì ông đã làm hết những gì có thể, và ông chẳng qua là vật tế thần để trút nỗi hận thua trận của người Pháp. Thực chất, thất bại thê lương của Bazaine chỉ chứng tỏ sự lãnh đạo yếu kém của ông mà thôi. Sau một thời gian đi đày, ông trốn thoát khỏi nơi giam cầm và đi tỵ nạn chính trị.

### Trận Sedan

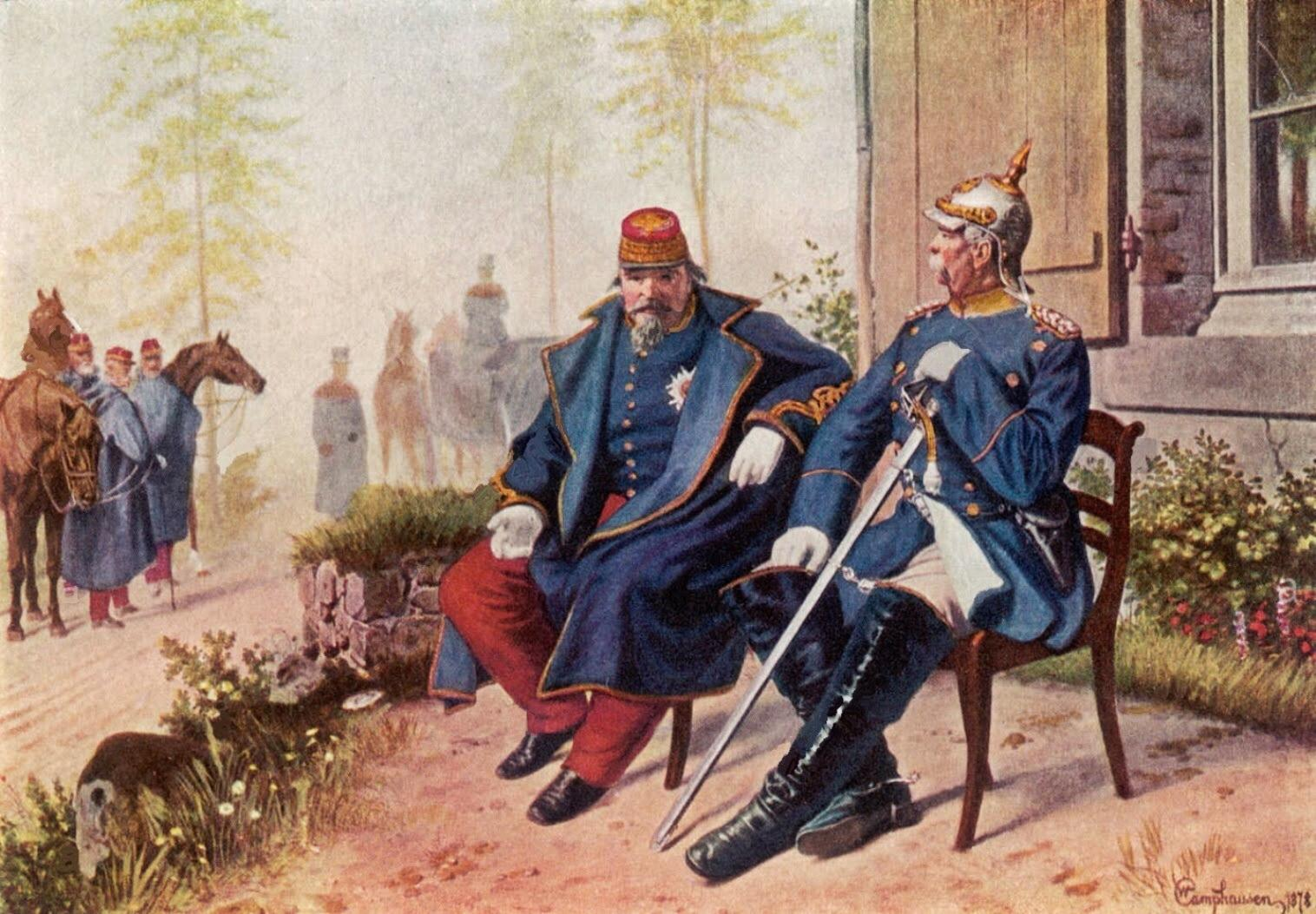
Napoléon III và Bismarck sau trận Sedan

Sau một loạt chiến bại của quân Pháp, Napoléon III, cùng Thống chế Mac-Mahon, thành lập Binh đoàn Châlons tiến về Metz để giải nguy cho Thống chế Bazaine. Napoléon III đích thân chỉ huy quân đoàn với Thống chế Mac-Mahon, hành binh theo cánh trái theo hướng biên giới Bỉ để tránh đụng độ với các lực lượng Phổ trước khi quặt về hướng nam để hội quân với Bazaine.
Quân đội Phổ, dưới quyền chỉ huy của Đại tướng, Bá tước Helmuth von Moltke, tận dụng sự yếu kém của cuộc hành binh này để kẹp quân Pháp trong một gọng kìm. Để lại Binh đoàn số 1 và Binh đoàn số 2 tiếp tục vây hãm Metz, Moltke thành lập Binh đoàn sông Mass (tiếng Đức: Maasarmee) dưới sự chỉ huy của Thái tử Sachsen bằng cách tách ra 3 quân đoàn từ các cánh quân này, rồi đưa đạo quân này cùng Binh đoàn số 3 tiến lên hướng bắc cho tới khi bắt kịp quân Pháp tại Beaumont ngày 30 tháng 8. Sau một trận kịch chiến, quân Pháp mất 5.000 người và 40 khẩu pháo, phải rút về Sedan. Sau khi vừa tập hợp lại lực lượng, Binh đoàn Châlons đã ngay lập tức bị các đạo quân Phổ-Đức hợp vây. Napoléon III hạ lệnh nhanh chóng phá vây. Do Thống chế Mac-Mahon bị thương một ngày trước đó, tướng Auguste-Alexandre Ducrot nắm quyền chỉ huy quân Pháp. Sedan chính là nơi mà quân Phổ đã tấn công hồi năm 1815 sau khi đánh bại hoàn toàn Napoléon I trong trận huyết chiến tại Waterloo.
Đại quân Pháp đóng cứ với vị trí hết sức là không thuận lợi. Ngày 1 tháng 9 năm 1870, trận chiến mở màn khi Binh đoàn Châlons, với 202 tiểu đoàn bộ binh, 80 khối kỵ binh và 564 pháo, tấn công Binh đoàn số 3 Phổ và Binh đoàn sông Mass Liên quân Đức với tổng cộng 222 tiểu đoàn bộ binh, 186 khối kỵ binh và 774 pháo. Tướng De Wimpffen, chỉ huy Quân đoàn 5 dự bị, hy vọng mở cuộc tấn công kết hợp bộ binh và kỵ binh vào Quân đoàn 11 Phổ, nhưng tới 11 giờ, pháo binh Phổ gây tổn thất nặng nề cho quân Pháp trong khi ngày càng nhiều quân Phổ tiến về chiến trường. Kỵ binh Pháp, chỉ huy bởi tướng Marguerite, xung phong ba lần vào làng Floing gần đó, nơi Quân đoàn 11 Phổ tập trung. Tướng Marguerite bị giết ngay từ cuộc xung phong đầu tiên khi đang chỉ huy kỵ binh, và hai cuộc xung phong kế tiếp cũng bị đẩy lui với tổn thất rất nặng nề. Lúc quân Pháp tất yếu đã thảm bại, tướng Bazaine có lời bàn (Nous sommes dans le pot de chambre, et demain nous serons emmérdes):
| “         | Chúng ta đang ở trong một cái lọ rỗng, và ngày hôm sau chúng ta sẽ bị che khuất ở trong đó. | ” |
| — Bazaine |                                                                                             |   |

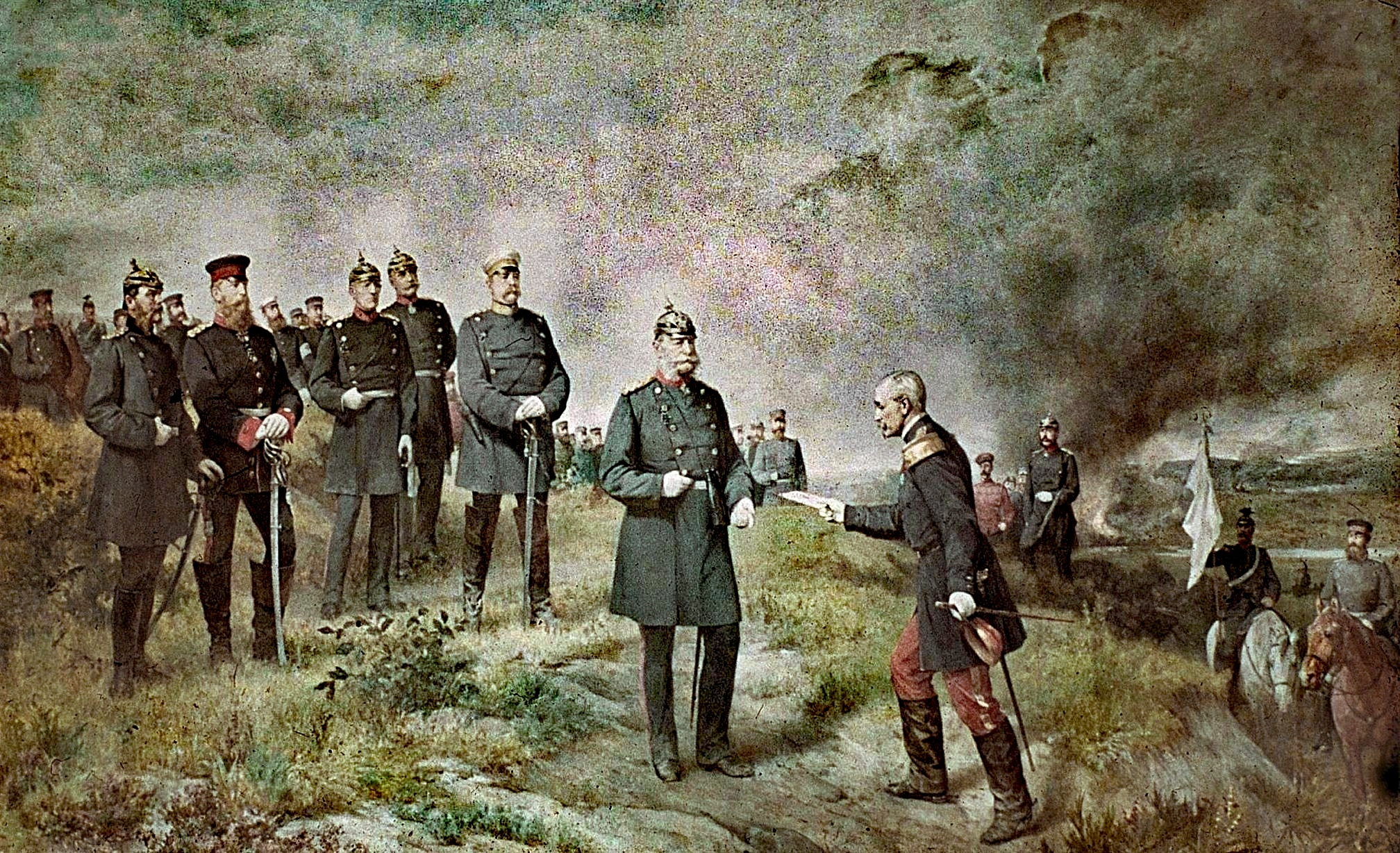
Tướng Pháp là André-Charles-Victor Reille trình Wilhelm I thư xin hàng của Napoléon III, họa phẩm của Carl Steffeck.

Trong một đợt công kích của quân Pháp, đội Khinh Kỵ binh Chasseur d'Afrique đã bị Quân đội Đức tiêu diệt hoàn toàn. Tới cuối ngày, khi hy vọng phá vây không còn, Napoléon III hủy bỏ lệnh tấn công. Quân Pháp mất hơn 17.000 người chết và bị thương, với 21.000 người bị bắt sống. Quân Phổ mất 2.320 người bị giết, 5.980 bị thương và 700 người bị bắt hoặc mất tích.
Ngày hôm sau, ngày 2 tháng 9, trước tình thế quân Đức vây bọc quân Pháp, Napoléon III đầu hàng và bị bắt làm tù binh cùng 104.000 binh lính Pháp. Với tính chất quyết định, đó là một chiến thắng toàn diện với quân Phổ, vì họ không những bắt làm tù binh hoàn toàn quân đội Pháp, mà cả Hoàng đế Pháp. Thủ tướng Bismarck đã gặp gỡ Napoléon III trong căn nhà riêng của ông ở nông thôn, trong khi Napoléon III thì luôn lo sợ mình sẽ bị dân chúng Pháp lật đổ. Thắng trận Sedan là người Phổ đã chiến thắng trong cả cuộc chiến tranh. Bazaine vẫn cứ tiếp tục bị vây hãm tại Metz - tạo điều kiện cho sự đầu hàng của ông ta sau này. Chiến thắng vang dội này cũng mang lại vinh quang cho Bismarck và kết cục không may của Napoléon III: ông bị giam cầm trong Lâu đài Wilhelmshöhe trước khi được cho về thị trấn Chislehurst, rồi phải bỏ chạy sang Anh Quốc, và chết hai năm sau. Chỉ sau có sáu tuần chiến sự, mà chiến thắng oanh liệt của Quân đội Phổ cũng là một đòn giáng mạnh mẽ đánh gục hoàn toàn sức mạnh quân sự của nền Đệ Nhị Đế chế Pháp. Với đạo quân Pháp bị cầm chân và vây hãm trong thành phố Metz, người Pháp không còn lực lượng nào có thể cản nổi sức tấn công của quân Phổ, tuy vậy cuộc chiến sẽ vẫn còn tiếp diễn trong 5 tháng nữa. Dẫu sao đây nữa thì đại thắng huy hoàng tại Sedan của Quân đội Đức đã đưa tình đoàn kết to lớn của các quốc gia Đức lên tới đỉnh điểm. Nếu như chiến thắng hủy diệt của quân Phổ trong trận này đã mang lại kết cục thiếu vinh quang cho Napoléon III, thì nó đồng thời đem lại đỉnh cao vinh quang cho Bismarck, đặt nền móng vững chắc cho thắng lợi về mặt chính trị của ông. Khắc họa sự quyết đoán của Tổng Tham mưu trưởng Moltke và quyết định số mệnh của nước Pháp thất trận, chiến thắng vinh hiển của Quân đội Phổ trong trận chiến tại Sedan được đánh giá là một "Trận Cannae của thế kỷ thứ XIX", do sự tương đồng của đại quân Pháp bị vây bọc và hủy diệt hoàn toàn với Quân đội La Mã trong trận chiến tại Cannae trong cuộc Chiến tranh Punic lần thứ hai thời cổ đại. Trận chiến tại Sedan đã trở thành một trong những chiến thắng lẫy lừng nhất gắn liền với nền quân sự Phổ trong suốt chiều dài của mình. Trong cuộc Chiến tranh Pháp - Đức lần thứ ba vào năm 1940, nước Đức Quốc xã dưới trào Lãnh tụ Adolf Hitler sẽ còn đại thắng một trận quyết định không kém tại Sedan, làm tăng thêm tính huyền thoại của Sedan trong suốt chiều dài lịch sử quân sự Phổ - Đức.
Như một tuyệt tác của Tổng Tham mưu trưởng bậc thầy Von Moltke, chiến thắng hùng tráng, "thiêng liêng" tại trận Sedan được nhân dân Đức đánh giá rất cao, như một bước ngoặt trong lịch sử nhân loại. Vào ngày 3 tháng 9 năm 1870, tại Nhà hát Mới ở Leipzig, người Đức làm lễ ăn mừng chiến thắng. Nếu chiến thắng vẻ vang tại trận Leipzig (Trận Liên Quốc gia năm 1813) trong cuộc Chiến tranh Giải phóng Dân tộc Đức chống lại ách đô hộ của Napoléon I được coi là "ngày sinh của dân tộc Đức" thì chiến thắng lừng lẫy tại trận Sedan trở thành "ngày sinh của Đế quốc Đức". Chỉ sau một thời gian ngắn mà cuộc tiến công nhanh gọn của các đoàn binh Phổ thiện chiến đã khiến quân Pháp trở nên nhục nhã. Trong suốt những ngày cuối đời, vị Hoàng đế bại trận và ô nhục Napoléon III luôn luôn là một con người cay đắng.

## Chính phủ Vệ quốc Pháp
Khi tin tức truyền về Paris rằng Hoàng đế Napoléon III đã bị bắt sống, dân chúng Paris trở nên căm phẫn. Việc Napoléon III bị quân Đức bắt giữ khiến cho dân chúng Pháp khát khao thiết lập nền Cộng hòa. Nền Đệ Nhị đế chế Pháp nhanh chóng bị lật đổ trong một cuộc đảo chính không đổ máu, lãnh đạo bởi tướng Louis Jules Trochu, và các Nghị sĩ như Jules Favre và Léon Gambetta tại Paris ngày 4 tháng 9. Họ phế bỏ Vương triều Bonaparte và thiết lập nền cộng hòa lãnh đạo bởi Chính phủ Vệ quốc, tiến tới việc hình thành nền Đệ Tam cộng hòa. Napoléon III bị đưa về Đức như một tù binh của quân Phổ, rồi sau đó được trả tự do. Ông đến Anh sống lưu vong và chết năm 1873.
Đế chế Pháp cáo chung, Hoàng hậu Eugènie phải bỏ chạy. Sau chiến thắng quyết định của quân Đức tại Sedan, đại bộ phận quân thường trực của Pháp bị loại khỏi vòng chiến, một đạo quân bị cầm chân và bị vây hãm tại Metz, đạo quân chỉ huy bởi Hoàng đế Napoléon III thì đầu hàng. Tình hình đó khiến người Đức hy vọng một cuộc ngừng bắn sẽ nhanh chóng được thông qua để chấm dứt chiến tranh. Thủ tướng Bismarck đặc biệt kỳ vọng vào cuộc ngừng bắn, vì ông muốn chấm dứt chiến tranh càng nhanh càng tốt. Với một quốc gia bị bao quanh bởi quá nhiều nước láng giềng, một cuộc chiến dai dẳng mang lại nguy cơ can thiệp từ phía một cường quốc khác, và von Bismarck quyết tâm không đánh liều.
Thoạt đầu, triển vọng cho hòa bình khá sáng sủa. Người Đức tính rằng chính phủ mới của Pháp không muốn tiếp tục cuộc chiến tranh gây ra bởi Vương triều mà họ vừa lật đổ. Để dọn đường đàm phán hòa bình, Thủ tướng Phổ von Bismarck mời tân chính phủ Pháp đến dự đàm phán tại Ferrières và đưa ra những yêu sách vừa phải, bao gồm yêu cầu một số vùng lãnh thổ nhỏ tại tỉnh Alsace, mặc dầu ngay từ trước chiến thắng lẫy lừng tại Sedan, báo chí Đức cũng bàn bạc nhiều về chuyện người Đức yêu cầu Pháp phải nhượng cả hai vùng Alsace và Lorraine. Những đòi hỏi về lãnh thổ khác về biên giới Pháp dọc theo sông Rhine tại vùng Palatinate đã được Adolphe Thiers đưa ra từ năm 1840, trong khi người Đức thề chiến đấu bảo vệ cả hai bờ sông Rhine (là nguồn gốc bài Die Wacht am Rhein, Deutschlandlied, tạm dịch Hành khúc sông Rhine và Nước Đại Đức). Cũng vì nước Phổ (đạo Tin Lành) vừa giành được một vùng lãnh thổ lớn có cư dân là người Công giáo La Mã, nên Bismarck không muốn tiếp tục chiếm thêm những lãnh thổ theo Công giáo mới.

### Lệnh ngừng bắn đổ vỡ và giao chiến tiếp diễn

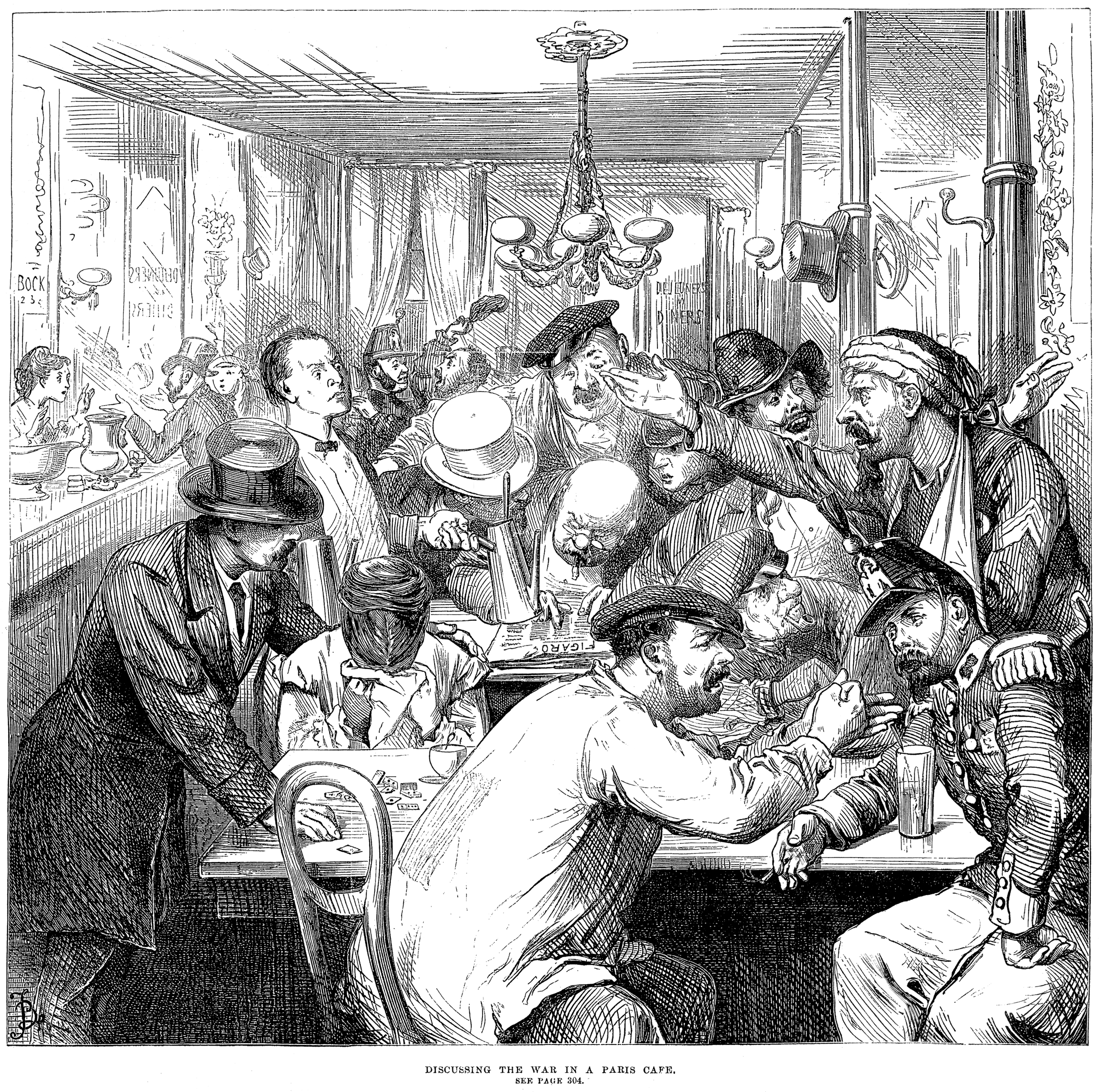
Discussing the War in a Paris Café - Thảo luận cuộc chiến trong một quán cà phê ở Paris, trên tờ Illustrated London News ngày 17 tháng 9 năm 1870

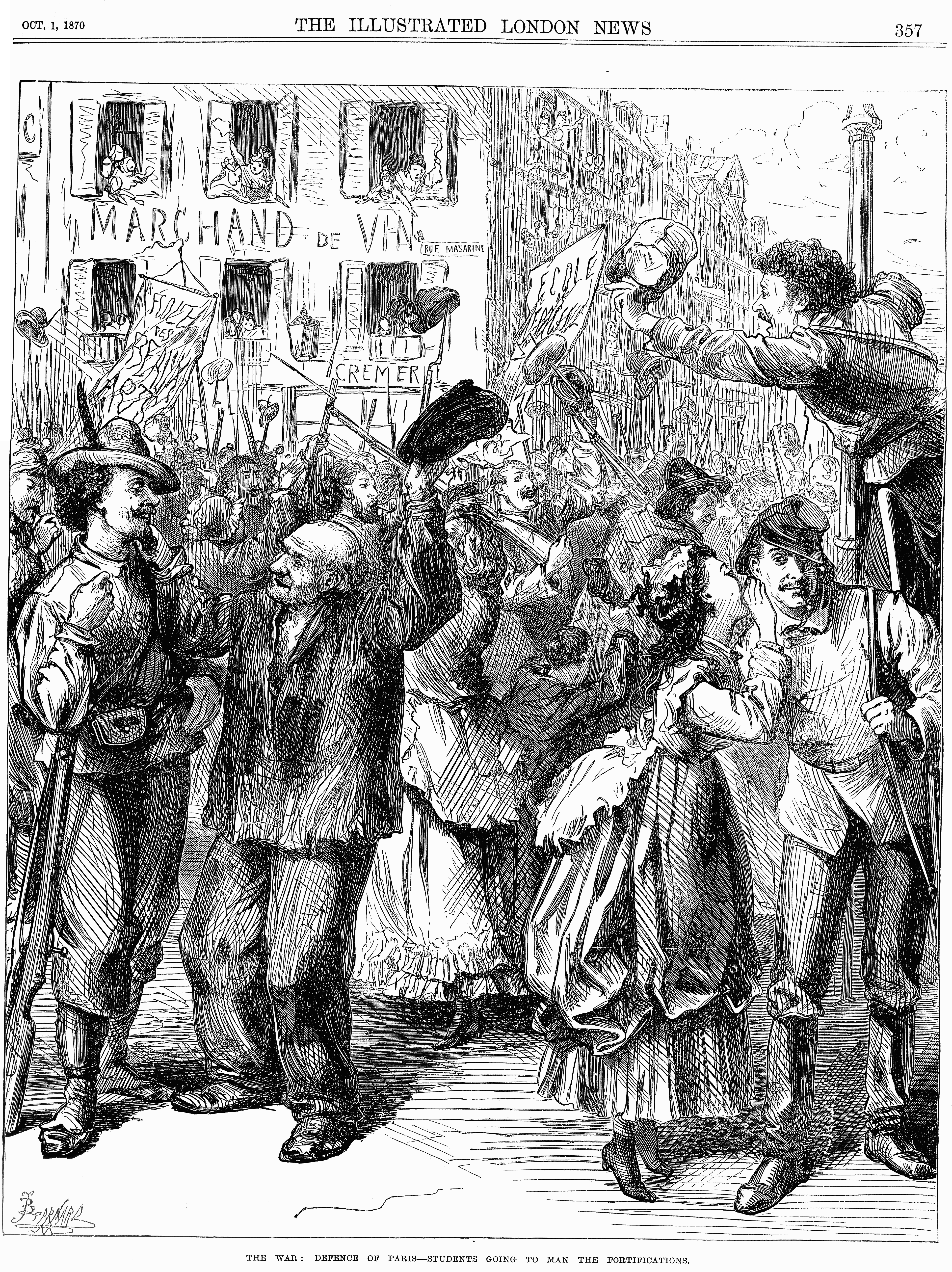
Bức The War: Defence of Paris — Students Going to Man the Barricades, một trong những hình ảnh tiêu biểu của cuộc vây hãm Paris.

Trong khi chính phủ cộng hòa có vẻ cam chịu trả chiến phí hoặc nhượng lại các vùng lãnh thổ thuộc địa ở châu Phi hoặc Đông Nam Á cho Phổ, thì Jules Favre nhân danh Chính phủ Vệ quốc tuyên bố ngày 6 tháng 9 là nước Pháp sẽ không "nhượng một viên đá, một tấc đất lãnh thổ". Bằng được không làm theo những yêu sách tương đối khoan hồng của Thủ tướng Bismarck, Cộng hòa Pháp sau đó tiếp tục chiến tranh, kêu gọi động viên từ khắp các miền lãnh thổ, thề đuổi quân thù khỏi nước Pháp.
Trước tình hình đó, người Đức buộc phải tiếp tục chiến tranh, dù không có bất kỳ lực lượng quân sự nào ở các vùng lân cận để đương đầu với họ. Bản thân Tổng Tham mưu trưởng von Moltke cũng phải bất ngờ khi nước Pháp đã dựng xây những đoàn quân mới để tiếp tục chiến đấu, cho dù các chiến sĩ Đức sẽ nhanh chóng đánh bại hoàn toàn những đội quân này. Vì phần lớn các lực lượng Pháp đang đào hào đắp lũy gần Paris, các chỉ huy Đức quyết định tăng sức ép lên đối phương bằng cách tấn công Paris. Tới tháng 10, quân Đức đã tiến tới ngoại vi Paris, lúc này đã được phòng ngự cẩn mật. Quân Đức bao vây thành phố và thiết lập chướng ngại vật xung quanh, như đã làm với Metz.
Cũng trong tháng 10 năm 1870, Binh đoàn Lê dương Pháp với trang bị yếu kém đã đổ bộ lên Toulon để nghênh chiến với quân Đức. Vốn từ ngày 22 tháng 8 năm 1870, Tiểu đoàn Lê Dương số 5 đã được ký kết thành lập để phục vụ cho nước Pháp trong suốt chiều dài cuộc chiến tranh. Bao gồm có bảy Đại đội (khoảng 1.600 binh lính), Tiểu đoàn này bao gồm dân ngoại quốc sinh sống ở Pháp và có thiện cảm với nước Pháp. Dưới quyền chỉ huy của Victor-Joseph Arago, Tiểu đoàn bao gồm các lính người Áo, Thụy Sĩ, Ba Lan, Ý, Tây Ban Nha và Serbia nhưng rõ ràng là không có người Đức. Tiểu đoàn này bao gồm cả Vương công Karađorđević xứ Serbia, tức Quốc vương Petar I Karađorđević trong tương lai. Ông ta tham gia chỉ huy Trung đoàn Ngoại quốc số 1, dưới bí danh là "Kara". Đồng thời, hai Tiểu đoàn khác bao gồm có 2 nghìn lính Lê dương được tuyển mộ từ các binh lính đã có sẵn ở Sidi-Bel-Abbes.
Tiểu đoàn Lê dương Ngoại quốc số 5 của Pháp được hợp nhất với Binh đoàn Quân đội số 15, với khoảng 2 vạn sĩ tốt, do tướng De Mottery, và chiến đấu ở miền Orléans. Vào giữa tháng 10 năm 1870, họ được triển khai để phòng vệ ngôi làng Arthaney. Quân Đức tiến công mãnh liệt, buộc quân Lê dương Pháp phải bỏ chạy về Orléans. Tại đây, họ phòng ngự ở khu vực Bel-Air-les-Aides. Khi chỉ huy Arago bị tiêu diệt, Tiểu đoàn này phải cuống cuồng tháo chạy về khu vực Bannier. Quân Bộ Binh Đức khuếch trương vây khốn địch đồng thời lực lượng Pháo binh Đức bắn nã dữ dội, khiến Tiểu đoàn Lê dương Ngoại quốc số 5 bị thiệt hại rất nặng nề, mất đến 2/3 quân số của mình. Họ chỉ phần nào phá được vòng vây. Nhiều binh sĩ Lê dương bị giết, bị thương hoặc là bị tóm lấy làm tù binh.
Sau khi thua to trận này, vào ngày 19 tháng 10 năm 1870, tàn binh của Tiểu đoàn Lê dương Ngoại quốc số 5 được hợp nhất với hai Tiểu đoàn Lê dương Ngoại quốc "Algérie" tại Pierrefitte. Các đơn vị hợp lại thành một Trung đoàn Lê dương Ngoại quốc Trách nhiệm (RMLE, Régiment de marche de la Légion étrangère). Họ sáp nhập vào Binh đoàn Loire (tiếng Pháp: Armée de la Loire), bao gồm 6 vạn binh sĩ dưới quyền tướng d'Aurelle de Paladines, và tập kết ở trại binh tại Salbris. Vào ngày 9 tháng 11 năm 1870, tại một địa điểm tên là Coulmiers, cách thành phố Orléans, họ đánh thắng quân Phổ do tướng Von Der Thann chỉ huy và tái chiếm Orléans. Giờ đây, họ mưu đồ kéo quân về cứu trợ cho Paris đang bị bao vây. (dưới đây sẽ nói đến cuộc vây hãm Paris) Hai đạo quân được thiết lập, do tướng Chanzy chỉ huy tại dòng sông Loire ở hướng Nam và tướng Fairdebes ở hướng Bắc kéo rốc về Paris. Tuy nhiên, do sự chỉ huy kém cỏi, thiếu hợp tác giữa quân sĩ, thiếu chuẩn bị và thời tiết xấu (Mùa Đông năm 1870 - 1871 đặc biệt là rất lạnh), người Pháp đã thất bại trong ý đồ cứu thoái thủ đô. Vào ngày 2 tháng 11 năm 1870, tại Loigny, quân Phổ đập cho họ tan tác. Đạo binh Loire bi đát phải tháo chạy về Orléans, và Trung đoàn RMLE được lệnh yểm trợ cho cuộc triệt binh của họ. Vào ngày 4 tháng 12 năm 1870, tại Certotess-Chevilly, quân Lê dương tiến công bằng lưỡi lê mà đánh bật được một Trung đoàn Bayern, khiến cho tướng d'Aurelle de Paladine có thêm thời gian quý giá. Tuy nhiên, cuộc giao tranh kịch liệt này cũng chả thể thay đổi hẳn hòi được tình thế.
Vào ngày 17 tháng 12 năm 1870, nếu ban đầu cuộc chiến Binh đoàn Lê dương Pháp có đến 3600 người, chỉ còn có 1 nghìn người còn sống sót. Phần còn lại đều đã bị quân Đức tiêu diệt, làm tàn phế, đau ốm, bắt làm tù binh, hoặc là bị mất tích, không thể tham chiến được nữa. Lập tức, Binh đoàn Lê dương được chi viện bởi 2 nghìn quân Bộ binh tình nguyện từ Bretagne. Vào ngày 7 tháng 1 năm 1871, một Trung đoàn Lê dương "Ngoại quốc" (trong đó chỉ có 1/3 lính là người ngoại quốc) được chở trên xe lửa từ Vierzon tới Montbéliard gần Besançon ở dãy núi Jura, gần sát biên giới Thụy Sĩ, để gia nhập Binh đoàn phía Đông (Armée de l'Est) của tướng Bourbaki. Cuộc hành trình này lâu dài và vất vả, trong đó các binh lính Lê dương mang theo chút ít thức ăn, tiện nghi thì không thuận lợi và lạnh giá khủng khiếp. Tình hình dân chúng Pháp thì đã hoảng loạn rồi, mà Binh đoàn Lê dương cũng hoàn toàn hỗn loạn và nhốn nháo.
Trung đoàn Ngoại quốc/Bretagne này được sáp nhập vào Trung đoàn Bộ binh số 39 (Régiment de ligne) như một phần của đạo quân dưới quyền Bourbaki (bao gồm 85 nghìn binh sĩ), và được triển khai tại đồi Sainte-Suzanne, nằm ở hướng Tây Montbéliard. Quân Lê dương bất chấp gió lớn, bão tuyết và làn đạn khốc liệt của quân Đức, đã đánh chiếm được cái đồi đóng băng này. Tướng Peytavin phải khâm phục và tuyên bố: "Chính Trung đoàn Ngoại quốc đã hoàn tất trách nhiệm của cả Sư đoàn". Tuy nhiên, chiến thắng này chỉ là nhất thời và vô nghĩa mà thôi. Các chiến sĩ Phổ giữ vững được phòng tuyến và họ thừa thế phản công. Quân của Bourbaki, vốn kém vũ trang và chỉ đạo, bị đánh bại tan tác, và phải tháo chạy qua biên giới mà tới nước Thụy Sĩ trung lập, ở nơi đây họ bị giải ngũ một cách kém vinh quang vào ngày 1 tháng 2 năm 1871. Trận thua tại đồi Sainte-Suzanne là trận đánh cuối cùng của Binh đoàn Lê dương Pháp. Do thiếu lương thực và tiếp tế, Trung đoàn Bộ binh số 39 cùng với Trung đoàn Lê dương Ngoại quốc, trong hoảng loạn trầm trọng, phải tháo chạy về thành phố Besançon.
Khi chiến tranh nổ ra, đại bộ phận dư luận châu Âu ủng hộ người Đức. Ví dụ như rất nhiều người Ý định đăng ký tình nguyện chiến đấu cho Đức tại sứ quán Phổ ở Florence, và một nhà ngoại giao Phổ tới gặp mặt Giuseppe Garibaldi ở Caprera. Tuy nhiên đòi hỏi của Bismarck về vùng Alsace làm dư luận Ý thay đổi đột ngột, mà ví dụ cụ thể nhất là phản ứng của Garibaldi ngay sau khi cuộc cách mạng nổ ra ở Paris: ông nói với tờ Movimento tại Genoa ngày 7 tháng 9 năm 1870 là "Hôm trước tôi tuyên bố: đánh lại Bonaparte tới hơi thở cuối cùng. Hôm nay tôi nói: bằng mọi cách phải cứu nguy cho nền Cộng hòa Pháp". Tiếp đó, Garibaldi đến Tours, thủ đô tạm thời của nước Pháp khi Paris đang bị vây hãm, và nắm quyền chỉ huy Binh đoàn Vosges (Armée des Vosges), một đạo quân bao gồm quân tình nguyện. Báo chí cấp tiến Pháp (nhất là Le Siècle) tôn vinh Garibaldi là vị anh hùng giải phóng của nhân dân bị áp bức, và coi ông là công dân thế giới chứ không phải chỉ mỗi nước Ý. Chiến dịch của Garibaldi tại miền Đông Pháp đã thất bại. Dù con ông là Ricciotti giành chiến thắng nhỏ nhoi trước quân Đức tại Châtillon-sur-Seine, nhưng Garibaldi khi gửi một đạo quân đến giúp thị dân Dijon chống lại cuộc chiếm đóng của quân Đức thì dân chúng Dijon đã đầu hàng, khiến cho quân ông phải thoái lui. Garibaldi cũng liên tiếp không thành trong việc cướp lại Dijon từ tay quân Đức. Chỉ vào cuối tháng 12 năm 1870, khi người Đức rời bỏ Dijon thì Garibaldi mới bắt đầu kéo quân về đó.
Trong ngày 21 tháng 1 năm 1871, tướng Đức là von Kettler, với 4 nghìn chiến sĩ và 12 khẩu đại pháo trong đội quân của tướng Edwin von Manteuffel, đã phản công mãnh liệt vào Dijon, ông nhử cho cả đội quân của Garibaldi đều triển khai trong khi quân chính quy Đức thì hành binh về hướng Đông thành phố này, đến sông Saône và sông Daubs. Garibaldi kết hợp với lực lượng vũ trang địa phương của Pháp thì có đến 5 vạn binh sĩ, nhưng chỉ một số ít binh lính trong số đó được vũ trang và có thể chiến đấu, không những thế Garibaldi bị bệnh gút nên phải ngồi trên xe ngựa mà chỉ huy. Quân của Garibaldi kháng cự dữ dội, do đó von Kettler phải lui quân. Hai ngày sau, ông lại tổ chức tiến công nhưng cũng không thành công. Thấy một mớ thi hài liệt sĩ Đức tại đó, Garibaldi lấy một quân kỳ của quân Đức và gửi chiến lợi phẩm này về Bordeaux. Tuy nhiên, các chiến sĩ Đức của Manteuffel đã kéo được đến sông Doubs. Do đó, kế hoạch của ông đã thắng lợi, làm thất bại việc chặn đứng của Garibaldi đối với cuộc tiến công của ông. Và rồi, vào ngày 31 tháng 1 năm 1871, quân Đức tiếp tục tổ chức công kích Dijon. Garibaldi thất bại và đêm ngày hôm ấy ông cho rút quân, và bản thân ông cũng lập doanh trại khác tại Chagny. Quân Đức thừa thắng đoạt lấy Dijon vào sáng ngày 1 tháng 2 năm 1871. Garibaldi cũng hoàn toàn từ bỏ Dijon khi thỏa ước giữa hai phe được ký kết.
Trong suốt năm tháng chiến tranh sau đại bại của quân Pháp tại Sedan, miền Đông nước Pháp bị tàn phá rất nặng nề.

### Cuộc vây hãm Paris

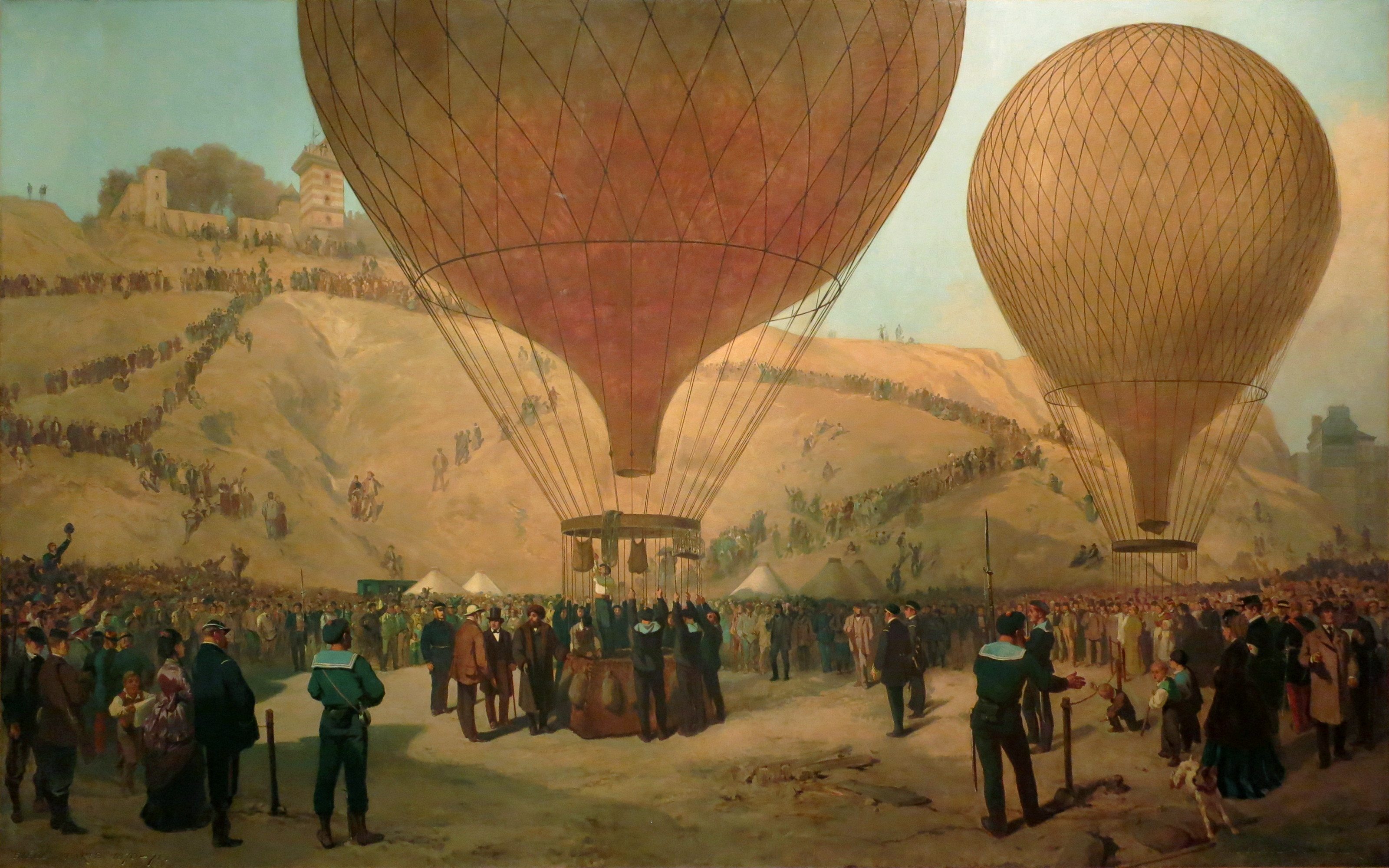
Gambetta dùng khinh khí cầu bay đến miền Đông Nam nước Pháp, họa phẩm của Jules Didier và Jacques Guiaud.

Cuộc vây hãm Paris (19 tháng 9 năm 1870 – 28 tháng 1 năm 1871) dẫn tới thất bại cuối cùng của Quân đội Pháp trong cuộc chiến tranh Pháp-Phổ. Bất chấp những nỗ lực anh dũng của Chính phủ Vệ quốc Pháp mà đứng đầu là Thiers và Gambetta, quân Đức trên đà thắng lợi đã phát động cuộc công kích này. Song, dân chúng Pháp khi ấy vẫn còn cả tin vào cái huyền thoại trận Valmy hồi năm 1792 nên cho rằng một nỗ lực toàn dân sẽ cứu vãn nước Pháp, đẩy lùi quân Đức khỏi thủ đô Paris. Từ ngày 19 tháng 9 năm 1870, Binh đoàn số 3 của Phổ và Binh đoàn sông Mass đã tiến đến cổng thành Paris. Tướng Jules Trochu tổ chức phòng vệ, với quân số đông đảo.
Lúc bấy giờ tướng Mỹ Philip Sheridan - trở nên nổi tiếng với Chiến dịch Thung lũng Shenendoah vào năm 1864 trong cuộc Nội chiến Hoa Kỳ, đến làm quan sát viên của lực lượng Quân đội Phổ. Vốn đã khét tiếng với chiến tranh "tiêu thổ" của mình, ông khuyên Thủ tướng Bismarck nên thực hiện lối đánh này nhằm tận diệt quân Pháp. Tuy nhiên, Moltke phản đối kịch liệt. Vào ngày 7 tháng 10 năm 1870, dù chiến sự vẫn chưa chấm dứt, ông bình tĩnh tuyên bố rằng cuộc chiến thực sự đã kết thúc, và do đó ông không cần phải tiến hành một chiến dịch nào lớn hơn. Thực chất, ông chỉ muốn cho hai đạo quân Đức đánh vào thành phố, rồi chỉ cắt tiếp tế lương thực để cho thị dân Paris chóng đói, xin hàng. Vào ngày 23 tháng 9 năm 1871, Paris hoàn toàn bị vây hãm. Lúc bấy giờ, người Pháp chỉ còn có cách là dùng khinh khí cầu. Vào ngày 5 tháng 10 năm ấy, Bismarck và Bộ Tổng Tham mưu dời về cung điện Versailles. Trong khi ấy, vào ngày 7 tháng 10 năm 1870 Gambetta dùng khinh khí cầu bay gần đến nước Bỉ, và tới được miền Đông Nam nước Pháp để tìm kiếm lương thực. Trong suốt ba tháng 11, 12 và 1, Gambetta có những ba lần tìm cách phá vòng vây. Tất cả các đợt chống trả này đều bị quân Đức đánh tan tác.
Đối đầu với cuộc phong tỏa Paris của quân Đức, tân chính phủ Pháp hạ lệnh thành lập mấy đạo quân lớn tại các tỉnh của Pháp. Các đoàn quân này sau đó sẽ tiến về Paris và tấn công quân Đức đồng loạt từ nhiều hướng. Thêm vào đó, dân chúng Pháp cũng vũ trang và thành lập các đội du kích, gọi là - Francs-tireurs - để tấn công đường tiếp tế của quân Đức. Do đó, người Đức cần phải có thêm 25 vạn binh sĩ nữa. Gambetta lúc bấy giờ vẫn còn hy vọng do Bazaine tuy thất thế tại Metz nhưng vẫn còn kìm chân được quân Đức. Những biến chuyển đó khiến cho công luận Đức lên tiếng đòi pháo kích Paris. Tướng Leonhard Graf von Blumenthal, người chỉ huy cuộc vây hãm, không đồng ý cho pháo kích vì lý do nhân đạo. Ông nhận được sự ủng hộ từ một số chỉ huy cao cấp khác như Thái tử Phổ và tướng Moltke. Những vị này đều có vợ là người Anh, nên họ bị coi là chịu sự chi phối của tư tưởng tự do Anh. Song, chiến bại tại Metz và sự đầu hàng của Bazaine đã làm tiêu tan hy vọng của Gambetta. Giờ đây, ông ta chỉ còn cách đạo luyện các đạo quân Pháp ở các tỉnh miền Nam. Do nghĩ rằng Paris sẽ khó thể cầm cự được nữa, Gambetta liền tung luôn các đội quân này vào trận địa. Giao chiến kịch liệt từ ngày 2 cho đến ngày 4 tháng 12 năm 1870, quân Đức chiến thắng, Gambetta rút về Bordeaux. Trong khi ấy, thị dân Paris vừa đói khát, lạnh lẽo mà còn hứng chịu bệnh dịch, đến mức nghiêm trọng.

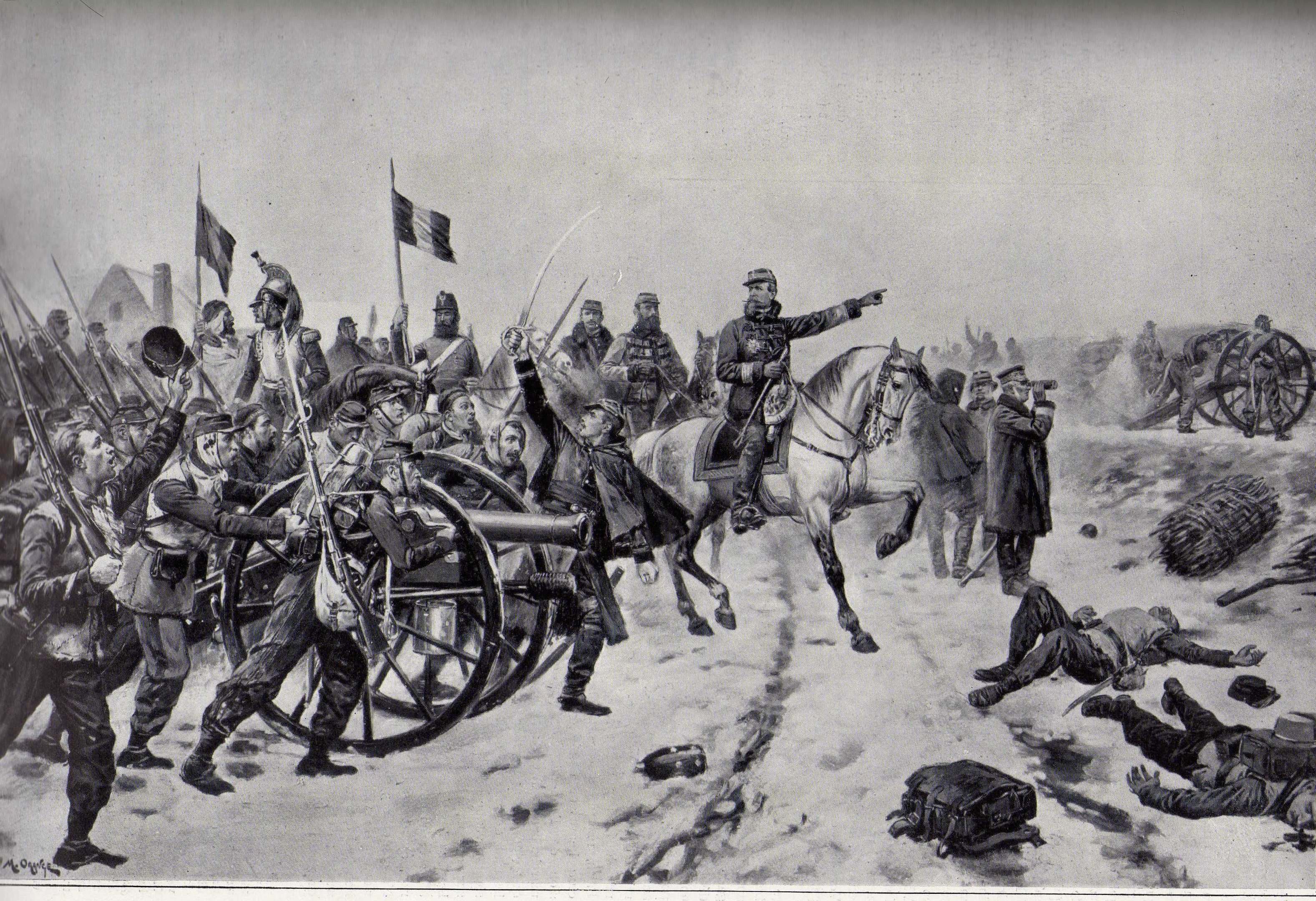
Quân Pháp trong trận thua ở Le Mans.

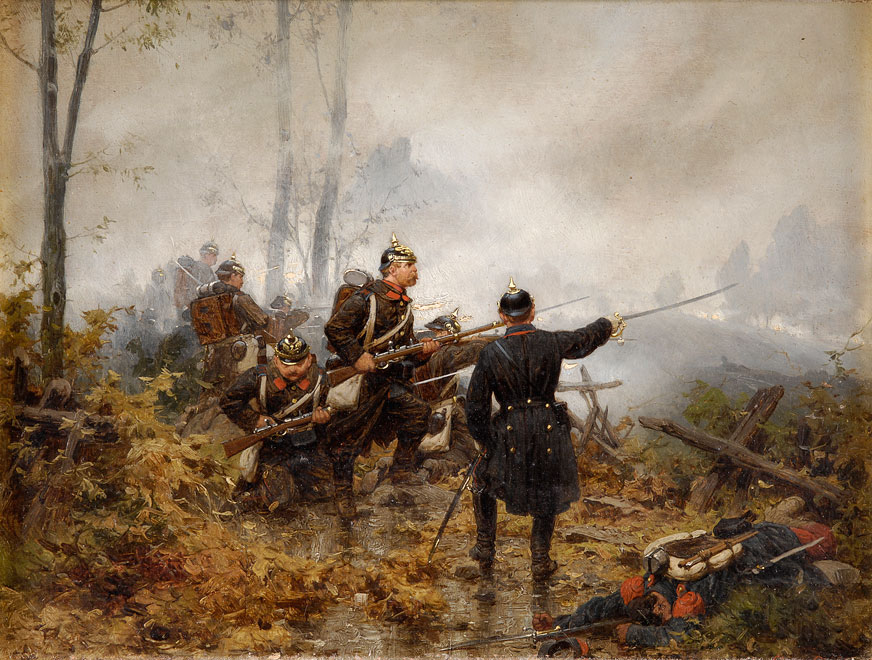
Những người lính Đức thuộc Trung đoàn Bộ Binh số 17 của Westfalen, trong trận thắng tại Le Mans.

Vào ngày 12 tháng 1 năm 1871, đạo quân Pháp của tướng Anthoine Chanzy bị quân Phổ đập cho tơi tả trong trận Le Mans. Quân đội Phổ tóm gọn được đến 1 vạn tù binh Pháp, trong khi đạo quân của Chanzy bị tiêu diệt hoàn toàn. Chiến bại bi đát này đã xoá tan mọi cơ hội giải nguy cho Paris của Pháp. Jules Favre bắt đầu nhận thấy Paris khó thể đứng vững, và, bắt đầu nêu ra tư tưởng đầu hàng, gây mất lòng nhiều người. Sau chiến bại nặng nề tại Le Mans, Chanzy kể rằng có đến 7 vạn binh lính Pháp đã đào ngũ - tương đương với quân số của đoàn quân Phổ đại thắng trận Le Mans. Quân Pháp đã suy sụp trước sức mạnh uy chấn của các đoàn quân Đức của Von Moltke. Trong khi ấy, dân chúng Paris chịu biết bao nhiêu là đau khổ trong cuộc vây hãm của quân Đức. Vào ngày 18 tháng 1 năm 1871, giữa lúc dân tộc Đức đã cầm chắc chiến thắng trong tay, Đế quốc Đức được tuyên bố thành lập tại cung điện Versailles. Đây là một sự kiện có tầm quan trọng quyết định cho tương lai. Vốn việc đàm phán giữa nước Phổ và các quốc gia miền Nam Đức đã diễn ra ngay sau chiến thắng vang dội tại Sedan, và các Hiệp định thừa nhận sự nhất thống của nước Đức đã được ký kết vào tháng 11 và tháng 12 năm trước; và khi đó, đại biểu của Reichstag miền Bắc Đức đã thỉnh tấu vua Phổ chấp nhận nền Đế chế. Với một nước Đức nhất thống, các xứ Bayern và Württemberg giữ được đặc quyền về quân đội (trong thời bình) và nhiều đặc quyền khác. Các Vương công người Đức đều tham dự buổi lễ này. Buổi lễ ấy là một sự lăng nhục rất lớn của nước Đức đối với kẻ thù của mình: khi xưa, vua Louis XIV đã cho gầy dựng cung điện nguy nga này để nói lên sự thịnh vượng của Pháp thời đó. Do đó, lễ thiết lập Đế quốc Đức nói lên rằng Pháp đã bị Đức hạ gục, và giờ đây mở ra thời đại bá quyền của người Đức. Nói như Hitler, nền "Đệ Nhị Đế chế Đức" đã được Đức hoàng Wilehlm II thành lập do chiến thắng của nước Phổ trong chiến tranh. Đây là một nỗi nhục ghê gớm của nước Pháp thất trận. Trong khi Wilhelm I lên ngôi Hoàng đế của một nước Đức thống nhất giữa những lời tung hô "Hoàng đế Bệ hạ Wilhelm I vạn tuế", đây chính là thắng lợi vĩ đại nhất của Bismarck. Tại buổi lễ thiết lập Đế quốc Đức có sự tham gia của viên Sĩ quan Paul von Hindenburg - vốn đã chiến đấu xuất sắc trong cuộc Chiến tranh Áo - Phổ và sau này sẽ còn là một trong những vị Thống chế xuất sắc của Quân đội Đế quốc Đức.
Đến đây, vị thủ tướng đại tài Otto von Bismarck, sau một loạt cuộc chinh chiến của nền quân phiệt Phổ, đã đạt được chiến quả hiển hách là nhất thống được cả dân tộc Đức sau hàng thế kỷ bị chia cắt. Riêng Quốc vương Ludwig II của Bayern thì im hơi lặng tiếng với sự nhất thống nước Đức. Ngay cả Wilhelm I ban đầu cũng coi vương hiệu "Quốc vương nước Phổ" (König von Preußen) trang trọng hơn Đế hiệu, tuy nhiên sau ông đã đổi ý. Theo tính toán của Bismarck trước lễ đăng ngôi, Wilhelm I sẽ là "Hoàng đế của người Đức" (Deutscher Kaiser) chứ không phải là "Hoàng đế nước Đức" (Kaiser Deutschlands), để nước Phổ dễ bề thôn tính hoàn toàn các quốc gia khác của người Đức. Trong lễ đăng quang, vị tân Hoàng đế Wilhelm I có lời hiệu triệu đáng nhớ: "Chúng ta chấp nhận chính thể Đế quốc, hy vọng rằng nhân dân Đức sẽ được lãnh phần thưởng cho cuộc chiến đấu đầy nhiệt huyết và không ngừng nghỉ của mình trong một nền thái bình lâu dài"... Bismarck cũng viết thư thỉnh cầu quốc vương Ludwig II của Bayern thừa nhận ngôi Hoàng đế của Wilhelm I, và Ludwig II đã chấp nhận. Đổi lại, có lẽ Bismarck phải "cống" cho Ludwig II một khoản tiền lớn để nhà vua sửa sang nền tài chính của vương quốc. Ngoài ra, Bismarck cũng cương quyết tổ chức cuộc hành binh xuống điện Élysées tại thủ đô Paris nhằm công kích, lăng nhục kẻ thù bại trận. Sau khi Đế quốc Đức ra đời, người Đức vốn đã chiến thắng không phải chiến đấu thêm gì nhiều nữa. Họ để yên cho quân đội Chính phủ Pháp đàn áp phong trào Công xã Paris.

### Ngừng chiến
Vào ngày 26 tháng 1 năm 1871, trước đà thắng lợi của Quân đội Đức, thành phố Paris tiến hành đàm phán. Sự cắt tiếp tế lương thực Paris của quân Đức đã mang lại chiến quả cho họ. Sự đàm phán ban đầu này đã khiến cho 3 vạn chiến sĩ Đức được dự định là sẽ chiếm đóng Paris trên danh nghĩa, rút binh. Ngày 28 tháng 1 năm 1871, Chính phủ Vệ quốc tại Paris đàm phán ngừng bắn với nước Phổ. Paris thất thủ, nước Pháp đã đầu hàng Đế quốc Đức. Sau chiến thắng lừng lẫy, Đức hoàng Wilhelm I giao cho Bismarck đại quyền để tiến hành đàm phán với Bộ trưởng Bộ Ngoại giao Pháp Jules Favre, mà không có sự can thiệp nào từ giới quân sự. Thực chất Moltke có ý định triệt tiêu hoàn toàn sức mạnh của Pháp và hoãn lại việc thiết lập hòa bình, nhưng Bismarck đã thắng thế. Với tình hình lương thực cạn kiệt tại Paris, và các đạo quân địa phương của Gambetta thua hết trận này đến trận khác, Jules Favre đến Versailles ngày 24 tháng 1 để đàm phán hòa bình với Bismarck.
Bismarck đồng ý chấm dứt cuộc phong tỏa và cho phép các đoàn xe chở lương thực tiến vào Paris ngay tức khắc (bao gồm cả các chuyến xe chở hàng triệu khẩu phần quân đội Phổ), với điều kiện là Chính phủ Vệ quốc giao nộp các pháo đài trọng yếu ở ngoại vi Paris cho quân Phổ. Không có các pháo đài này, Quân đội Pháp không thể tiếp tục phòng giữ Paris. Mặc dù dư luận Paris chống lại mạnh mẽ bất kỳ một sự đầu hàng hay thỏa hiệp nào với quân Phổ, Chính phủ Pháp nhận thấy là họ không thể tiếp tục cầm cự lâu hơn nữa, và các đạo quân địa phương của Gambetta có lẽ sẽ không bao giờ có thể phá vây được cho Paris. Tổng thống Jules Trochu từ chức ngày 25 tháng 1 và được thay thế bởi Jules Favre, người ký kết biên bản đầu hàng hai ngày sau tại Versailles, với lệnh ngưng bắn đi vào hiệu lực nửa đêm hôm đó. Một số nguồn kể lại trên chuyến xe chở ông về Paris, Favre òa lên khóc và đổ vào vòng tay con gái mình khi tiếng súng quanh Paris trở nên câm lặng vào lúc nửa đêm.
Tại Tours, Gambetta nhận được tin từ Paris ngày 30 tháng 1 rằng Chính phủ đã đầu hàng. Giận điên lên, ông từ chối đầu hàng và hạ lệnh ngay tức khắc tấn công vào các đơn vị quân Phổ tại Orléans, và dễ đoán được là cuộc tấn công thất bại. Một phái đoàn ngoại giao từ Paris đến Tours bằng tàu hỏa ngày 5 tháng 2 để đàm phán với Gambetta, rồi đến ngày hôm sau Gambetta từ bỏ chức vụ và quyền chỉ huy các đạo quân địa phương cho Chính phủ Vệ quốc, để rồi Chính phủ nhanh chóng ban bố lệnh ngừng bắn trên toàn nước Pháp.
Giờ đây Pháp đã chiến bại và đầu hàng, và nước Đức phải đặt ra khoản chiến phí mà kẻ địch phải bồi thường cho mình. Thoạt đầu, vào ngày 8 tháng 2 năm 1871, Bộ Ngoại giao Phổ đề nghị Pháp phải nộp 1 tỷ thaler (tương đương với 3 tỷ quan Pháp) làm chiến phí, trong đó 95% chiến phí này được dùng để ban thưởng cho các chiến sĩ có công trong lực lượng Quân đội Đức. Trong ngày hôm ấy, lực lượng Quân đội Đức trên đà chiến thắng đã chiếm lĩnh hầu hết nước Pháp. Hiệp định Frankfurt được ký ngày 10 tháng 5, đánh dấu sự kết thúc chiến tranh Pháp-Phổ. Nếu như Bismarck hoàn toàn đặt ra điều khoản thì Pháp sẽ chịu nhiều điều khoản đau đớn nhưng không phải ô nhục, tổn thương đến lòng tự hào dân tộc của mình, cũng giống như nước Áo thất trận hồi năm 1866. Ông chỉ cần sáp nhập vùng Alsace và bắt Pháp đóng một khoản chiến phí thôi là đủ. Tuy nhiên, trong lần này ông đã phải nghe theo toàn quân Đức, và nước Đức áp đặt nhiều điều khoản khắt khe lên kẻ thù chiến bại của mình. Theo Hiệp định đó, không những Pháp bị mất hai vùng Alsace và Lorraine giàu tài nguyên mà còn phải nộp 5 tỷ quan chiến phí. Vốn tỉnh Alsace để bị Pháp lấy từ tay Đế quốc La Mã Thần thánh (cũ) theo Hòa ước Westfalen hồi năm 1648, và tỉnh Lorraine cũng đã bị Pháp lấy đi hồi năm 1766, nước Đức đã "giành lại được" hai tỉnh ấy. Do đó, trong các điều khoản của Hòa ước thì sự cắt hai tỉnh Alsace và Lorraine của Pháp là quan trọng hơn cả. Bộ máy cai trị Phổ được đặt ra ngay tại hai tỉnh ấy, chứ Triều đình Đức không hề tham khảo ý kiến của dân chúng tỉnh này.

## Kết quả cuộc chiến
| “            | Sự hình thành của Đế quốc Đức mới là một trong những vị ngọt của cuộc Chiến tranh Pháp - Phổ năm 1870 - 71 - cuộc chiến đầu tiên trong loạt chiến mà một số người sẽ coi là ba cuộc Chiến tranh Pháp - Đức thực chất là rộng khắp châu Âu suốt từ hồi ấy cho đến năm 1945. | ” |
| — Max Beloff | |   |

| “                      | Từ đây đã rõ là sự tinh nhuệ của quân Phổ tỏ ra vĩ đại hơn hẳn quân Pháp tồi tàn. Moltke soạn thảo chiến lược, do ba đạo binh Đức thi hành... có một loạt các trận đánh... quân Phổ gần như liên tiếp chiến thắng. | ” |
| — Tác giả Marshal Dill | |   |

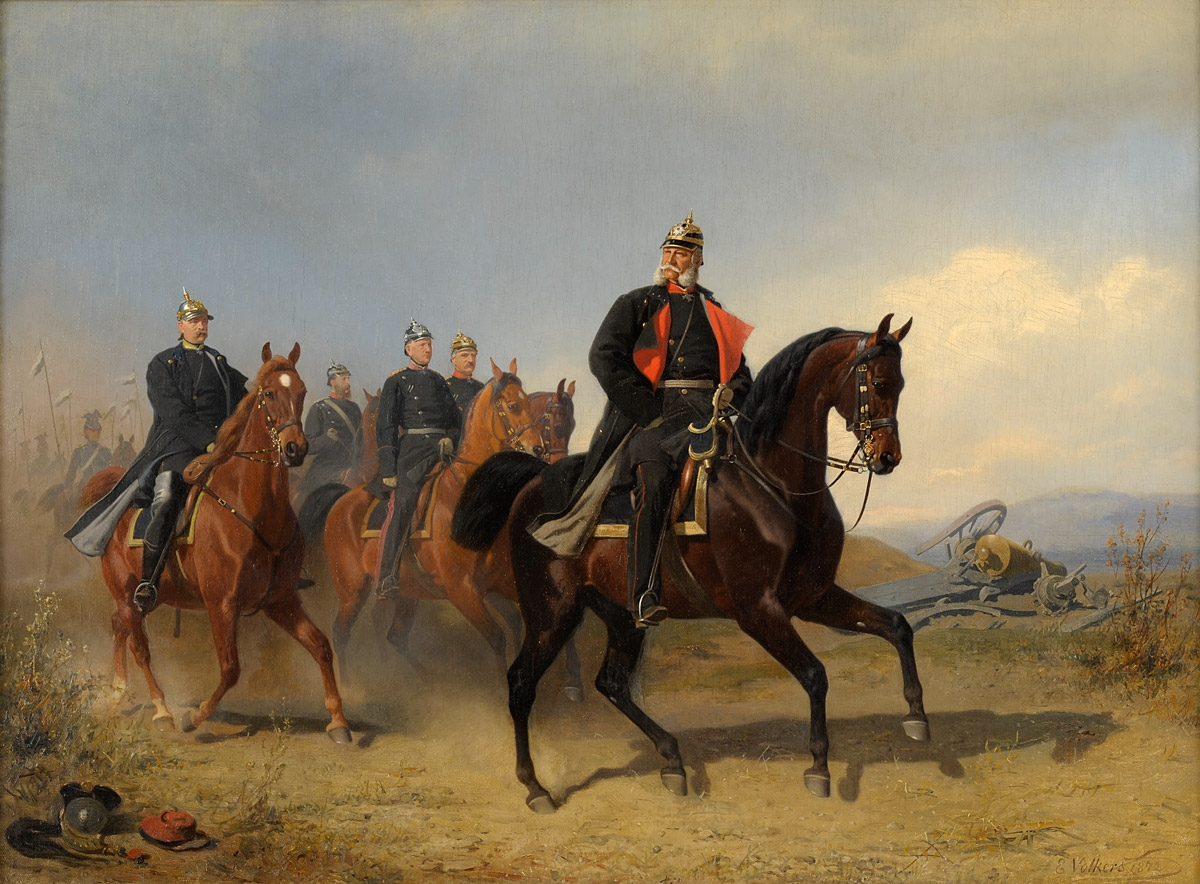
Hoàng đế Wilhelm I, cùng Thủ tướng Bismarck, Đại tướng Moltke, và Đại tướng Roon, họa phẩm của Emil Volkers.

Cuộc Chiến tranh Pháp - Phổ (1870 - 1871) trở thành một bước ngoặt trong lịch sử thế kỷ XIX. Cuộc chiến ấy trở thành cuộc chiến tranh lớn nhất, và cũng quan trọng nhất của châu Âu, sau khi những cuộc chiến tranh của Napoléon chấm dứt và trước khi cuộc Đại chiến thế giới lần thứ nhất bùng nổ. Cùng với các cuộc Chiến tranh thế giới thứ nhất và Chiến tranh thế giới thứ hai, Chiến tranh Pháp - Phổ trở thành một trong ba cuộc chiến tranh đế quốc do Đế quốc Đức phát động. Ba cuộc chiến tranh này, đều mở đầu với cuộc tấn công của quân Đức vào đất Pháp, thể hiện đúng theo điều nhà chiến lược đại tài Karl von Clausewitz đã trông thấy trước. Như thế là, nước Đức trở thành một "kẻ thù truyền kiếp" của Pháp, cho dầu thực chất là mối thù Pháp - Đức đã có mầm mống từ lâu. Đây là một mối thù nhằm tranh giành quyền bá chủ vùng Tây Âu giữa hai dân tộc Đức và Pháp. Cuộc chiến tranh này - với nước Đức chinh phạt và áp đảo Pháp - là cuộc chiến cuối cùng giữa một nước Đức nhất thống và một Đế chế Pháp, đồng thời là cuộc chiến đầu tiên trong số ba cuộc Chiến tranh Pháp - Đức khốc liệt trong suốt 70 năm trời. Sau đại thắng quang vinh trong cuộc Chiến tranh Pháp - Đức lần thứ nhất, người Đức sẽ còn tiếp tục đánh cho Pháp gần như đại bại vào năm 1914 trong cuộc Chiến tranh thế giới thứ nhất và tận diệt nước Pháp vào năm 1940 trong cuộc Chiến tranh thế giới thứ hai, buộc Pháp phải lệ thuộc càng nhiều hơn vào các liệt cường khác. Nếu sự sụp đổ của Pháp trước cuộc tấn công của Đức Quốc xã vào năm 1940 đưa quá trình suy vong của Pháp lên đến đỉnh điểm, thì chiến thắng oanh liệt của Đế quốc Đức trong cuộc chiến năm 1870 - 1871 này đã mở ra quá trình ấy. Đây là một đòn giáng sấm sét, dữ dội, lăng nhục một dân tộc mang nặng tư tưởng bá đạo về quân sự và văn hóa, làm tiêu tan hoàn toàn ký ức đẹp đẽ của đoàn quân hùng mạnh của Napoléon III về những trận thắng người Ả Rập, người Áo, người Mexico trong các cuộc chiến trước đó. Kể từ lúc này, Pháp chỉ dám giữ thế phòng thủ trong quan hệ quốc tế - tuyệt đối không bao giờ thay đổi. Cho dù một hệ quả lâu dài của cuộc chiến là đưa Pháp trở thành nền Cộng hòa lâu dài và bền bỉ nhất châu Âu, Pháp sau thảm bại không bao giờ là Bá chủ của châu Âu nữa. Vốn ngay từ trước khi cuộc Chiến tranh Pháp - Đức năm 1870 - 1871 nổ ra, Hoàng đế Napoléon III đã hoàn toàn thất bại trong chính sách của ông ta là chống đối Áo và liên minh với các tiểu quốc ở Tây Đức để kìm hãm sự nhất thống của nước Đức. Nước Pháp không thể ngờ rằng nước Áo bị thua trận trong cuộc Chiến tranh Áo - Phổ năm 1866, do đó không thể trở tay được. Charles de Gaulle có ghi nhận:
| “                   | Bằng biết bao nhiêu là máu và nước mắt chúng ta đã phải trả giá cho sự sai lệch của nền Đệ Nhị Đế chế là cứ để cho trận Sadowa diễn ra mà không kéo Binh đoàn sông Rhin đến. | ” |
| — Charles de Gaulle | |   |

Chỉ hai năm sau khi Bismarck rút lui khỏi chính trường, vào năm 1892, ông tuyên bố rằng cuộc chiến này là "chính nghĩa":
| “                   | Nếu không đánh bại nước Pháp, chúng ta sẽ không thể hình thành một Đế quốc Đức nằm giữa Âu châu với sự cường thịnh mà chúng ta đang nắm giữ. | ” |
| — Otto von Bismarck | |   |

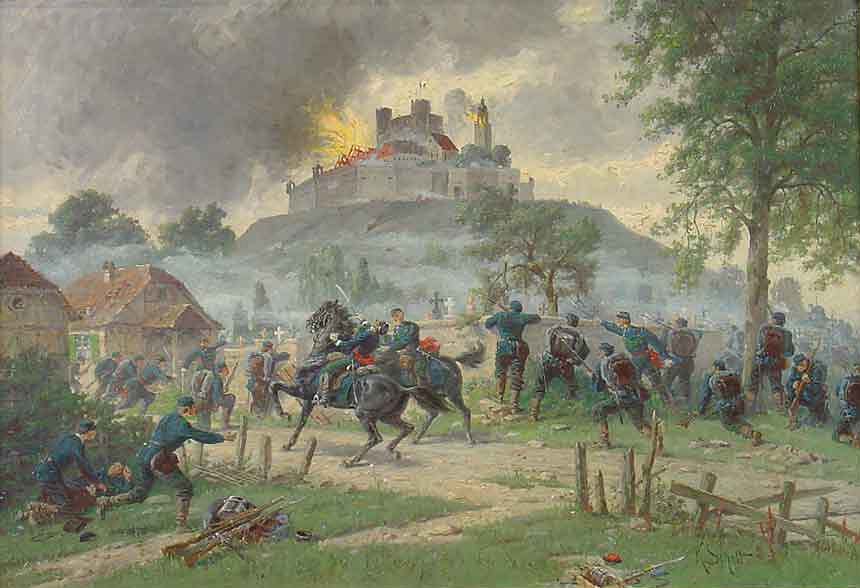
Cảnh một trận giao chiến.

Với cuộc chiến này, chế độ quân chủ Pháp đã đến hồi vĩnh viễn diệt vong. Tuy trong chiến dịch ngắn năm 1870 cả hai đoàn quân đều có tinh thần hy sinh và quả cảm, đều tràn ngập lòng yêu nước nồng nàn, nhưng nước Pháp chiến bại bởi lẽ các chỉ huy cấp cao thiếu quyết đoán, không thể tập trung binh lực, những viên thống soái và các binh đoàn là ganh ghét nhau, trong khi các phương tiện vận tải và tiếp tế thì hoat động rất tồi tệ. Như trong trận vây hãm Paris vào năm 1871, người Pháp đã phòng vệ quyết liệt, tuy nhiên đội quân của Gambetta đã đại bại do được trang bị và huấn luyện kém cỏi, do đó Pháp không hề có một cơ hội nào để mà thay đổi tình tế bi đát của mình. Ngược lại, nước Phổ, đã tổng động viên nhanh chóng và hiệu quả, có hệ thống đường ray xe lửa chuẩn mực và tinh thần đoàn kết chặt chẽ ở mọi cấp, luôn sẵn sàng chiến đấu táo bạo. Nhà chiến lược tài tình Moltke chính là kiến trúc sư trưởng của chiến thắng, với đường lối chiến lược đúng đắn của ông, với thái độ sáng suốt luôn công nhận cơ hội của nước Đức để thắng lợi. Ông đã bày binh bố trận hết sức chuẩn mực: ông cho lực lượng Pháo binh kìm chân quân Pháp trực diện, sau đó xua đại quân đánh thốc vào sườn địch và áp đảo địch quân: hơn hết cả, quân Phổ đã hủy diệt được quân Pháp nhờ có hỏa lực khủng khiếp và sự bố trí đúng đắn của quân Pháo binh từ bên kia dãy súng Chassepot của Pháp. Điều này đã chứng nhận hoàn toàn tài nghệ chiến lược tuyệt đỉnh của Moltke, vốn đã biểu hiện trong cuộc Chiến tranh Áo - Phổ trước đó, và làm áp đảo hoàn toàn lợi thế của Pháp về súng Chassepot. Đại thắng của ông trong trận chiến Sedan là một thành tựu vĩ đại của kế hoạch vây bọc để hủy diệt đoàn quân địch của ông, cho dầu tính táo bạo của kế hoạch này hãy còn thua kế hoạch của Thống chế lừng danh Erich von Manstein trong trận thắng lần thứ hai ở Sedan vào năm 1940. Với các thắng lợi của Moltke, ông trở thành người học trò xuất sắc của nhà lý luận quân sự Phổ vĩ đại Karl von Clausewitz. Công tích mang tính chiến lược huy hoàng của ông - là chiến thắng uy dũng của nước Đức trong cuộc Chiến tranh Pháp - Đức này, đã thể hiện khả năng của ông biết tận dụng lợi thế đã đánh bại kẻ địch. Ban đầu ông triển khai đường ray xe lửa cho Binh đoàn số 2 nhằm bảo vệ vùng sông Rhine, thế mà cuộc binh lửa đã chuyển thành một cuộc tấn công của người Đức vào đất Pháp. Với chiến thắng của ông trong cuộc Chiến tranh Pháp - Đức năm 1870 - 1871, những sáng tạo đầy giá trị của ông được áp dụng cho các quân đội ở châu Âu vào thế kỷ XX. Thời đấy, nước Phổ có hệ thống hỏa xa lớn thứ tư trên khắp thế giới trong khi hệ thống hỏa xa của Pháp thì lớn thứ năm, và cũng nhờ nền giáo dục quân sự rất tốt mà họ đã chiến thắng cả cuộc chiến. Ngay cả những đạo quân Nam Đức cũng chiến đấu hiệu quả, dù họ đã từng chống lại sự truyền bá của tổ chức và các phương pháp quân sự Phổ. Giờ đây, họ đã nuôi dưỡng cách nhìn nhận rằng cuộc chiến tranh này là một cuộc Thập Tự chinh , chống lại Pháp - "kẻ thù truyền kiếp" của họ, đã từng xâm lược que hương của họ. Cứ đạt được liên tiếp những chiến thắng, lại có được đồng minh tốt như thế, sĩ khí, quân thanh của Phổ dâng trào hết sức mãnh liệt. Chí khí dân tộc Đức vươn cao vời vợi, họ quên đi tất tần tật mọi khác biệt của mình để mà cùng chiến đấu và chiến thắng kẻ thù. Do đó, dù vẫn có những người Đức có thái độ bất hợp tác với nhà nước phong kiến quân sự Phổ điển hình như Ludwig II của Bayern - ông ta đã không đến dự lễ đăng ngôi Hoàng đế của Wilhelm I tại Versailles, cuộc Chiến tranh Pháp – Phổ đã khiến cho làng sóng dân tộc chủ nghĩa Đức trào dâng mãnh liệt. Napoléon III đã hoàn toàn đại bại trước một nước Đức nhất thống, và trong Hiệp ước Frankfurt, Pháp phải đối chọi với cả một nước Đức đang trên đà trỗi dậy chứ không riêng gì nước Phổ. Chính điều ấy đã khiến cho người ta còn gọi cuộc chiến này là Chiến tranh Pháp - Đức, mặc dù thực chất nước Phổ đứng đầu quân Liên minh Đức và cuộc chiến là vì quyền lợi của Phổ, cũng như lực lượng Quân đội Đức Quốc xã trong Thế chiến thứ hai cùng chiến đấu với các lực lượng phe Trục khác. Và, đây là chiến thắng thứ ba của nước Phổ trong ba cuộc chiến tranh chớp nhoáng nhằm thống nhất nước Đức do Bismarck phát động, làm thất bại hoàn toàn ý đồ của Pháp nhằm dạy cho người Phổ một bài học. Ngay từ ban đầu cuộc chiến tranh, tài năng ngoại giao thiên bẩm cơ mưu của ông đã biểu hiện rõ nét. Ông đã khôn khéo đánh bại ý đồ của Napoléon III là kìm hãm sự nhất thống của nước Đức, và ông cho rằng cuộc chiến tranh là rất cần thiết vì chừng nào hãy còn hòa bình thì Pháp vẫn không để yên cho nước Đức được nhất thống. Là nhà lãnh đạo chính trị có tầm nhìn xa trông rộng, ông đã toàn thắng, và chiến thắng rạng rỡ trong đường lối "Sắt và máu" của ông. Ông và Tổng Tham mưu trưởng Moltke đã trở thành những người kế tục xuất sắc của Friedrich II Đại Đế - người đã gầy dựng đoàn quân tinh nhuệ của nước Phổ. Chưa bao giờ Bismarck trở nên được lòng dân như sau chiến thắng cuộc chiến này. Chính tài năng của cả hai ông kết hợp lại đã mang lại cho Đức Quốc một chiến thắng quyết định đến như thế.. Quốc vương nước Phổ - Hoàng đế nước Đức Wilhelm I, hồi bé thì phải chứng kiến cảnh song thân bị Napoléon I đánh bại và đô hộ Đức, giờ đây đã lãnh đạo cả dân tộc Đức đi đến chiến thắng quyết định. Ông được tôn vinh là Wilhelm Đại Đế. Đến tận năm 1940, khi nước Đức Quốc xã đại thắng trận chiến nước Pháp và làm chủ được Pháp, cựu hoàng Wilhelm II khi viết thư chúc tụng Lãnh tụ Đức Quốc xã Adolf Hitler cùng với toàn thể lực lượng Vệ Quốc Quân, đã hoài niệm về chiến thắng huy hoàng của người ông nội Wilhelm Đại Đế của ông trong cuộc Chiến tranh Pháp - Đức năm 1870 - 1871. Ông trích dẫn câu nói của Đức hoàng Wilhelm I trong năm thắng lợi ấy:
| “           | Thật là một sự chuyển biến các sự kiện dưới bàn tay của Thiên Chúa. | ” |
| — Wilhelm I |                                                                     |   |

Thực chất, với sự nhất thống của nước Đức thì chiến thắng về chính trị của Bismarck đã được hoàn vẹn ngay cả trước khi Paris đầu hàng. Chiến thắng quyết định của nước Phổ trong cuộc tranh được coi là một thay đổi sâu sắc, hiếm có trong lịch sử. Nước Phổ đại thắng Pháp, trong khi nếu trong vòng 10 năm gần đó Phổ hãy còn là liệt cường yếu ớt nhất trên vũ đài chính trị châu Âu, thì Pháp trong suốt 80 năm trời còn làm mưa làm gió ở châu Âu. Chiến thắng hoàn hảo của người Phổ đã gây chấn động cả thế giới, định hình Đế quốc Đức với cương thổ mở rộng. Pháp không những đại bại, mà cuộc chiến này còn hạ nhục Pháp một cách nặng nề. Nó phá hủy hoàn toàn uy chấn quân sự của Pháp kể từ sau trận Rocroi hồi năm 1643 - điều này những đạo quân được vũ trang tốt của người Đức đã hoàn thành chỉ trong vòng có 2 tháng. Ý nghĩa của chiến thắng toàn vẹn ấy còn to lớn hơn cả đại thắng quân Áo trong trận Königgrätz vào năm 1866, và mang lại nhiều ý nghĩa lâu dài cho nước Đức cường thịnh. Chiến thắng to lớn đó cũng tái lập trật tự tình hình châu Âu và tạo nên chủ nghĩa chuyên nghiệp về quân sự. Thực chất, vốn từ sau khi Hoàng đế Napoléon I bại trận vào năm 1815 thì nước Pháp đã thiếu thốn nghiêm trọng vinh quang quân sự, và chiến bại thê lương tại Sedan đã làm cho tình hình ấy càng trầm trọng thêm. Chưa kể, cuộc Chiến tranh Pháp – Phổ còn có một ý nghĩa hệ trọng khác: sau khi Pháp thảm bại tại Sedan, người Pháp phải tập trung hết binh lực của họ để đánh Đức, trong đó có cả lực lượng đồn trú tại thành La Mã. Khi đạo quân Pháp này rời bỏ rồi, không gì có thể ngăn cản được quân đội Ý do tướng Raffaele Cadorna chỉ huy tràn vào và hoàn thành quá trình nhất thống nước Ý vào năm 1870, dù Giáo hoàng đã phản đối kịch liệt và quyết tâm giam mình hoàn toàn trong Tòa Thánh Vatican. Chiến thắng thứ ba của Bismarck như vậy là đã đánh đấu sự chấm dứt nền bá quyền của Tòa Thánh tại "kinh thành muôn thuở" La Mã trong suốt khoảng thời gian lâu dài kể từ khi Đế quốc Tây La Mã sụp đổ, và góp phần thành lập hai quốc gia mới là Đế quốc Đức và Vương quốc Ý, mặc dù sau chiến bại của quân Pháp tại Sedan thì danh tướng Ý Garibaldi tình nguyện tham gia quân Pháp. Và, khi hay tin về sự sụp đổ của Napoléon III - chính là kẻ đã đánh bại họ trong cuộc Chiến tranh Krym, Đế quốc Nga rất mực vui sướng. Họ đã lấy lại được uy thế tại vùng Cận Đông..
Ngoài ra, cuộc chiến này còn được xem là cuộc chiến tranh "Triều đại" cuối cùng trong lịch sử, tuy nhiên trong giai đoạn cuối thì nó trở thành cuộc "chiến tranh nhân dân" đầu tiên. Do đó, tuy nước Phổ chiến thắng và đoạt được hai vùng Alsace và Lorraine, cuộc chiến này cũng chứng tỏ rằng Nhân dân và những người đại diện cho Nhân dân, chứ không phải là các bậc Đế vương phong kiến, sẽ quyết định chiến tranh và hòa bình trong cái thời buổi dân chủ ấy. Với chiến thắng lẫy lừng của nước Đức, sự hòa giải giữa Đức và Pháp là rất khó và do đó từ năm 1781 cho đến năm 1914, châu Âu phải chứng kiến sự chạy đua vũ trang giữa hai nước đối địch này. Nền Đệ Tam Cộng hòa Pháp, ra đời với thất bại nhục nhã trong cuộc Chiến tranh Pháp - Đức lần thứ nhất này, tạo cảm nghĩ về sự xuất thân đầy ô nhục của nó và mở đầu cho quá trình lịch sử đầy sóng gió của nước Pháp. Cũng chính nền Cộng hòa này bị sụp đổ với chiến bại đầy thảm họa trong cuộc Chiến tranh Pháp - Đức lần thứ ba (1940).

### Phản ứng của Phổ và cuộc rút quân

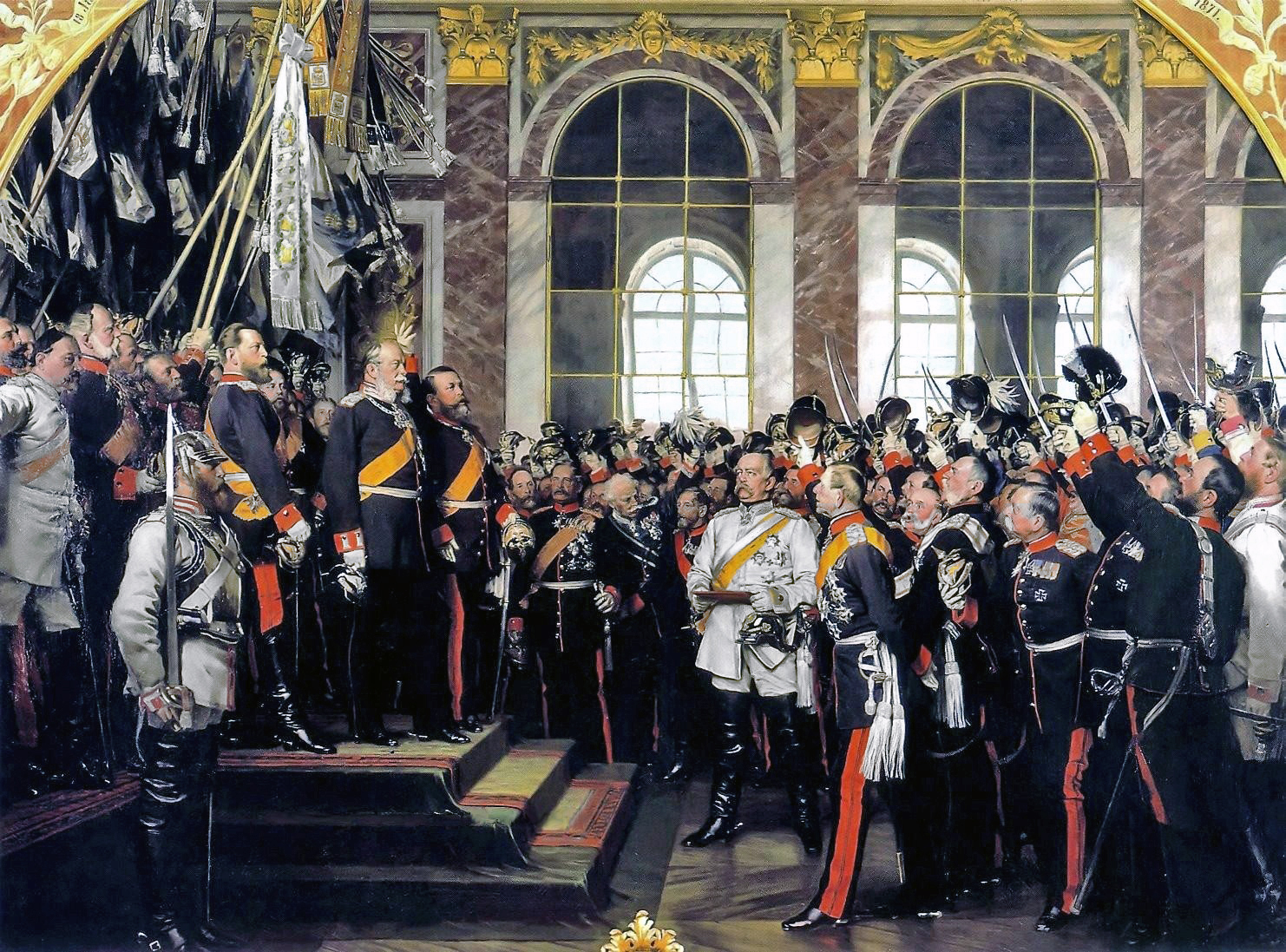
Lễ Tuyên bố thành lập Đế quốc Đức

Như vậy chính nhờ những lần xuất binh không ngừng của nước Phổ đã mang lại quốc thống cho nước Đức. Quân đội Phổ cử hành một cuộc diễu binh mừng thắng lợi ngắn gọn tại Paris ngày 17 tháng 2, đồng thời Bismarck tuân thủ cuộc ngưng bắn bằng cách cho đưa nhiều toa xe chở thực phẩm vào cứu trợ Paris, cũng như rút quân Phổ về phía đông thành phố, chuẩn bị rút quân ngay khi Pháp chấp thuận trả 5 tỷ quan Pháp tiền chiến phí. Cùng thời gian, các lực lượng Phổ rút khỏi Pháp và tập kết tại các tỉnh Alsace và Lorraine. Ở thủ đô diễn ra một cuộc tản cư lớn với chừng 200.000 người, phần lớn thuộc tầng lớp trung lưu, về miền thôn quê. Paris được Vương quốc Anh nhanh chóng cung ứng lương thực và nhiên liệu miễn phí, nên theo một số tài liệu thì cuộc sống trong thành phố dần trở lại bình thường.
Trong những giờ phút đóng quân cuối cùng của người Đức tại Versailles, Hoàng thái tử Friedrich Wilhelm khuyên Bismarck tiến cử Tử tước Von Roggenbach làm quan Tổng trấn tỉnh Alsace. Tuy nhiên, vốn đã biết về con người của Roggenbach thông qua những gián điệp của mình, vị Thủ tướng từ chối. Friedrich Wilhelm cho rằng Bismarck tỏ ra uy quyền và chỉ muốn bổ nhiệm những người luôn luôn biết tuân phục ông. Hoàng đế và Thái tử chiến thắng về nước, được toàn dân chào đón nhiệt liệt ở khắp mọi điểm dừng, và rồi xa giá đến thành Potsdam vào ngày 17 tháng 3 năm 1871. Trên cao điểm của sự nghiệp chính trị của mình, người chính khách thiên tài Otto von Bismarck trở về kinh kỳ Berlin vào tháng 3 năm 1871, tên tuổi ông đã trở thành bất hủ. Hoàng đế Wilhelm I phong cho ông là Vương tước (Fürst). Và, cũng vào năm 1871, vị Mục sư ngoan đạo Friedrich von Bodelschwingh đã tiến hành ngày lễ long trọng kỷ niệm đại thắng lừng lẫy tại Sedan của lực lượng Quân đội Đức.
Nhìn chung, trong mọi buổi lễ kỷ niệm chiến thắng quyết định của nước Đức hùng mạnh, nhiệt huyết của chủ nghĩa dân tộc - quân phiệt Đức sục sôi dâng trào. Trong niềm vui sướng chiến thắng, họ còn trở nên vô cùng mộ đạo. Họ cho rằng chiến thắng rực rỡ của họ là thuận theo mệnh Trời. Đế quốc Đức trong niềm vinh quang, chiếm lĩnh các pháo đài chủ chốt của Pháp, mãi đến khi Pháp hoàn thành khoản chiến phí khổng lồ thì các chiến sĩ Đức mới rút về vào năm 1873. Ngày 2 tháng 9 - ngày cả đoàn quân Pháp phải đầu hàng đoàn quân Đức hùng mạnh trong trận chiến ở Sedan - được chọn làm ngày lễ quốc khánh của Đế quốc Đức. Và, sau chiến thắng rực rỡ, nước Đức vẫn luôn xem trọng sức mạnh của Pháo binh hạng nặng đã mang lại chiến thắng cho mình. Vốn đã lập công lao thật lớn cho chiến thắng của nước Đức, hãng Krupp vẫn tiếp tục phát huy thành quả của mình. Vào năm 1905, người Đức càng cải tiến thêm tầm đạn của Pháo binh hiệu Krupp. Điều ấy khiến cho về Pháo binh hạng nặng - vốn cũng đóng vai trò rất lớn cho trong các cuộc chiến khác vào thời đó như Chiến tranh Boer lần thứ hai hoặc là Chiến tranh Nga-Nhật, Đế quốc Đức hùng mạnh vẫn áp đảo Cộng hòa Pháp.

### Phản ứng của Pháp với sự thất trận
Cuộc bầu cử toàn quốc diễn ra với kết quả là một chính phủ với đại bộ phận thành viên là những người bảo thủ được bầu ra, Tổng thống là Adolphe Thiers, trụ sở đặt tại Versailles, vì người ta e ngại là không khí chính trị tại Paris đang trở nên quá nguy hiểm cho việc đặt chính phủ tại thủ đô. Chính phủ mới này, với đại bộ phận thành viên thuộc thành phần bảo thủ và phú nông, thông qua một số loạt đạo luật làm dân chúng Paris hết sức tức giận, như Luật thanh toán, theo đó buộc tất cả các khoản tiền thuê nhà, vốn đã được hoãn lại từ tháng 9 năm 1870, và tất cả các khoản nợ nhà nước, vốn đã được cho hoãn nợ từ tháng 10 năm, phải trả đủ, cộng với lãi vay trong vòng 48 giờ đồng hồ. Paris vốn đã phải gánh vác một phần lớn khoản tiền chiến phí phải trả cho Phổ, nên dân chúng Paris hết sức phẫn nộ với chính phủ Versailles. Do Paris được quân đội cách mạng Vệ binh Quốc gia bảo vệ, và có rất ít binh lính chính phủ đóng tại Paris, nên các thủ lĩnh cánh tả đã có thể chiếm Tòa thị chính làm đại bản doanh và thiết lập Công xã Paris, dẫn đến cuộc đàn áp Công xã đẫm máu khiến cho 20.000 người thiệt mạng. Phong trào Công xã Paris lên cao máu lửa trong bối cảnh là những người này quyết tâm không thừa nhận Chính phủ Đệ Tam Cộng hòa Pháp cũng như Hòa ước giữa Chính phủ với nước Đức thắng trận. Cơn bão Công xã Paris cũng thể hiện một hậu quả của chiến bại thảm hại là đặt điều kiện cho sự hỗn loạn của nước Pháp trong khoảng thời gian đó.
Trong những năm 1890, vụ Dreyfus diễn ra trong hoàn cảnh hậu chiến, nhiều bản báo cáo mật gửi cho người Đức bị người ta phát hiện ra trong một thùng rác tại sở mật vụ Pháp, khiến cho viên sĩ quan Alfred Dreyfus, sinh quán Alsace bị buộc tội phản quốc một cách oan uổng. Ngoài ra, thất bại trong cuộc Chiến tranh Pháp - Đức này là một đòn giáng sấm sét vào toản thể dân tộc Pháp. Do đó, chiến bại thê thảm cho thấy một công cuộc cải cách quân sự tại Pháp là rất mực cần thiết. Cuộc chiến cũng thể hiện rằng sự chuyên môn quân sự là không thể thiếu được để mà vệ quốc. Sự chiến đấu tệ hại của các Binh đoàn Tham mưu là một trong những nguyên nhân dẫn đến chiến bại, do đó điều này khiến cho người Pháp chủ trương xây dựng Bộ Tổng Tham mưu theo kiểu Phổ. Cho đến năm 1914, khi cuộc Đại chiến thế giới thứ nhất - một cuộc Chiến tranh Pháp - Đức còn khốc liệt hơn nhiều - bùng nổ, Quân đội Đức đại thắng ngay trận đầu, biểu hiện sự thất bại của quá trình cải cách này. Giai đoạn đầu tiên của cuộc Chiến tranh thế giới này, các đợt công kích của quân Pháp đều thất bại rất thảm hại.
Theo Hiệp ước Frankfurt, ngoài việc thành phố Strasbourg và pháo đài Metz bị cắt cho Đức, Đức còn được sở hữu tỉnh Alsace và phần phía bắc tỉnh Lorraine (Moselle), cả hai vùng đất này (đặc biệt là Alsace) có đa phần dân cư là người Đức. Người Pháp trở nên rất cay đắng với chiến bại của mình, và các Chính phủ liên tiếp thay nhau đều ưu tiên cho việc đòi lại Alsace và Lorraine. Tuy Đế quốc Đức ra đời có lẽ khiến người Anh và người Nga đâm ra lo sợ, những sự kiện sau đó diễn ra ở Pháp khiến tình hình trở nên dễ chịu hơn. Sau chiến bại thảm hại của Pháp, thủ đô Paris trở thành điển hình cho một trung tâm của khủng hoảng, náo loạn, trong bão táp của phong trào Công xã Paris. Khi đối mặt với Công xã, người Pháp không lấy gì lo sợ về một "cuộc Cách mạng Đức" do Bismarck làm nên nữa. Điều đó khiến cho nước Đức trở thành "người bảo hộ" của trật tự cũ châu Âu. Cuộc Chiến tranh Pháp - Đức (1870 - 1871) đã đi vào lịch sử như một trong những cuộc chiến đầy thảm họa nhất trên đất Pháp. Trong quá trình khôi phục quân lực Pháp sau chiến bại thê lương trong cuộc Chiến tranh Pháp - Đức này, người Pháp thậm chí còn dập khuôn theo mô hình quân sự của Đế quốc Đức. Học giả Ernest Renan (người Pháp) cho rằng chính các Trường Đại học tại Đức đã mang lại chiến thắng cho nước Đức trong cuộc chiến tranh này, và trong thời kỳ sau chiến tranh, rất nhiều thanh niên Pháp sang Đức để mà rèn luyện quân sự. Sự thù hận trong nhiều năm tiếp tới, đã góp phần khiến cho dân chúng Pháp ủng hộ việc tham chiến trong cuộc Chiến tranh thế giới thứ nhất để giành lại Alsace-Lorraine. Sự bại trận cũng làm nảy sinh tư tưởng báo thù, khiến cho quan hệ Đức-Pháp luôn ở trạng thái căng thẳng, là một trong những nguyên nhân dẫn đến Chiến tranh thế giới thứ nhất vào năm 1914, và cứ theo đó lại đến cuộc Chiến tranh thế giới thứ hai vào năm 1939.

### Nước Đức thống nhất và trở thành cường quốc châu Âu
Nước Phổ với chiến thắng này đã có được sự bá quyền về chính trị cùng với sức mạnh quân sự vô song. Với lãnh thổ lớn nhất trong toàn thể Đế quốc, họ trở thành minh chủ của Đế quốc Đức. Sau khi Pháp đại bại, sự hình thành Đế quốc Đức thống nhất phá vỡ cán cân quyền lực tại châu Âu được thiết lập sau Đại hội Viên sau cuộc Chiến tranh Napoléon. Qua đó, nền thái bình lâu dài giữa các liệt cường Âu châu đã kết thúc, chiến thắng lừng lẫy của người Đức đã mở ra một thời đại mới trong suốt chiều dài lịch sử châu Âu. Từ chiến thắng vẻ vang của người Đức, những quốc gia châu Âu khác đã nhận thấy được sự hiệu quả cao của đường lối chiến tranh của Đức. Các quốc gia trước kia không có Bộ Tổng Tham mưu hoặc chế độ quân dịch nhanh chóng dập khuôn, cùng với triển khai công tác hậu cần, tàu hỏa dùng cho mục đích quân sự, cũng như hệ thống điện tín, được chiến thắng của Đức minh chứng là không thể thiếu được. Công cuộc áp dụng nền quân sự Đức này gặt hái được thành công ở các mức độ khác nhau. Ngoài ra, người ta cũng bắt đầu nhiệt huyết, cảm thấy rằng những cách thức làm nên một chiến thắng quyết định và nhanh chóng là thật vĩ đại. Nước Đức nhanh chóng giành cho mình vị trí cường quốc châu Âu, với quân đội nhà nghề mạnh nhất thế giới. Mặc dù Vương quốc Anh vẫn là cường quốc số một thế giới, nhưng Anh Quốc rất ít can thiệp vào nội tình châu Âu trong khoảng cuối thế kỷ XIX, tạo điều kiện cho nước Đức vươn tầm ảnh hưởng lên toàn bộ lục địa Âu châu. Tất cả các liệt cường khác đều hoảng sợ trước uy thế chấn động của Đức. Anh Quốc giờ đây cũng phải thừa nhận rằng họ khó thể thay đổi cán cân quyền lực, dù do họ có liên minh với nước Phổ hay là Pháp đi chăng nữa. Vào ngày 2 tháng 1 năm 1871, Thủ tướng Anh là Benjamin Disreali có bài phát biểu thể hiện cảm nghĩ của ông về đại thắng của nước Đức:
| “                   | Cuộc chiến tranh đại diện cho cuộc Cách mạng Đức, một sự kiện chính trị vĩ đại hơn cả cuộc Cách mạng Pháp. Tôi không nói nó vĩ đại hơn, hoặc có tầm vĩ đại tương đương với tư cách là một sự kiện xã hội. Không một nguyên tắc nào trong việc điều hành đối ngoại, được mọi chính khách coi là kim chỉ nam cho đến 6 tháng qua, mà còn tồn tại nữa. Không có một truyền thống ngoại giao này là không trôi dạt đi mất... Cán cân quyền lực đã hoàn toàn bị phá vỡ, và quốc gia hứng chịu nhiều nhất, và có cảm nhận nhiều nhất về chuyển biến lớn lao này, là Anh Quốc. | ” |
| — Benjamin Disraeli | |   |

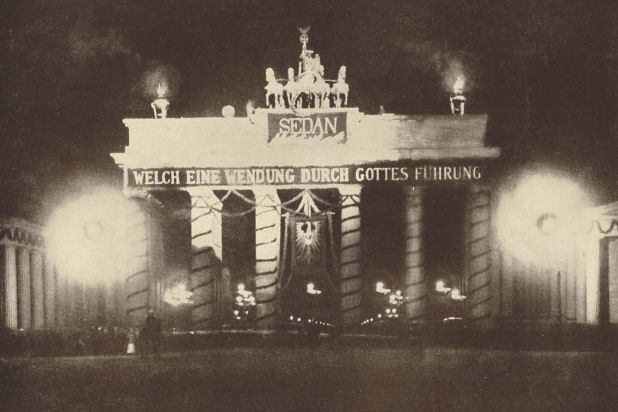
Cổng Brandenburg ở kinh đô Berlin, sau chiến thắng huy hoàng ở trận Sedan.

Đối với ông, cuộc Chiến tranh Pháp - Đức có tầm vóc vượt xa cuộc Chiến tranh Krym, các cuộc Chiến tranh Thống nhất nước Ý hoặc là cuộc Chiến tranh Áo - Phổ trước đây - là một trong những phản ứng sớm nhất về chiến thắng của nước Đức trong cuộc chiến. Tuy người Áo và Pháp chiến bại có lẽ không nhận thức như thế, nhưng phát biểu của Disraeli là có cơ sở, bởi lẽ sự thịnh vượng của nước Anh lệ thuộc vào chính cái cán cân quyền lực mà Bismarck đã phá vỡ. Từ năm 1871 cho đến năm 1914, Đế quốc Đức trở thành siêu cường kinh tế trên thế giới. Dân tộc Đức hùng cường, phát triển vượt trội về mọi mặt. DĨ nhiên, sự thay đổi cân bằng quyền lực một cách quyết định như vậy là có hại cho nước Anh. Trong khi vào năm 1871 thì nước Đức có dân số tương đương với Pháp, thì vào năm 1914, họ có đông đảo dân số hơn hẳn - nhân dân Đức đều được giáo dục tốt, có tinh thần kỷ cương và sáng tạo hơn bất kỳ một dân tộc nào khác trên thế giới. Tiếp theo sau đại thắng trong cuộc Chiến tranh Pháp - Đức, nước Đức dưới sự lãnh đạo sáng suốt của Bismarck đã tiến hành công nghiệp hóa mạnh mẽ. Khi cuộc Đại chiến thế giới lần thứ nhất nổ ra, nước Đức có nền công nghiệp sắt và thép vượt trội Anh Quốc và chỉ sau Hoa Kỳ: nhờ có kỹ nghệ hiệu quả, người Đức đã tha hồ khai thác tài nguyên của tỉnh Lorraine mà họ chiếm lĩnh được từ tay Pháp với chiến thắng quyết định trong cuộc Chiến tranh Pháp - Đức năm 1870 - 1871. Cũng biết rằng do kẻ thù bại trận của mình luôn uất ức với thất bại thảm hại trong cuộc Chiến tranh Pháp - Đức năm 1870 - 1871, Bộ Tổng Tham mưu Đức trong suốt thời gian thái bình đã ráo riết chuẩn bị cho chiến tranh, và Kế hoạch Schlieffen ra đời. Như Bộ trưởng Hàng không Pháp là Guy La Chambre (tại chức: 1939 - 1940) có nhận định về sự kém cỏi của các lãnh đạo quân đội Pháp qua ba cuộc Chiến tranh Pháp - Đức như sau:
| “                | Bộ Tham mưu [Pháp] đến năm 1914 mới chuẩn bị cho cuộc chiến năm 1870, và, đến năm 1940 mới chuẩn bị cho cuộc chiến năm 1914. Nguyên văn En 1914, l'état-major était préparé à la guerre de 1870 et en 1940 à celle de 1914. | ” |
| — Guy La Chambre | |   |

Nước Đức không có một quốc lễ như ngày quốc khánh 14 tháng 7 của nước Pháp, kỷ niệm sự kiện quần chúng đột chiếm ngục Bastille. Tuy nhiên, gắn liền với niềm vinh quang của Đế quốc Đức có các lễ kỷ niệm quan trọng, nhất là lễ đăng ngôi của Hoàng đế Wilhelm I tại cung điện Versailles - tức là ngày 18 tháng 1, rồi đến ngày 2 tháng 9 - là ngày đại thắng ở trận Sedan - lễ mừng của những người theo Phúc Âm tại Đức.
Ngoài ra, trong khi người Pháp luôn mang nặng tư tưởng phục thù thì người Đức sau chiến thắng luôn nhắc đến cái ngày Der Tag - khi ấy Đế quốc Đức tiêu diệt được cả Đế quốc Áo lẫn Pháp. Sau khi nước Pháp chiến bại hoàn toàn chiến phí, người Đức từng bàn chuyện xuất binh đánh Pháp thêm một lần nữa để tránh bị báo thù. Mặt khác, chính sách của Bismarck sau thống nhất cũng tránh né xung đột và củng cố nền quốc thống. Rốt cuộc, sự nhất thống của nước Đức không những mở ra một trang sử mới trong lịch sử châu Âu mà còn đặt tiền đề cho mọi biến động trong quan hệ quốc tế vào thế kỷ XX.

### Thái độ của Anh Quốc
Dĩ nhiên, sau khi quan sát cuộc chiến, Anh tỏ ra nửa mừng nửa lo. Một mặt, Pháp đã bắt đầu suy kiệt sau khi thua Phổ/Đức; nhưng mặt khác, sự trỗi dậy của Đức lại làm lo sợ cả nước Anh, không chỉ vì sự tiến bộ khó tin của Đức, mà còn là sự bất đồng về quyền lợi bấy giờ. Bản thân Anh cũng là một quốc gia chia sẻ chung dòng máu German với người Đức, nên sau khi chứng kiến những gì Đức làm trước cả Áo và Pháp, Anh đã buộc phải thay đổi chính sách, từ ôn hòa, sang càng ngày thù địch với Đức. Sự ra đời của Bộ Tổng Tham mưu Quân đội Anh Quốc, là báo hiệu đầu tiên.
Anh đã phải liên tục cải tổ quân sự kể từ năm 1871, dẫn tới sự hạ thủy lớp tàu thiết giáp hạm Dreadnought đầu tiên vào năm 1905, và cuối cùng, thì Anh và Đức sẽ trở thành những quốc gia dẫn đầu hai trục đối lập trong cả hai cuộc chiến tranh thế giới sau này. Và nhờ cải cách triệt để của Anh không bị rối loạn như Pháp, Anh đã không gặp phải số mệnh như Pháp, và thậm chí, sẽ là nước thắng, bất chấp sau cả hai cuộc chiến, Anh sẽ hoàn toàn suy kiệt và phải nhượng vị trí bá chủ thế giới cho Hoa Kỳ sau 1945. Thực chất, chính Anh, chứ không phải là Pháp - quốc gia có nhiều hiềm khích với Đức - mới là quốc gia sẽ kết liễu cả hai Đế chế Đức sau này.

### Góc nhìn của người Ba Lan
Tại tỉnh Posen của Vương quốc Phổ, mà phần lớn dân chúng là người Ba Lan, bọn họ cuồng nhiệt ủng hộ người Pháp và nổi điên lên khi hay tin về những chiến thắng của Quân đội Phổ - Đức, nỗi căm phẫn này chính là một bản tuyên ngôn rõ rệt của tinh thần dân tộc chủ nghĩa Ba Lan. Dân Ba Lan còn kêu gọi những tân binh Ba Lan đào ngũ khỏi Quân đội Phổ, tuy nhiên những lời hô hào này phần lớn bị bỏ mặc. Vào ngày 16 tháng 8 năm 1871, một bản báo cáo rung động về tình hình Ba Lan được đệ trình lên Thủ tướng Bismarck, khiến cho các lực lượng quân dự bị được lệnh đóng quân tại tỉnh Posen yên yắng này. Do đó, cuộc Chiến tranh Pháp - Đức cũng trở thành một sự kiện nổi bật trong quan hệ Đức - Ba Lan, mở đầu cho một thời kỳ lâu dài mà các nhà cầm quyền Đức tiến hành những biện pháp trấn áp Ba Lan và nỗ lực thực hiện công cuộc Đức hóa.